# Chiến tranh nhân dân giải phóng Nam Tư
Cuộc Chiến tranh nhân dân giải phóng Nam Tư là một bộ phận quan trọng của Mặt trận phía đông trong Chiến tranh thế giới thứ hai ở châu Âu. Cuộc chiến bắt đầu từ ngày 4 tháng 7 năm 1941 và kết thúc ngày 25 tháng 5 năm 1945. Ban đầu nó do các đội du kích nhỏ của Đảng Cộng sản Nam Tư, một số lực lượng dân tộc chủ nghĩa Nam Tư tiến hành. Trong quá trình chiến tranh, lực lượng du kích Chetniks đã rời bỏ mục tiêu chống phát xít. bắt tay với quân đội Đức Quốc xã, quân chiếm đóng Ý, quân Chính phủ cứu nguy dân tộc Serbia và quân Quốc gia Độc lập Croatia (Ustaše) chống lại quân du kích. Giống như cuộc Chiến tranh vệ quốc vĩ đại của nhân dân Liên Xô, cuộc Chiến tranh nhân dân giải phóng Nam Tư cũng kéo dài và đẫm máu. Tuy nhiên, Quân giải phóng nhân dân Nam Tư ở vào vị thế khó khăn hơn rất nhiều do quân Đức chiếm ưu thế lớn về binh lực, chiếm ưu thế gần như tuyệt đối về xe tăng, máy bay và vũ khí hạng nặng. Từ năm 1941 đến năm 1943, quân đội Đức Quốc xã đã tổ chức ba cuộc tổng tấn công vào Quân giải phóng nhân dân Nam Tư nhưng không thể tiêu diệt được Ban Chấp hành trung ương Đảng Cộng sản Nam Tư, Bộ Tổng tư lệnh Quân giải phóng nhân dân Nam Tư và Tổng tư lệnh Josip Broz Tito. Ngược lại, Quân giải phóng nhân dân Nam Tư càng tiến hành chiến tranh nhân dân, càng phát triển lực lượng, dần dần lập lại được thế cân bằng trên chiến trường vào đầu năm 1944.
Cuối năm 1943, quân Đồng Minh Anh, Mỹ đã chiếm được một nửa nước Ý và có nhiều căn cứ không quân tại Ý. Quân đội Ý rút khỏi Nam Tư. Mùa hè năm 1944, quân đội Liên Xô tiến ra biên giới quốc gia ở nhiều nơi và bắt đầu các hoạt động quân sự trợ giúp công cuộc giải phóng khỏi chế độ phát xít của nhân dân các nước Đông Âu và Trung Âu. Không quân chiến lược tầm xa của Liên Xô cũng có một căn cứ trên đảo Vis của Nam Tư trên biển Adriatic. Từ đó, việc tiếp tế vũ khí, đạn dược, trang thiết bị quân sự, thuốc men, thực phẩm của Liên Xô và các nước đồng minh cho Quân Giải phóng nhân dân Nam Tư được tiến hành thuận lợi, thường xuyên với khối lượng ngày càng lớn, giúp cho quân đội này ngày càng phát triển lớn mạnh và đẩy quân đội Đức vào thế phòng ngự bị động. Không đánh bại được Quân giải phóng nhân dân Nam Tư, Adolf Hitler lệnh cho tướng Otto Skorzeny huy động lực lượng biệt kích dù SS và quân đổ bộ đường không của Đức tổ chức Chiến dịch "Hiệp sĩ" nhằm bắt sống J. B. Tito và Bộ tham mưu Quân Giải phóng nhân dân Nam Tư cùng phái đoàn cố vấn quân sự Liên Xô tại Nam Tư do tướng N. V. Korneyev chỉ huy. Sáng 25 tháng 5 năm 1944, hơn 350 biệt kích Đức sử dụng dù và tàu lượn đổ bộ xuống Drvar để vây bắt Thống chế Tito cùng các đồng sự. Tuy nhiên, Tiểu đoàn cảnh vệ Nam Tư và các học viên trường sĩ quan của Quân Giải phóng nhân dân Nam Tư đã kịp thời phát hiện và chặn đánh biệt kích Đức, bảo vệ cho J. B. Tito và các cộng sự của ông rút lui an toàn. Chiến dịch Hiệp sĩ của quân Đức thất bại.
Cuối năm 1944, Quân Giải phóng nhân dân Nam Tư phối hợp với Phương diện quân Ukraina 3 và Quân đội Bulgaria (lúc này đã quay súng chống lại quân đội Đức Quốc xã) mở một loạt chiến dịch quan trọng tại Beograd, Nish, Skople, Sarajevo, Zagreb và Lyubiana, giải phóng hoàn toàn lãnh thổ Nam Tư và một phần lãnh thổ đông bắc Ý. Được thắng lợi của những người cộng sản Nam Tư cổ vũ, các đội du kích do Đảng Lao động Albania lãnh đạo cũng tiến hành cuộc chiến tranh nhân dân giải phóng Albania, đánh bại Liên quân Đức-Ý, giải phóng hoàn toàn Albania.
Ngày 15 tháng 5 năm 1945, tại làng Poljana diễn ra trận đánh lớn cuối cùng của Quân giải phóng nhân dân Nam Tư trong Chiến tranh thế giới thứ hai, buộc tàn quân Đức Quốc xã và các lực lượng dân tộc cực đoan thân Đức phải hạ vũ khí đầu hàng. Chiến thắng của Quân giải phóng nhân dân Nam Tư do Đảng Cộng sản Nam Tư lãnh đạo đã dẫn đến việc thành lập nước Cộng hòa Liên bang Xã hội chủ nghĩa Nam Tư gồm 6 nước cộng hòa xã hội chủ nghĩa thành viên và 2 tỉnh xã hội chủ nghĩa tự trị.

## Bối cảnh

### Vương quốc Nam Tư trước chiến tranh
Sau Chiến tranh thế giới thứ nhất, trên cơ sở Hòa ước Versailles về phân chia lại các vùng lãnh thổ do Đế quốc Áo-Hung chiếm giữ trước đó, tháng 12 năm 1918, Vương quốc Nam Tư được thành lập bao gồm các vùng lãnh thổ, Serbia, Bosnia và Hersegovina, Macedonia, Montenegro cùng một phần lớn lãnh thổ của Croatia và Slovenia. Đứng đầu vương quốc là Nhiếp chính vương Aleksandr I của Nam Tư và Thượng hội đồng Quốc gia có chức năng như quốc hội lập hiến. Ngày 28 tháng 6 năm 1921, Hội đồng nhà nước ban hành Hiến pháp của Nam Tư (còn gọi là Hiến pháp Vidovdan). Tuy nhiên, từ năm 1921 đến trước Chiến tranh thế giới thứ hai trong nội bộ Vương quốc Nam Tư thường xảy ra mâu thuẫn nội bộ do tranh chấp đất dai giữa các vùng lãnh thổ. Tất cả các chủ thể của Vương quốc Nam Tư đều có trang chấp lãnh địa với các chủ thể còn lại.

### Đức Quốc xã và đồng minh của Đức chiếm đóng Nam Tư

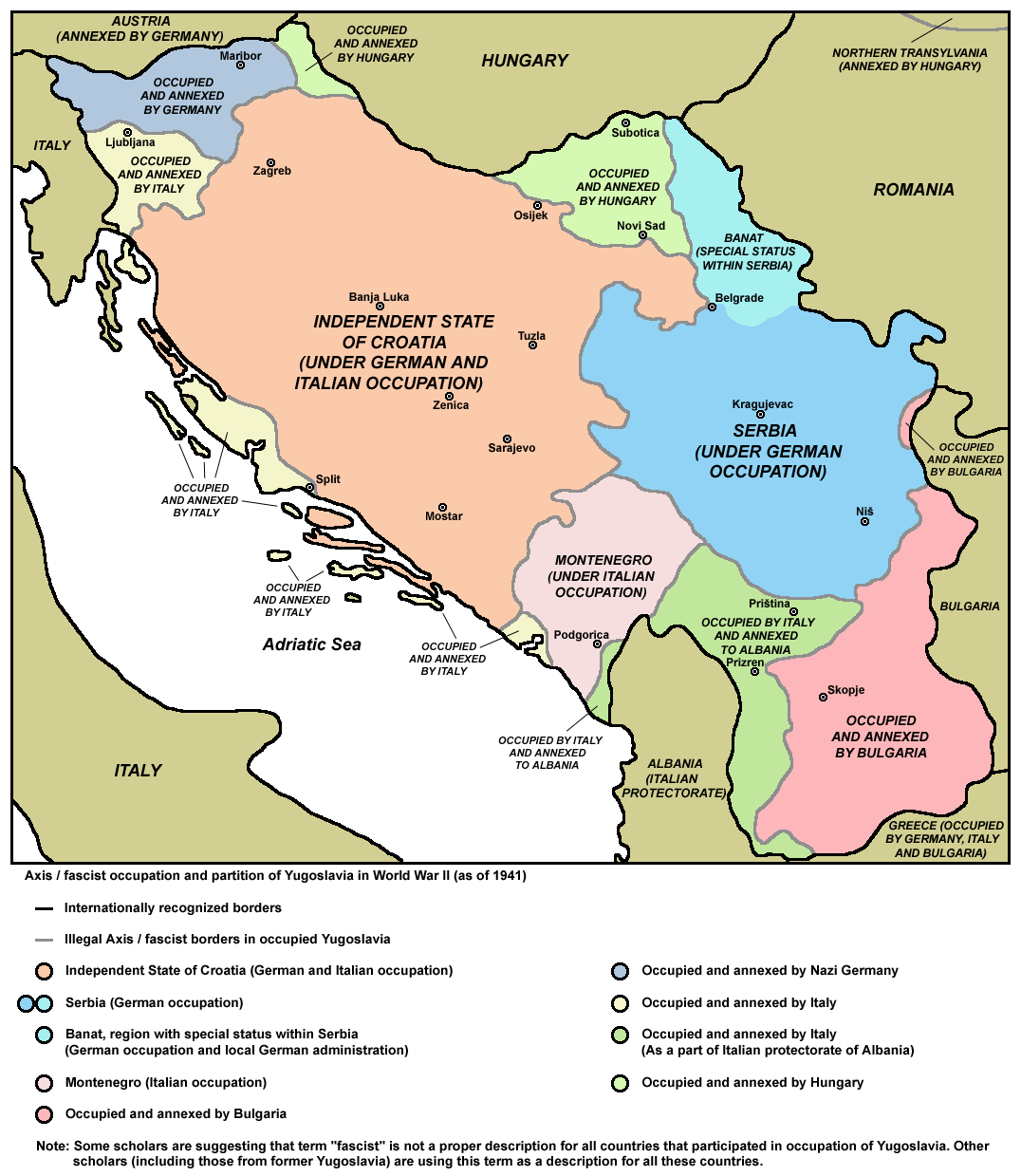
Đức Quốc xã và các đồng minh của Đức chia nhau lãnh thổ của Nam Tư

Ngày 23 tháng 3 năm 1941, Thủ tướng Nam Tư Dragisa Cvetkovic và Bộ trưởng ngoại giao Aleksandr Chinchar-Markovic với sự chỉ đạo của Hoàng tử Pavel Karadjordjevic đã ký kết văn bản tham gia Hiệp ước Thép, đưa Nam Tư chính thức đứng trong hàng ngũ các thế lực phát xít. Việc Nam Tư tham gia "Hiệp ước Thép" đã gây sự phẫn nộ trong dân chúng Nam Tư. Người Serbia cho rằng đó là "Hiệp ước của những con chuột cống lớn". Họ xuống đường biểu tình và gây ra các cuộc bạo loạn. Ngày 27 tháng 3, một nhóm bộ trưởng có tư tưởng thân Liên Xô được sự ủng hộ của Thế tử Pyotr Karadjordjevic đệ nhị đã tổ chức một cuộc đảo chính lật đổ Hoàng tử Pavel Karadjordjevic và chính phủ của Dragisa Cvetkovic, ký kết một hiệp ước đồng minh với Liên Xô. Tức giận trước sự việc Nam Tư dám chống lại mình, Adolf Hitler ra Chỉ thị số 25, lệnh cho quân đội Đức Quốc xã phải chiếm đóng Nam Tư trước tháng 6 năm 1941. Ngày 6 tháng 4 năm 1941, quân đội Đức Quốc xã có quân đội Ý, Hungary và Bulgaria trợ giúp đã xâm lược Nam Tư. Quân đội Nam Tư mặc dù có đến 30 sư đoàn và hơn 20 lữ đoàn, trung đoàn độc lập nhưng với trang bị kém và bị chia rẽ trong nội bộ nên đã không thể chống cự được lâu dài. Ngày 12 tháng 4, Beograd thất thủ. Ngày 17 tháng 4 năm 1941, Bộ chỉ huy quân đội Nam Tư ký biên bản đầu hàng vô điều kiện. Thái tử Pyotr Karadjordjevic đệ nhị cùng triều đình Nam Tư chạy trốn qua Hy Lạp, sau đó bỏ trốn sang Cairo (Ai Cập).
Trong lúc Nam Tư đang bị xâm lược thì ngày 10 tháng 4 năm 1944, những người Croatia do Ante Pavelić và Slavko Kvaternik cầm đầu đã tuyên bố li khai, thành lập nhà nước Croatia thân Đức. Đích thân Ante Pavelić đã đến Berghof gặp Hitler để ký vào "Hiệp ước thép", đưa Croatia đứng về phía nước Đức Quốc xã. Ngày 11 tháng 4, quân đội Đức Quốc xã đã đưa chính phủ bù nhìn của Ante Pavelić và Slavko Kvaternik về Zagreb. Tại Beograd, nước Đức Quốc xã cũng lập ra một chính phủ bù nhìn do Milan Nedić lãnh đạo. Chính phủ này buộc phải ký kết nhiều hiệp ước bất bình đẳng với nước Đức Quốc xã và các đồng minh của nó. Lãnh thổ Nam Tư bị xâu xé. Phát xít Ý chiếm đóng vùng nam Slovenia và thiết lập chế độ bảo hộ trên toàn bộ xứ Montenegro, Đức Quốc xã tước đi của Nam Tư vùng bắc Slovenia, bao gồm cả Ljubliana. Hungary sáp nhập tỉnh Vojvodina vào lãnh thổ của mình. România chiếm đóng vùng Banat. Bulgari chiếm đóng phần Đông lãnh thổ Macedonia, vùng Đông Nam Serbia và tỉnh Kosovo. Albania cũng được chia phần phía tây xứ Macedonia. Chính phủ bù nhìn của Milan Nedić chỉ còn cai quản phần lãnh thổ còn lại của Serbia xung quanh Beograd và hoàn toàn phụ thuộc vào người Đức giồng như chính phủ của Ante Pavelić ở Zagreb.

### Chuẩn bị chiến tranh du kích

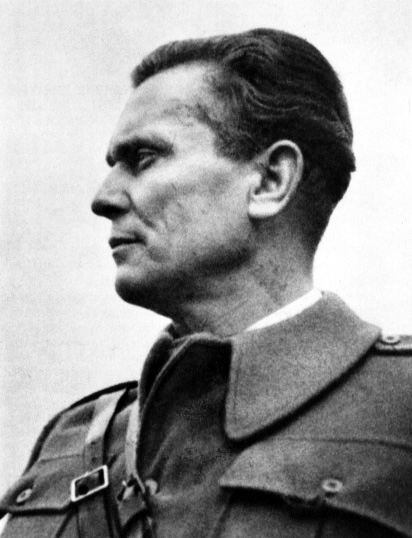
Josep Broz Tito, Tông tư lệnh Quân giải phóng nhân dân Nam Tư. (Ảnh chụp năm 1942 tại Bihac)

Ngay từ năm 1938, Đảng Cộng sản Nam Tư đã cảnh báo chính quyền của nhà vua Pavel đệ nhất về nguy cơ xâm lược của nước Đức Quốc xã sau khi nước này thôn tính Áo và Tiệp Khắc. Nguy cơ đó ngày một rõ rệt hơn khi nước Đức xâm lược Ba Lan năm 1939 và đánh bại nước Pháp trong một cuộc chiến với cả hai đồng minh Pháp và Anh. Cuối năm 1940, trước nguy cơ xâm lược của nước Đức Quốc xã đã cận kề, một Ủy ban quân sự trực thuộc Ban chấp hàng trung ương Đảng Cộng sản Nam Tư (KPJ) đã được thành lập với chuẩn bị lực lượng kháng chiến và thiết lập mối liên lạc với các sĩ quan có tư tưởng chống phát xít trong quân đội Nam Tư cũng như các chính trị gia trong Hoàng tộc và chính phủ Nam Tư. Đảng Cộng sản Nam Tư phản đối mạnh mẽ hành động đứng về phe phát xít của chính phủ Dragisa Cvetkovic, đã chỉ đạo Đoàn Thanh niên Cộng sản Nam Tư tổ chức các cuộc biểu tình chống phát xít và tham gia vào cuộc đảo chính lật đổ chính phủ của Dragisa Cvetkovic. Ngay sau cuộc đảo chính, KPJ đã tìm mọi cách để cùng với chính phủ mới tổ chức phòng thủ đất nước, giải phóng các tù chính trị và yêu cầu Bộ Quốc phòng Nam Tư trang bị vũ khí cho công nhân và thanh niên để sẵn sàng đối phó với cuộc xâm lược sẽ xảy ra.

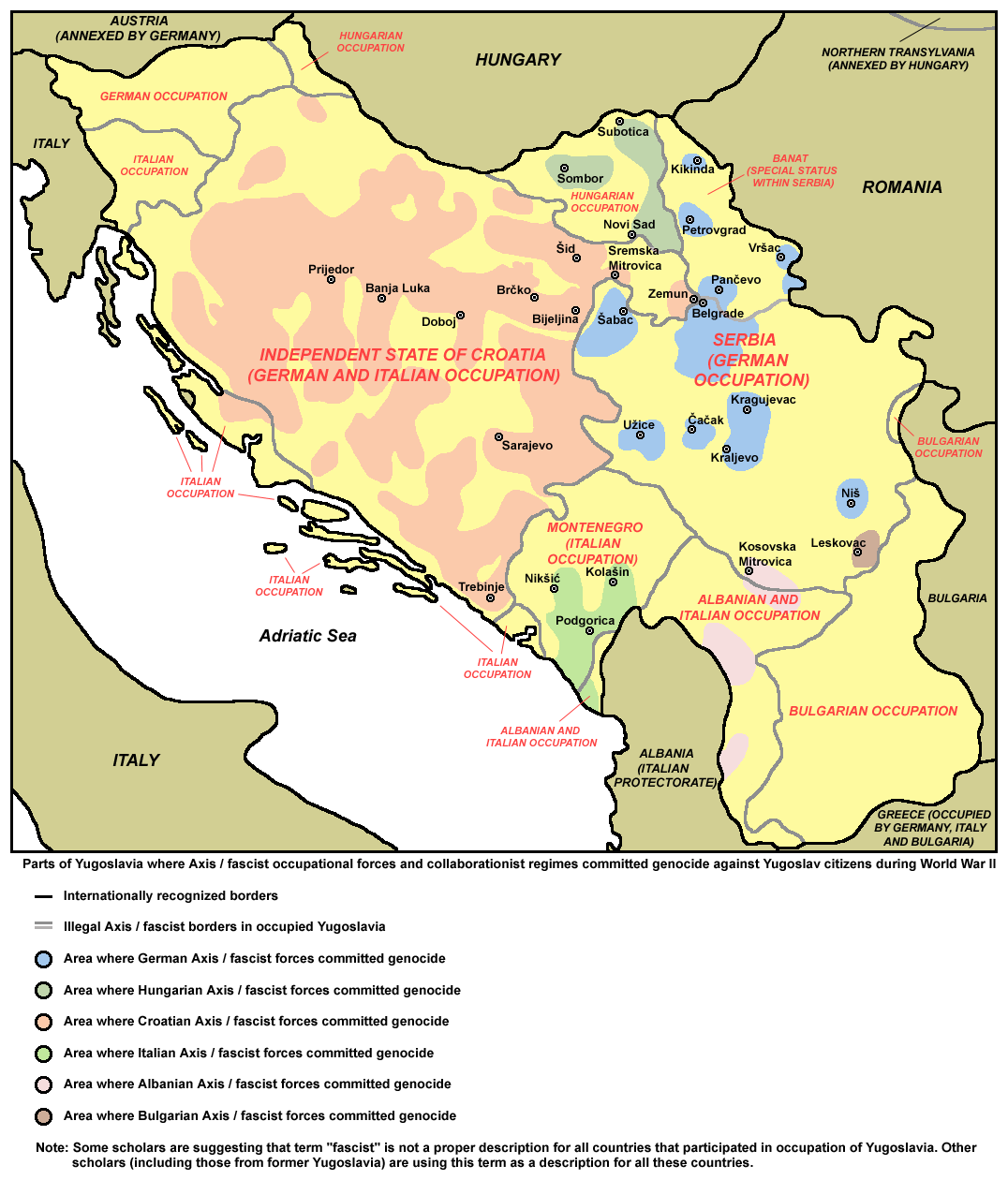
Bản đồ vùng đóng quân của Đức Quốc xã và lực lượng vũ trang các nước thân Đức chiếm đóng Nam Tư trong Chiến tranh thế giới thứ hai

Sau khi Beograd thất thủ, trước tình thế khó có thể đảo ngược, ngày 15 tháng 4 năm 1941, tại Zagreb, Bộ Chính trị KPJ đã họp hội nghị bí mật quyết định tổ chức chiến tranh du kích chống lại quân Đức Quốc xã và các đồng minh của nó đang xâm lược Nam Tư. Hội nghị đã bầu Tổng bí thư Đảng Josip Broz Tito làm Chủ tịch Ủy ban quân sự cách mạng. Hội nghị đã quyết định về việc chuẩn bị tổng khởi nghĩa chống quân chiếm đóng Đức, Ý. Tuyên cáo ra ngày 1 tháng 5 năm 1941 của Uỷ ban quân sự cách mạng nên rõ: Các tổ chức Đảng Cộng sản sẽ lãnh đạo cuộc đấu tranh chống lại kẻ thù của nhân dân Nam Tư cũng như những thế lực phản bội theo đuôi phát xít. Việc tổ chức khởi nghĩa sẽ tập hợp một cách rộng rãi nhất tất cả mọi tầng lớp dân chúng, không kể sự khác biệt về chính trị, tôn giáo, dân tộc chỉ nhằm một mục tiêu duy nhất là giải phóng đất nước. Giữa tháng 5, Josip Broz Tito và một số thành viên Bộ Chính trị KPJ đã chuyển từ Zagreb về hoạt động tại Beograd, nơi được chọn làm trung tâm của cuộc khởi nghĩa. Từ giữa tháng 6 đến giữa tháng 6 năm 1941, Ủy ban quân sự cách mạng đã thành lập các chi đội du kích vũ trang, các phân đội hoạt động tình báo và phá hoại ngầm. Các tổ chức vũ trang bí mật của Nam Tư đã đẩy mạnh tích trữ vũ khí, đạn dược, phương tiện, vật tư y tế, đóng quân tại những vị trí có tầm khống chế mạnh và dễ dàng cơ động. Rút kinh nghiệm sự thất bại của nước Cộng hòa Tây Ban Nha và sự thất bại của nước Pháp năm 1940, công tác phản gián được Ủy ban Quân sự cách mạng coi trọng kể cả từ phía các nước đang xâm lược Nam Tư cũng như từ phía các chính phủ bù nhìn thân Đức ở Serbia và Croatia.
Ngày 22 tháng 6 năm 1941, quân đội Đức Quốc xã bất ngờ tấn công Liên Xô. Bộ Chính trị KPJ đã họp khẩn cấp và ra lời kêu gọi gửi nhân dân Nam Tư, hô hào họ đứng lên chống lại quân xâm lược. Ngày 27 tháng 6, Bộ Chính trị KPJ quyết định thành lập Quân Giải phóng nhân dân Nam Tư, Josip Broz Tito được cử làm Tổng tư lệnh. Ngày 4 tháng 7 năm 1941. tại nhà riêng của Vladislav Ribnikar, một trong các Ủy viên Bộ chính trị KPJ tại Beograd, Hội nghị về Tổng khởi nghĩa tại Nam Tư đã được các thành viên hội nghị gồm Josip Broz Tito, Aleksandr Rankovic, Milovan Djilas, Svetozar Vukmanović Tempo, Ivo Lola Ribar, Sreten Žujović và Ivan Milutinovic thông qua. Các thành viên của Ủy ban trung ương KPJ đã tỏa về các đơn vị để chỉ huy cuộc khởi nghĩa. Trong lịch sử Chiến tranh thế giới thứ hai, đây là cuộc khởi nghĩa lớn có tổ chức đầu tiên nổ ra trong vùng quân phát xít chiếm đóng ở châu Âu.

## Năm 1941

### Các chiến dịch tấn công của du kích
Ngày 7 tháng 7 năm 1941, khởi nghĩa bắt đầu nổ ra ở làng Bela Tserkva thuộc Serbia, cuộc xung đột đầu tiên nổ ra giữa đội du kích Radevačke do Jovanovic Žikice chỉ huy, kéo dài đến hết tháng 7.
Tại Montenegro, quân du kích đã lựa chọn ngày khởi sự vào đúng ngày 12 tháng 7, ngày mà chính phủ bù nhìn thân Ý ở Montenegro tuyên bố li khai. Milovan Djilas, chỉ huy du kích ở Montenegro (sau này là một chính trị gia của Nam Tư) đã quyết định "cảm ơn" người Ý theo cách riêng của họ, đó là tấn công vũ trang đánh thẳng buổi lễ tuyên bố li khai của Montenegro (người Serb gọi là Chernogoria). Vài ngày sau, các cuộc đụng độ lan ra khắp các thành phố ở Montenegro. Chiến sự diễn ra ác liệt nhất tại cảng Dubrovnic. Trong một tuần sau đó, quân phát xít Ý bị mất hơn 4.000 người chết, bị thương và bị bắt, đã không thể chống lại quân du kích để khôi phục tại tình hình ở Montenegro và quân khởi nghĩa Nam Tư đã chiếm lại hầu hết các thành phố, trừ khi vực Dubrovnic. Đầu tháng 9 năm 1941, Phát xít Ý rút các quân bộ binh thông thường về nước và gửi sang các sư đoàn bộ binh sơn chiến, trong đó có Sư đoàn 8 Alpino thiện chiến. Tháng 10 năm 1941, quân khởi nghĩa Montenegro bị thiệt hại đáng kể và phải rút lên vùng núi Plevlya tiếp tục chiến tranh du kích. Mặc dù cuộc nổi dậy không thành công nhưng đã ngăn chặn việc Montenegro tuyên bố li khai và giành được một thắng lợi chiến lược trong giai đoạn đầu của cuộc kháng chiến.
Tại Slovenia, quân khởi nghĩa tại Gorenitska và Shtajerska bắt đầu khởi sự vào ngày 22 tháng 7. Đến đầu tháng 8, phong trào du kích dã lan ra khắp lãnh thổ Slovenia.
Tại Bosnia và Herzegovina, cuộc khởi nghĩa bắt đầu ngày 27 tháng 7 khi quân Ustaše của chính phủ bù nhìn của Ante Pavelic bắt đầu bắn giết người Serb. Nhiều cuộc đụng độ đã nổ ra trên khắp lãnh thổ Bosnia và Herzegovina.
Tại Croatia, ngay từ ngày 22 tháng 6, đội du kích Croatia đầu tiên do Sisak chỉ huy đã được thành lập. Ngày 27 tháng 7, quân du kích tấn công đồng loạt vào các khu vực Lika, Korduna, Banija và Slavonia. Cuối tháng 8, họ rút về Dalmatia và Gorska.
Tại Macedonia, cuộc khởi nghĩa nổ ra muộn hơn do thái độ lừng chừng của Metodija Shtorov, chỉ huy đội du kích Prilev khi ông này không chịu hành động chung với những người cộng sản Nam Tư. Tuy nhiên, đến đầu tháng 10 năm 1941, khi Lazar Kolishevsky bắt đầu nắm quyền chỉ huy thì phong trào du kích ở đây bắt đầu phát triển với ba đội du kích được thành lập. Metodija Shtorov bị loại ngũ. Ngày 11 tháng 10, quân du kích tấn công thành phố Prilep, gây cho quân Bulgaria thân Đức nhiều thiệt hại.
Các trận tấn công của Quân giải phóng nhân dân Nam Tư ban đầu không nhằm chiếm giữ các mục tiêu mà nhằm tước được nhiều vũ khí, đạn dược, phương tiện chiến tranh từ tay đối phương. Điều đó giúp họ có thể mở rộng phong trào du kích trong khi nguồn cung vũ khí từ bên ngoài hầu như không có. Đến tháng 11 năm 1941, từ hơn chục đội du kích ban đầu, Quân Giải phóng nhân dân Nam Tư đã có gần 100 đội du kích có quy mô từ trung đội đến tiểu đoàn, hoạt động trên khắp vùng núi, vùng nông thôn ở Nam Tư. Ngoài các chiến dịch quân sự theo kiểu phục kích và vận động chiến, các đội du kích còn lập ra nhiêu tổ chiến đấu nhỏ từ 2 đến 3 người đẻ thiến hành các hoạt động phá hoại ngầm đối với quân chiếm đóng như phá nổ cầu đường, đánh bom các đồn bót lẻ của đối phương, phá hoại các tuyến dây thông tin liên lạc, ám sát những nhân vật thân phát xít, giải phóng tù nhân bị quân chiếm đóng bắt giữ và tuyển mộ họ vào hàng ngũ du kích. Các hoạt động đó đã tạo ra sự bất ổn trong vùng tạm bị chiếm đóng, đặc biệt là các vùng do quân Đức kiểm soát. Để chống lại các hoạt đọng phá hoại ngầm này, quân Đức đã phải dùng đến các đơn vị Utashi tiến hành nhiều vụ bắt bớ và tàn sát. Hầu hết các du kích bị quân Ustaše bắt đều không có cơ hội sống sót.

### Sự hình thành vùng giải phóng Uzhiče

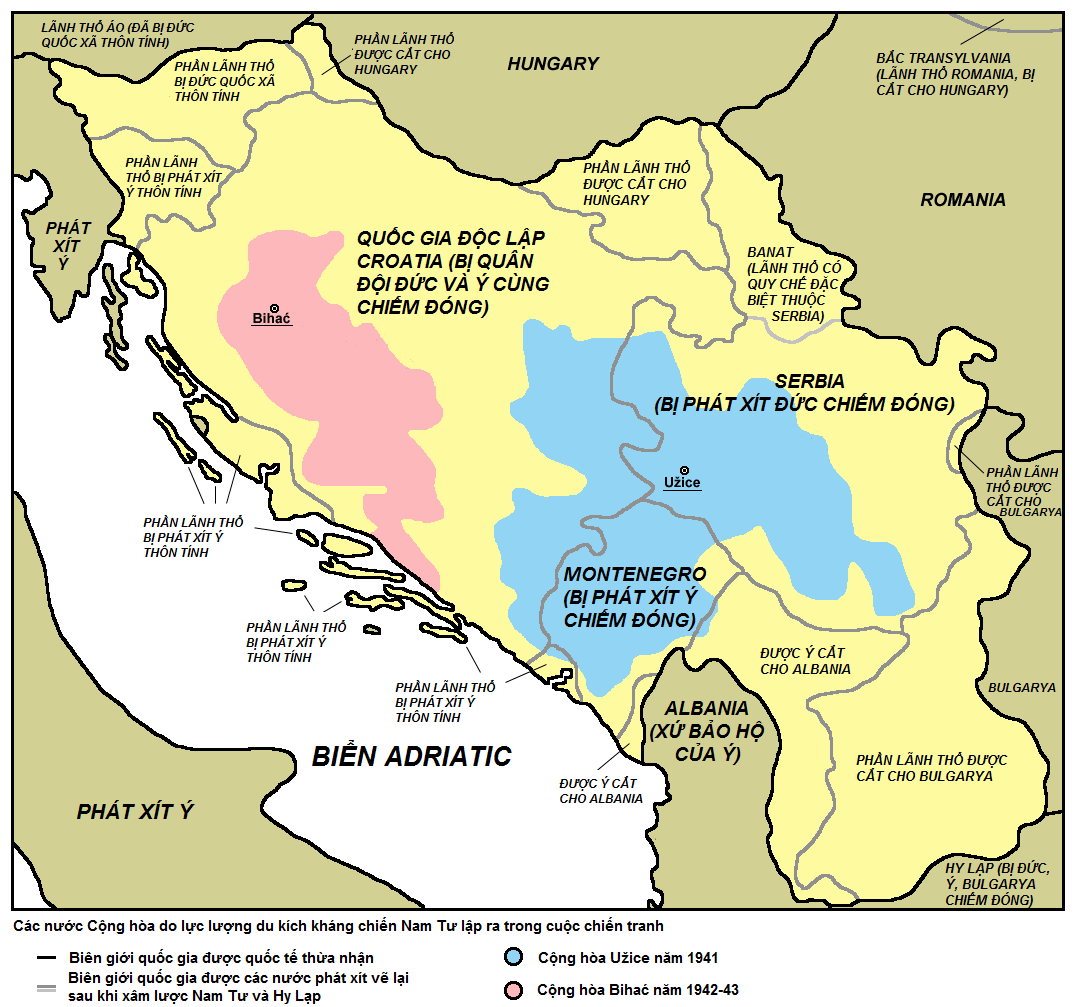
Lãnh thổ nước Cộng hòa Uzhiče (màu xanh), vùng giải phóng lớn nhất ở Nam Tư trong thu đông năm 1941

Sau các chiến dịch trong mùa hè năm 1941, quân du kích Nam Tư đã kiểm soát được một số vùng tương đối rộng lớn nằm rải rác khắp đất nước. Vùng giải phóng lớn nhất được gọi là nước Cộng hòa Uzhiče với trung tâm là thành phố Uzhiče. Vùng này nằm trên lãnh thổ của Serbia (phía tây), Bosnia-Herzegovina (Đông Nam) và gần như toàn bộ lãnh thổ Montenegro. Bao bọc vùng này có các con sông Drina, Sava, Beograd, Smeredevo và Nam Morava. Ngoài trung tâm là Uzhice, trong vùng giải phóng này còn có các thành phố Chachak, Gornji Milanovats, Krumanji, Loznitsa, Bajinitsa và Pozhega, các thị trấn Shapts, Valijevo, Kraljevo, Kragujevač và một số vùng dọc theo tuyến đường sắt Beograd - Nish. Tất cả các thành phố và thị trấn này đều trở thành các căn cứ do các đơn vị du kích Nam Tư đóng giữ với tổng quân số khoảng 15.000 người. Đến giữa tháng 9 năm 1941, vùng giải phóng này trở thành nơi đóng trụ sở của một bộ phận Ban chấp hành trung ương Đảng Cộng sản Nam Tư (KPJ), Bộ Tổng tham mưu Quân giải phóng nhân dân Nam Tư và Tổng tư lệnh Josip Broz Tito.
Ngày 26 tháng 9 năm 1941, Hội đồng cố vấn của Bộ Tổng tham mưu Quân giải phóng nhân dân Nam Tư được thành lập tại thị trấn Krupanj thuộc huyện Mačvanski để chỉ đạo cuộc kháng chiến trên toàn lãnh thổ Nam Tư. Tham gia Hội đồng có các ủy viên Bộ chính tri KPJ: Josip Broz Tito, Ivan Milutinovic, Aleksandr Rankovic và Ivo Lola Ribar. Các thành viên đến từ Serbia có Sreten Žujović Črni, Rodoljub Čolaković và Philip Kljajić Fiča. Các thành viên đến từ Rade Konchar và Vlado Popovic. Các thành viên đến từ Slovenia có Franc Leskošek và Miha Marinko. Các thành viên đến từ Bosnia-Herzegovina có Svetozar Vukmanović Tempo và Princip Seljo. Các chỉ huy chủ chốt và chính ủy các đơn vị du kích lớn gồm Kocha Popovic, Nebojsa Jerkovic, Milos Minic, Zdravko Jovanovic và Dragojlo Dudi. Các thành viên của Montenegro do bị chia rẽ nội bộ nên các thành viên đến từ Macedonia gồm Dragan Pavlovic Silja và Lazarus Kolisevski sẽ đại diện cho cả Montenegro. Chủ tịch Hội đồng là Josip Broz Tito. Mặc dù có tên gọi là Hội đồng cố vấn nhưng nó có chức năng như một Hội đồng quốc phòng, quyết định các vấn đề quân sự và chỉ đạo cuộc chiến tranh nhân dân giải phóng Nam Tư trên toàn lãnh thổ.

### Cuộc tấn công lần thứ nhất của Liên quân Đức - Ý

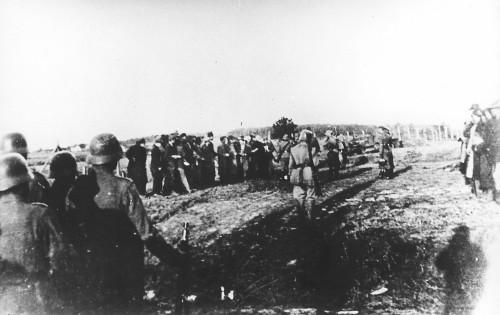
Quân Đức tập trung dân thường Serbia tại Kragujevac để hành quyết ngày 21 tháng 10 năm 1941

Sự phát triển của chiến tranh nhân dân ở Nam Tư cuối năm 1941 đã buộc Đức Quốc xã và phát xít Ý phải thi hành những biện pháp quân sự mạnh. Từ ngày 16 tháng 9 năm 1941, quân đội Đức Quốc xã và phát xít Ý đã điều động các sư đoàn bộ binh 113, 125, 164, 342, 718, Lữ đoàn cảnh sát dã chiến 18 (Đức), Sư đoàn bộ binh 2 và Trung đoàn cảnh sát biên phòng (Ý) gồm khoảng 80.000 quân để tấn công vùng giải phóng Uzhiče do 15.000 quân du kích Nam Tư đóng giữ. Tham gia cuộc càn quét còn có các đơn vị đặc biệt của Quân đội Quốc gia Ustaše Croatia và lực lượng Chetnik. Tất cả được đặt dưới sự chỉ huy của tướng Franz Böhme, dưới quyền viên tướng này là Ante Pavelic, thủ tướng bù nhìn Croatia; Milan Nedić, thủ tướng chính phủ bù nhìn Serbia và Draža Mihailović, thủ lĩnh lực lượng Chetnik.

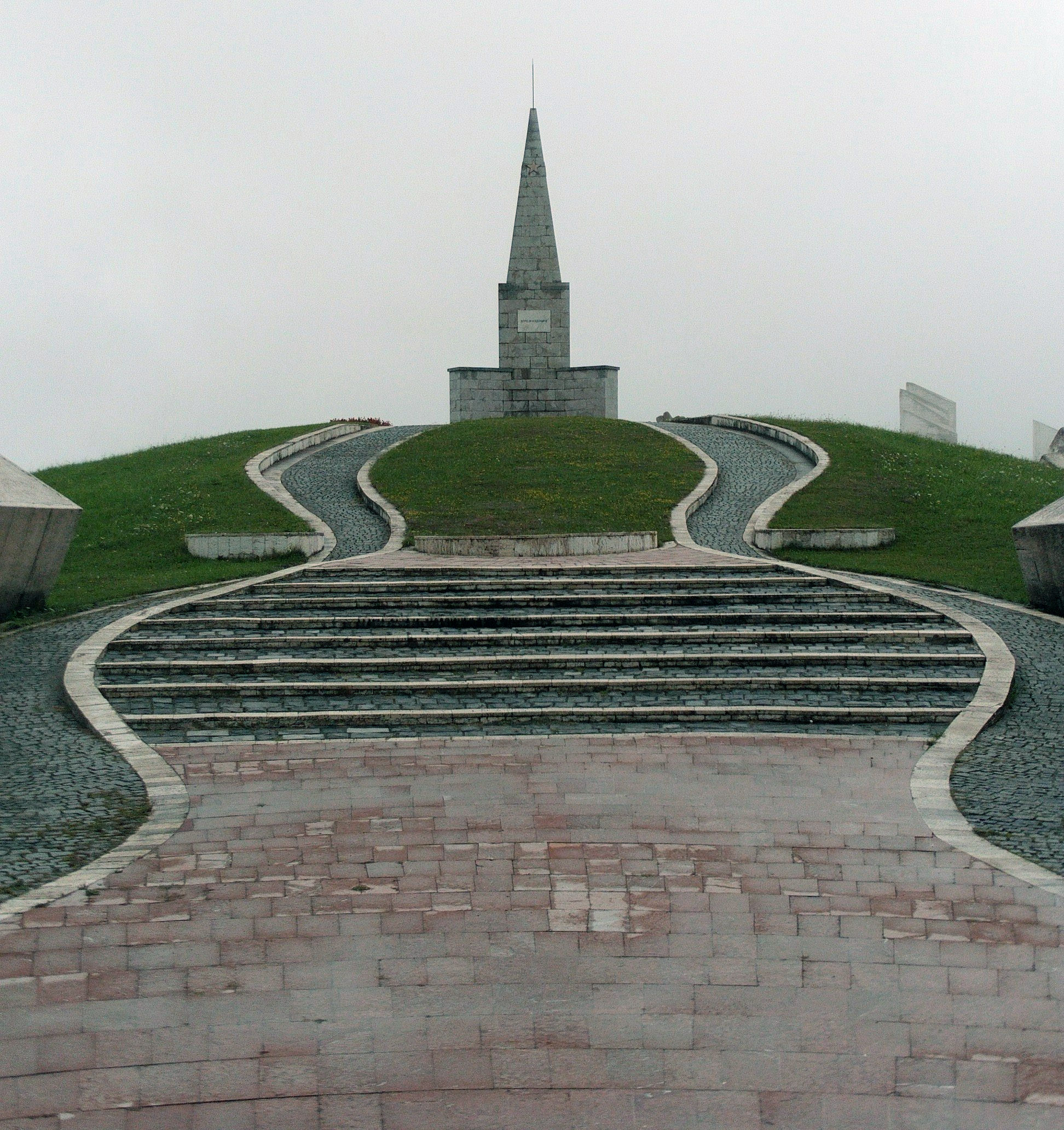
Đài tưởng niệm Tiểu đoàn công nhân Kadinjaca tại Uzhiče, Serbia

Cuối tháng 8, các sư đoàn bộ binh 113, 125, 164 (Đức) và Sư đoàn bộ binh 2 (Ý) đã bắt đầu kéo vào khu vực phía đông nam Herzegovina, phía tây Bosnia, Lika và Kordun. Ngày 16 tháng 9, Liên quân Đức-Ý phát động cuộc tổng tiến công ở Serbia và kéo dài đến tháng 12 năm đó. Nhiều trận đánh đã diễn ra trong vùng giải phóng Uzhiče. Trong trận chiến đẫm máu tại thành phố Kadinjaca ngày 29 tháng 11, Tiểu đoàn công nhân Kadinjaca (quân số hơn 300) đã chiến dấu đến người cuối cùng. Các đội du kích còn lại phải phân tán lực lượng yểm hộ cho Bộ chỉ huy Quân giải phóng nhân dân Nam Tư và cơ quan đầu não của KPJ rút khỏi Uzhiče về Sandzak. Để giảm bớt áp lực của cuộc tổng tấn công do Liên quân Đức-Ý đánh vào Uzhiče, Bộ chỉ huy Quân giải phóng nhân dân Nam Tư lệnh cho các đội du kích phát động các cuộc phản kích tại Vojvodina, Slavonia, Gorski Kotar, Dalmatia và Littoral. Sau khi rút Sở chỉ huy tối cao Quân giải phòng nhân dân Nam Tư về Sandzak, các lực lượng chủ yếu của du kích Nam Tư cũng được rút từ Serbia sang Montenegro và thu nạp thêm các đơn vị du kích đã hình thành ở đây. Trên cơ sở các lực lượng này, ngày 21 tháng 12 năm 1941, tại Rudo, Lữ đoàn du kích số 1 mang tên "Vô Sản" được thành lập. Không lâu sau đó, vào tháng 3 năm 1942, Lữ đoàn du kích "Vô Sản" số 2 được thành lập tại Cajniče.
Ngày 28 tháng 9, Sư đoàn bộ binh 342 (Đức) tấn công Liên đội du kích Mačvanski do Nebojsa Jerkovic chỉ huy đang phòng thủ khu vực phía bắc và phía đông của tuyến Loznica, Valjevo, Kragujevac và Kraljevo. Với quân số chỉ có hơn 700 người, Liên đội Mačvanski buộc phải phân tán lực lượng để luồn tránh các đợt tấn công trực diện của bộ binh Đức, có pháo binh và không quân yểm hộ. Trong 2 tháng, Liên đoàn Mačvanski đã đánh hơn 30 trận phục kích, tập kích vào các điểm đóng quân của quân Đức và các tuyến đường giao thông tại Valjevo-Loznica, Obrenovac, Rudniča, Kragujevac và Kraljevo. Cuối tháng 10 năm 1941, khi quân Đức chiếm được tuyến Loznica, Valjevo, Kragujevac và Kraljevo thì Liên đoàn Mačvanski đã rút lui sang hoạt động tại vùng Mačva, miền trung Serbia. Không tiêu diệt được Liên đoàn du kích Mačvanski, quân Đức trút giận lên đầu người dân Serbia. Thị trấn Krupanj và nhiều làng mạc bị đốt trụi, 1.968 dân thường bị bắn giết, 22.558 người khác bị đưa vào các trại tập trung. Mặc dù Draža Mihailović từng tuyên bố: "Kẻ thù của chúng tôi là những người Croatia, bọn Hồi giáo và bọn cộng sản", thế nhưng giờ đây, lực lượng của ông ta lại bắt tay với quân đội Ustaše để chống lại lực lượng du kích của Đảng Cộng sản Nam Tư và cũng nhúng tay vào các vụ thảm sát dân thường Serbia. Trong các ngày 20 và 21 tháng 10, tại Kragujevac, quân Đức và quân Ustaše đã thảm sát gần 7.000 người Serb, trong đó có hàng trăm học sinh trung học và các giáo viên. Cũng trong ngày này, tại Kraljevo, gần 2.000 người Serb đã bị quân Đức và quân Chetnik giết chết.

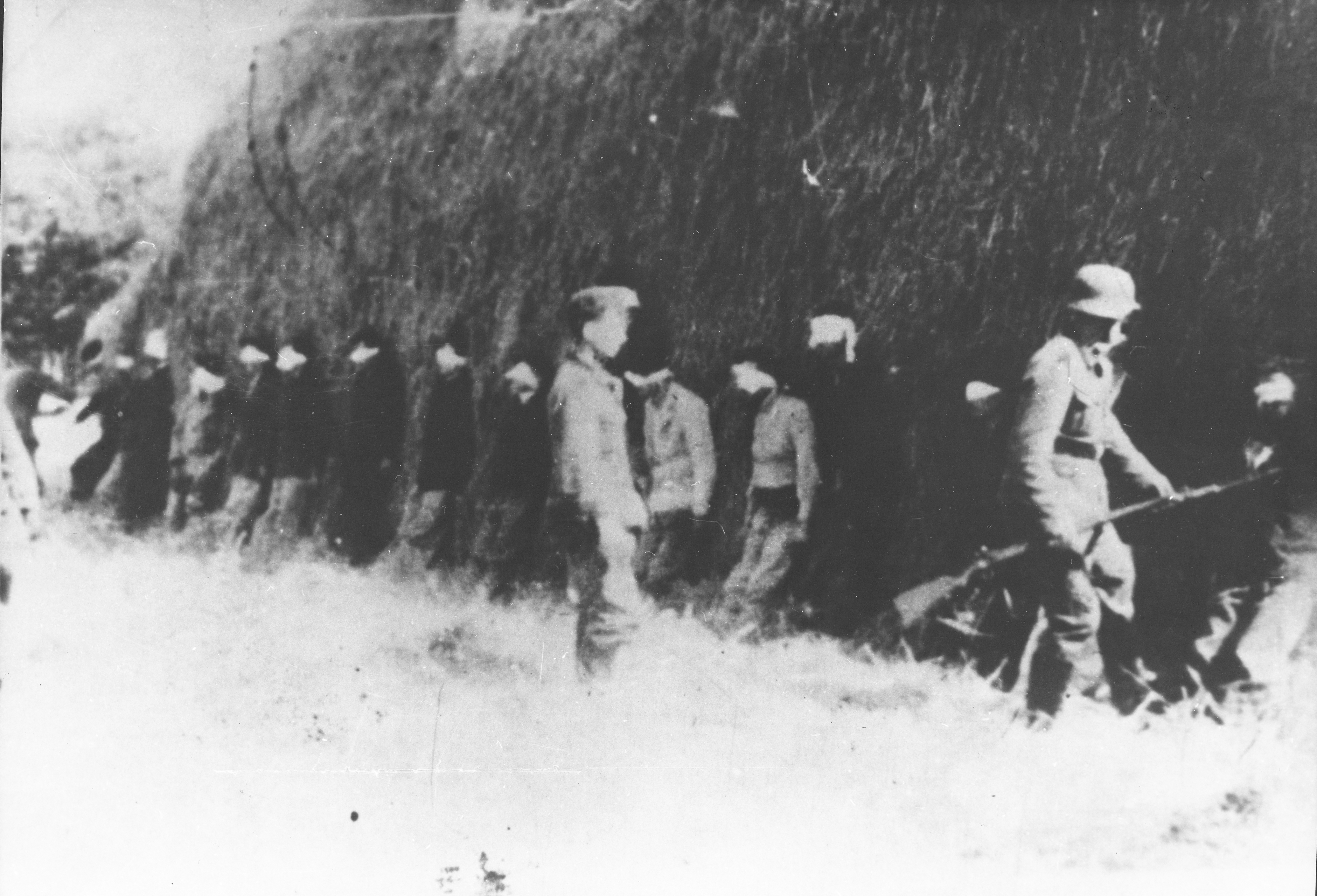
Quân đội Đức Quốc xã chuẩn bị xử bắn hơn 60 du kích Nam Tư tại Smederevska Palanka thuộc Serbia, ngày 20 tháng 8 năm 1941

Các cuộc thảm sát do quân Đức tiến hành để trả đũa việc du kích Nam Tư giết chết và làm bị thương hơn 70 lính Đức cũng diễn ra tại thị trấn Shabats ngày 24 tháng 9 năm 1941. Từ năm 1984, một giải bơi Maraton quốc tế hàng năm đã được tổ chức tại đoạn sông Sava chảy qua Shabast dài 18 km và con mương Shabats dài 880 m để tưởng nhớ 2.100 nạn nhân đã bị quân đội Đức Quốc xã sát hại trong cuộc hành quân đẫm máu đó.
Sự kiện nước Cộng hòa Uzhiče bị xóa sổ là một tổn thất lớn về chính trị và quân sự đối với Quân giải phóng nhân dân Nam Tư và phong trào du kích Nam Tư chống phát xít. Tuy nhiên, Liên quân Đức - Ý và các lực lượng thân phát xít ở Nam Tư đã không tiêu diệt được Bộ chỉ huy tối cao Quân giải phóng nhân dân Nam Tư và cơ quan đầu não của Đảng Cộng sản Nam Tư. Mặc dù buộc phải rút lui vào vùng rừng núi Montenegro để bảo toàn lực lượng nhưng từ vùng này, các đơn vị du kích Nam Tư tiếp tục phát triển và lớn mạnh, làm tiền để để tiếp tục cuộc đấu tranh giải phóng Nam Tư khỏi ách chiếm đóng của Đức Quốc xã và phát xít Ý.

## Năm 1942
Cuối năm 1941, do quân Chetnick vì tranh giành ảnh hưởng với Quân giải phóng nhân dân Nam Tư, nhúng tay vào các vụ thảm sát dân thường và liên hệ với các đơn vị Đức Quốc xã để tìm diệt các đơn vị du kích cộng sản Nam Tư, Đảng Cộng sản Nam Tư quyết định cắt đứt mọi liên hệ với tổ chức này. Giữa quân đội Chetnick và du kích cộng sản Nam Tư dã có một số cuộc đụng độ tại miền Đông Serbia. Việc này làm chia rẽ thêm cuộc kháng chiến chống quân chiếm đóng Đức-Ý tại Nam Tư và quân đội chiếm đóng Đức Quốc xã đã lợi dụng ngay sự chia rẽ này

### Quân Đức tấn công lần thứ hai
Ngày 15 tháng 1 năm 1942, quân đội Đức Quốc xã tại Nam Tư huy động các sư đoàn bộ binh 342, 718, và trung đoàn pháo binh 398 và 399 cùng 12 tiểu đoàn lính Ustaše từ Croatia và Slovenia với tổng quân số khoảng 33.000 người mở một cuộc càn quét lớn vào Montenegro nhằm tiêu diệt các đơn vị Quân giải phóng nhân dân Nam Tư vừa rút từ Tây Serbia sang đây. Quân du kích Nam Tư chỉ còn lại hơn 5.000 người. Họ buộc phải để các lực lượng Chetnick có quân số khoảng 3.000 người chiếm đóng phần đất của họ tại Serbia để tập trung chống lại quân Đức và quân Ustaše. Tuy đóng quân tại phần đất mà Quân giải phóng nhân dân Nam Tư đẻ lại nhưng các lực lượng Chetnick đã không tổ chức tấn công quân Đức. Tuy nhiên, quân Đức vẫn huy động hai trung đoàn bộ binh và một tiểu đoàn xe tăng tấn công quân Chetnick, đánh chiếm các thị trấn Drinyacha, Nova Kasaba và Shekovichi. Quân Chetnick tan vỡ, một phần nhỏ bỏ chạy và nhập vào các đơn vị Quân giải phóng nhân dân Nam Tư. Đa số còn lại hạ vũ khí đầu hàng và được quân Đức thu nạp, trong đó có Dragoljub Mihailović, thủ lĩnh của lực lượng này.
Ngày 17 tháng 1, Lữ đoàn Vô sản 1 tổ chức một trận phục kích quân Ustaše ở làng Petrovic, diệt 138 quân Croatia. Tuy nhiên, trận đánh này không làm thay đổi được tình thế chiến trường. Với những lực lượng mạnh hơn được hỗ trở bởi pháo binh và xe tăng, ngày 18 tháng 1, quân Đức tiếp tục chiếm Bratunac, Sebrenitsa và Vlasenica, quân ngụy Albania cũng chiếm Khan-Pieska. Bộ chỉ huy Quân giải phóng nhân dân Nam Tư phải huy động 2/3 quân số của các đội du kích nhỏ lẻ cố gắng ngăn chặn cuộc tấc công của quân Đức từ phía Visegrad, Sarajevo và Kladno. Ngày 21 tháng 1, quân du kích tổ chức một trận phục kích lớn trên con đường từ Tuzla đi Kladno, đánh thiệt hại nặng trung đoàn 750 thuộc Sư đoàn bộ binh 718 (Đức). Các đội du kích tại Rogarica, Setlin, Mokro và Stuparac cũng chống cự quyết liệt cuộc tấn công của các trung đoàn 398, 738 (Đức) và 4 tiểu đoàn quân Utashi tấn công từ hướng Srajevo và Pale.
Sau một tuần chiến đấu, Lữ đoàn Vô Sản 1 đã bị thiệt hại đáng kể. Tại Penovace và Belic Bodac, Tiểu đoàn 2 bị mất 73 người chết, 11 người bị thương. Tiẻu đoàn 5 cũng mất hơn 120 người chết và bị thương. Để tránh bị bao vây, Bộ Chỉ huy Quân giải phóng nhân dân Nam Tư buộc phải điều Lữ đoàn Vô Sản 1 khỏi khu vực miền Trung Serbia, nơi mà quân Đức đã xâm nhập Glasinac và Jahorin, còn quân Ustaše đã đánh chiếm Foce. Ngày 22 tháng 1, Trung ương KPJ và Bộ chỉ huy NOAJ quyết định rời khỏi Montenegro, chuyển căn cứ đến Bosnia-Herzegovina. Và từ đây, bắt đầu cuộc hành quân gian khổ của Quân giải phóng Nam Tư mang tên "Cuộc hành quân Igman". Cuộc hành quân táo bạo này được ví như cuộc "Tiểu Vạn lý trường chinh" của người Nam Tư để di chuyển đến căn cứ mới, bảo toàn lực lượng tiếp tục chiến đấu chống quân chiếm đóng Đức Quốc xã.

### NOAJ chuyển căn cứ đến Bosnia

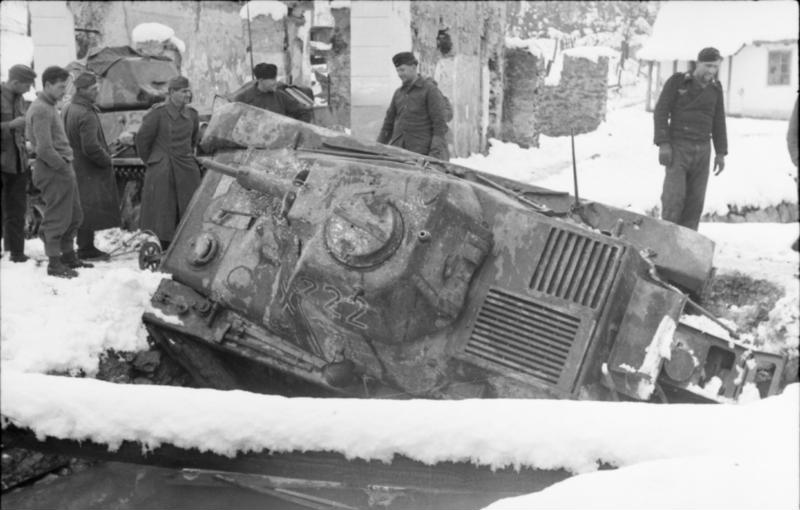
Xe tăng hạng nhẹ H-39 của quân đội Đức Quốc xã bị lật nhào trong chiến dịch mùa đông 1941-1942 tại Nam Tư

Việc lựa chọn hướng hành quân trở thành một bài toán hóc búa đối với Bộ chỉ huy du kích Nam Tư. Nếu hành quân qua phía tây Sarajevo thì đó là con đường ngắn nhất để đến vùng núi phía bắc Bosnia nhưng cũng là con đường nguy hiểm nhất, Sarajevo là trung tâm của vùng nên phần lớn chủ lực của các sư đoàn bộ binh 342 và 718 (Đức) đều đóng quanh thành phố này. Nếu di chuyển vòng qua phía đông Sarajevo thì trên đường đi, đoàn quân phải vượt sông Bosna đang đóng băng dưới trời rét 30 độ dưới không vì quân Đức đã chiếm giữ tất cả các cây cầu bắc qua con sống này. Con đường này cũng buộc phải đi qua gần sân bay Rajlovac chỉ với khoảng cách 10 km. Đoàn quân rất dễ sa vào các ổ phục kích. Cuối cùng, các chỉ huy Lữ đoàn Vô Sản 1 đứng đầu là Cocha Popovic quyết định chọn con đường mòn qua núi Igman và men theo các cánh rừng bên rìa phía tây đồng bằng Sarajevo.
Một số chỉ huy tiểu đoàn đề nghị nên di chuyển gián đoạn từng tiểu đoàn nhưng Koča Popović, Chỉ huy trưởng Lữ đoàn Vô Sản 1 không chấp nhận chủ trương đó. Theo ông, phải tập trung toàn bộ sức mạnh của cả lữ đoàn mới có thể đương đầu với các lực lượng mạnh của quân Đức, trong đó có Lữ đoàn cảnh vệ SS cơ giới hóa đang đóng tại Sarajevo. Ngày 26 tháng 1, các tiểu đoàn được tập trung, kiểm tra vũ khí và mang theo cơ sơ đạn dược tối đa. Quần áo và trang bị được sây khô. Những trang bị nặng và các đồ dùng cồng kềnh đều được bỏ lại để những con ngựa có thể chở theo nhiều đạn dược và lương thực. Pero Cetkovic, chỉ huy Tiểu đoàn 1 Montenegro yêu cầu các chiến sĩ của mình dùng mỡ cừu thay cho mỡ hóa học để bôi trơn các khẩu súng của mình vì nó sẽ không bị đông cứng lại dưới trời rét như mỡ hóa học. Chiều 27 tháng 1, đoàn quân bắt đầu xuất phát. Lữ đoàn Vô Sản 1 chịu trách nhiệm mở đường. Tiếp theo là tiểu đoàn bảo vệ Sở chỉ huy NOAJ, Bộ chỉ huy NOAJ và các ủy viên của Hội đồng cố vấn. Các đại đội du kích còn lại chịu trách nhiệm chặn hậu và bảo vệ hai bên sườn. Tổng tư lệnh Josip Broz Tito chỉ huy cuộc hành quân.
22 giờ đêm 28 tháng 1, Tiểu đoàn 1 đã tiếp cận chân núi Igman và bắt đầu mở đường qua núi. Tiểu đoàn 2 triển khai ra hướng Sarajevo sẵn sàng đánh lui các cuộc tấn công của quân Đức. Tiểu đoàn 3 chiếm lĩnh đường giao thông từ Sarajevo đi Blažuj. Nửa đêm 28 rạng ngày 29 tháng 1, Bộ chỉ huy NOAJ được tiểu đoàn cảnh vệ hộ tống bắt đầu vượt qua núi Igman. Từ độ cao 300 m trở lên, băng đóng dày hơn gây trơn trượt nguy hiểm trong khi các hầu hết các đoạn đường mòn trên núi đều men theo các bờ vực sâu và một bên là vách đá dựng đứng. Các loại giày cũ rách đều được đem ra bọc móng ngựa để cúng có thể đi lại được trên mặt băng. Các đại đội du kích đi sau ngoài nhiệm vụ cản hậu khi cần còn có nhiệm vụ xóa hết các dấu vết của cuộc hành quân để lại trên mặt băng tuyết. Cũng từ độ cao này, có nhiều vách đá dốc đứng đến mức ngựa không còn mang theo các trang bị được nữa. Một vài con đã rơi xuống vực sâu. Quân du kích phải dùng sức người mang vác súng máy hạng nặng, súng cối và đạn dược. Sau ba ngày hành quân dọc theo các triền núi Igman, Lữ đoàn Vô Sản 1, các đại đội du kích Kragujevač, Kraljevač, Sumadisk và toàn bộ Sở chỉ huy NOAJ đã vượt khỏi vòng vây của quân Đức và quân Ustaše đến Presjenica và bắt đầu hoạt động ở miền Đông Bosnia. Cuộc hành quân này đã được nhà văn Slobodan Stojanović viết kịch bản và nhà đạo diễn điện ảnh Nam Tư Zdravko Sotra dựng thành bộ phim "Cuộc hành quân Igman" dài 96 phút, khởi chiếu ngày 27 tháng 6 năm 1983.

### Các chiến dịch của du kích tại Bosanska Krajina và cuộc tấn công thứ ba của quân Đức
Ngày 1 tháng 3 năm 1942, trên cơ sở các đội du kích đang hoạt động ở miền Đông Bosnia vừa đánh bại các lực lượng Chetnick lúc này đã bắt tay với quân Đức và các đại đội vừa từ tây bắc Montenegro di chuyển đến, Bộ Tổng tư lệnh Quân giải phóng nhân dân Nam Tư quyết định thành lập Lữ đoàn du kích Vô sản 2. Lữ đoàn gồm các tiểu đoàn Cajnice, Uzice, Cacak và Sumadia với quân số khoảng 1.000 người. Lo ngại trước sự phát triển của phong trào du kích, ngày 3 tháng 3 năm 1942, tại Opatija, liên quân Đức - Ý đã thống nhất một kế hoạch hành động chung để dập tắt các hoạt động du kích do Đảng Cộng sản Nam Tư lãnh đạo, dự định khởi sự ngày 15 tháng 3 với binh lực tập trung gồm 3 sư đoàn được gọi là Cụm tác chiến Bader. Tuy nhiên, so sự chậm chạp của Sư đoàn bộ binh sơn chiến 9 (Ý), hai lữ đoàn du kích Nam Tư không những không bị tiêu diệt mà còn luồn sâu vào hậu phương của liên quân Đức - Ý, đánh phá một số cơ sở hậu cần, phục kích các đoàn xe tải, lật đổ các đoàn tàu hỏa của quân Đức và quân Ý. Trong tháng 3 và tháng 4 năm 1942, các lữ đoàn Vô Sản 1 và 2 đã giải phóng hai khu vực Borač và Kalinovik, nối liền hai khu giải phóng này với vùng hoạt động của các lực lượng du kích tại Montenegro và Herzegovina.

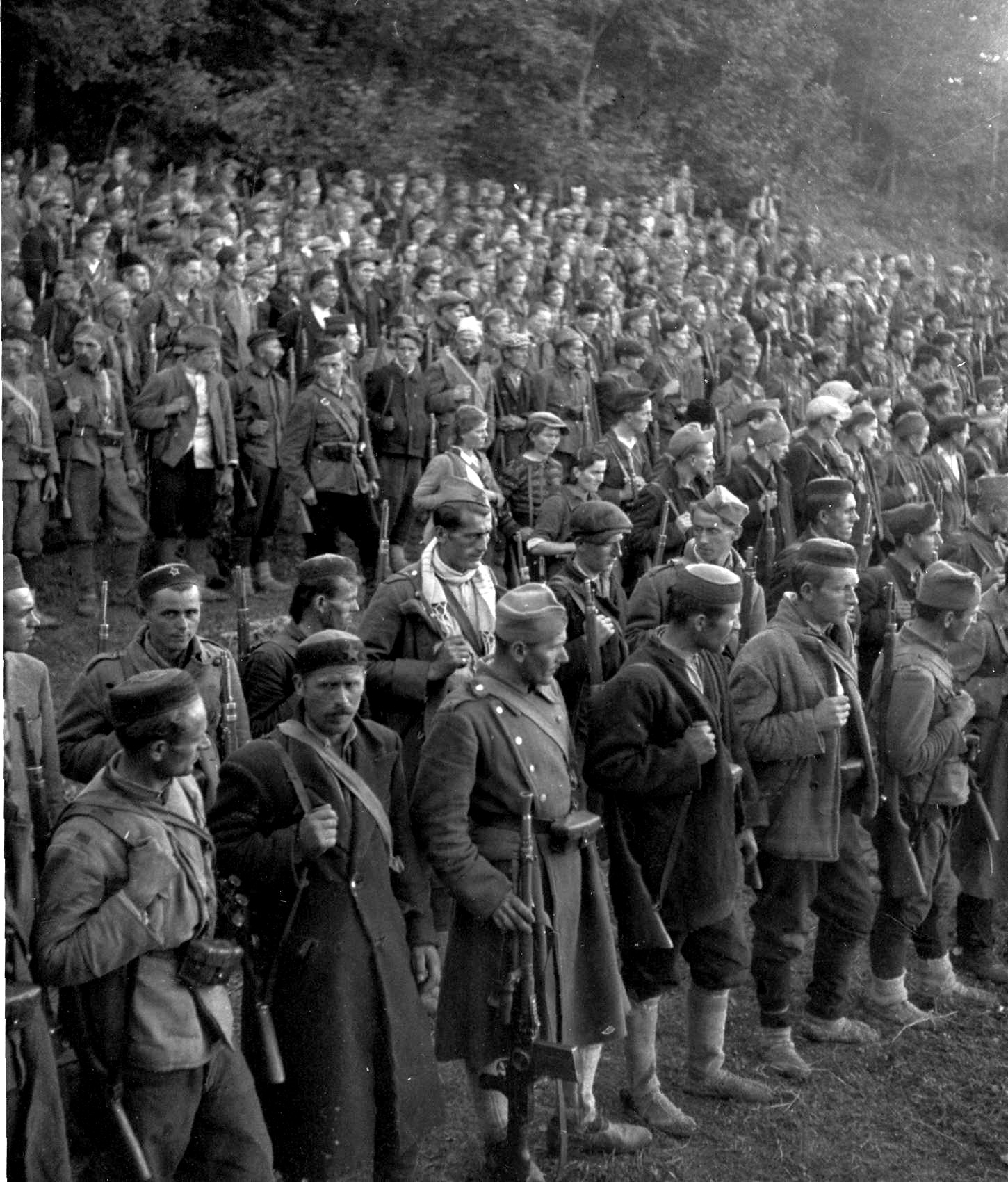
Lữ đoàn Du kích Vô Sản 4 (Nam Tư) mang tên "Lữ đoàn xung kích Montenrgro 1" tại Jajce

Ngày 5 tháng 6 năm 1942, trên có sở các đại đội du kích còn đang hoạt động ở Montenegro và Herzegovina, Bộ Tổng tư lệnh NOAJ quyết định thành lập thêm Lữ đoàn du kích Vô sản 3 (Lữ đoàn Sandžač) tại Foca gồm 5 tiểu đoàn với quân số 958 các bộ, chiến sĩ. Ngày 10 tháng 6, Lữ đoàn du kích Vô sản 4 (còn gọi là Lữ đoàn xung kích Montenrgro) ra đời tại làng Jajce trên núi Zelengori gồm 5 tiểu đoàn với tổng quân số 1.080 người. Ngày 12 tháng 6 năm 1942, Lữ đoàn du kích Vô sản 5 (còn gọi là Lữ đoàn xung kích Montenegro thứ hai) ra dời tại làng Smriječ gần Piva, gồm 4 tiểu đoàn với tổng quân số 845 cán bộ chiến sĩ. Chỉ sau một năm, từ một số đội du kích nhỏ lẻ, Quân Giải phóng nhân dân Nam Tư đã phát triển được 5 lữ đoàn và 6 tiểu đoàn với tổng quân số khoảng 5.000 người. Tuy nhiên, họ vẫn còn thiếu nhiều vũ khí nặng. Súng cối rất ít và đều thuộc loại cỡ nòng dưới 81 mm. Pháo và xe bọc thép có thể đếm trên đầu ngón tay. Không có máy bay. Trang bị cho bộ binh gồm đủ các chủng loại súng trường, tiểu liên, trung liên và một ít đại liên của nhiều nước như Anh, Đức, Ý và Liên Xô. Trong các chiến dịch và các trận đánh, nhiều cán bộ cốt cán tử trận. Để kịp thời bổ sung đội ngũ cán bộ chỉ huy, tháng 7 năm 1942, Bộ Tổng tư lệnh Quân Giải phóng nhân dân Nam Tư đã thành lập Trường Sĩ quan chỉ huy và chính ủy của Quân đội Nam Tư (NOAJ).
Ngày 10 tháng 6 năm 1942, Quân Đức huy động các sư đoàn bộ binh 704, 714, 718, Trung đoàn pháo binh 202, Tiểu đoàn xe tăng 23 và 2 tiểu đoàn biên phòng cùng 6 lữ đoàn, 3 trung đoàn quân Ustaše và giang đội Danube của Hungary với tổng quân số 45.000 người mở cuộc tấn công lớn vào Lữ đoàn Vô sản 2 và các đội du kích Nam Tư đang hoạt động tại Grmeč và Kozari chỉ có khoảng 3.500 quân cùng với hơn 30.000 người tình nguyện nhưng hầu hết đều chỉ có vũ khí thô sơ. Một trận chiến không cân sức đã diễn ra trong hơn một tháng tại tỉnh Vojvodina được lịch sử biết đến với tên gọi "Cuộc thảm sát Korazy". Do quân Đức chiếm ưu thế gần như tuyệt đối về binh lực nên quân du kích Nam Tư sử dụng chiến thuật chia nhỏ, luồn tránh và bất ngờ tập kích vào các toán quân Đức đang càn quét, các đồn binh nhỏ lẻ. Sau hơn chục trận đánh lớn nhỏ, Lữ đoàn Vô sản 2 và các đội du kích bị tổn thất nặng với khoảng 1.700 thương vong. Tuy nhiên, Ban chỉ huy lữ đoàn này cùng với hơn 800 quân du kích và quân tình nguyện đã thoát khỏi vòng vây. Thương vong của quân Đức và quân Ustaše lên đến 7.000 người. Như mọi lần sau thất bại vì không tiêu diệt được chủ lực du kích Nam Tư, các tướng tá Đức đã hạ lệnh cho quân Ustaše tiến hành các cuộc tàn sát thường dân. Theo thống kê của Viện Lịch sử Serbia, có 33.398 người đã trở thành nạn nhân của quân Ustaše trong các cuộc bắn giết tại Kozary từ ngày 10 tháng 6 đến 18 tháng 7 năm 1942. Trong chiến dịch này, các phi công Kluz Franjo và Rudi Cajevac thuộc lực lượng không quân Ustaše đã chạy sang hàng ngũ du kích Nam Tư. Hai phi công này đã sử dụng các máy bay ném bom Potez 25 và Breguet Br.19 thực hiện các cuộc oanh tạc xuống đội hình quân Đức và quân Ustaše, gây nhiều thương vong. Ngày 4 tháng 7, chiếc Breguet Br.19 của Rudi Cajevac bị trúng đạn phòng không Đức khi đang ném bom sân bay Banja Luka. Ông bị thương và buộc phải hạ cánh khẩn cấp gần làng Kadinjani rồi tự sát. Ngày 6 tháng 7 năm 1942, chiếc Potez 25 của Kluz Franjo tại sân bay Lusca Palanka cũng bị không quân Đức phát hiện và phá hủy. Sau gần 2 năm làm việc tại Ban nghiên cứu phát triển hàng không của Quân giải phóng nhân dân Nam Tư, ngày 22 tháng 4 năm 1944, Kluz Franjo trở thành chỉ huy phi đội máy bay đầu tiên của Không quân Quân giải phóng nhân dân Nam Tư được thành lập tại đảo Vis của Nam Tư.
Sau khi nắm trong tay các lực lượng mới phát triển, từ tháng 7 năm 1942, NOAJ đã mở nhiều cuộc tấn công vào quân Đức và quân Ustaše để mở rộng các khu giải phóng. Đầu tháng 7 năm 1942, Lữ đoàn Vô Sản 3 phá vỡ vòng phong tỏa của quân Ustaše quanh vùng núi Treskavica và bất ngờ mở các cuộc đột kích vào thị trấn nhà ga Hadzic trên tuyến đường sắt Sarajevo - Konjic, tiêu diệt một số đội tuần tiễu của quân Đức, phá hủy hàng chục km đường sắt, 8 cây cầu, nhiều ô tô và hơn 10 đầu máy xe lửa. Đêm ngày 7 rạng ngày 8 tháng 7, Lữ đoàn Vô sản 1 đột kích vào thành phố Konjic, tiêu diệt gần hết tiểu đoàn bảo vệ thành phố của quân Ustaše, phá hủy nhà ga đầu mối Konjic và 25 đầu máy xe lửa, thu giữ nhiều vũ khí, quân trang, quân dụng tại các nhà kho. Lữ đoàn Vô sản 1 đã làm gián đoạn tuyến đường sắt Sarajevo - Mostar trong hai tháng, đặc biệt là làm gián đoạn việc vận chuyển quặng nhôm từ các mỏ bôxít tại Mostar về Đức, gây nhiều tổn thất cho quân chiếm đóng Đức.
Cuối tháng 7, đầu tháng 8 năm 1942, bốn lữ đoàn du kích Nam Tư tiếp tục phát triển tấn công. Ở cánh phải, các lữ đoàn Vô Sản 2 và 4 kéo quân đánh vào các thị trấn Bitovanje, Vranica, nhổ các đồn binh của quân Đức và quân Utashi dọc theo sông Vrbas. Trên cánh trái, các lữ đoàn Vô Sản 1 và 3 đạt được nhiều thành công lớn hơn. Sau khi đánh chiếm các thị trấn Gorneg Vakuf, Bugojno và Donji Vakuf, họ phát triển tấn công giải phóng Prozor, Suzic và Duvno. Ngày 5 tháng 8, các lữ đoàn Vô Sản 1, 3, 5 đã hiệp đồng tác chiến giải phóng thành phố Livno. Quân du kích Nam Tư vừa đánh, vừa phát triển lực lượng. Trên cơ sở đội du kích Herzegovina NOP và đội du kích Mostar, ngày 10 tháng 8, Bộ Tổng tư lệnh NOAJ quyết định thành lập Lữ đoàn Xung kích 10 mang tên Herzegovina. Lữ đoàn ra mắt tại làng Sujica thuộc thành phố Duvno, gồm 2 tiểu đoàn bộ binh, 1 tiểu đoàn kỵ binh và 1 đại đội pháo binh với quân số ban đầu 620 người.

### Cộng hòa Bihać và Hiệp hội giải phóng dân tộc Nam Tưchống phát xít(AVNOJ)

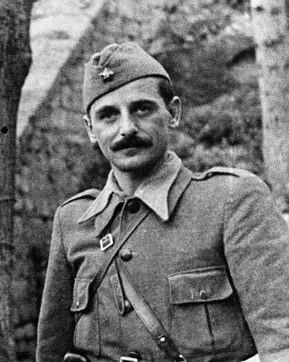
Koča Popović, Tư lệnh đầu tiên của Sư đoàn du kích Vô Sản 1 (Nam Tư)

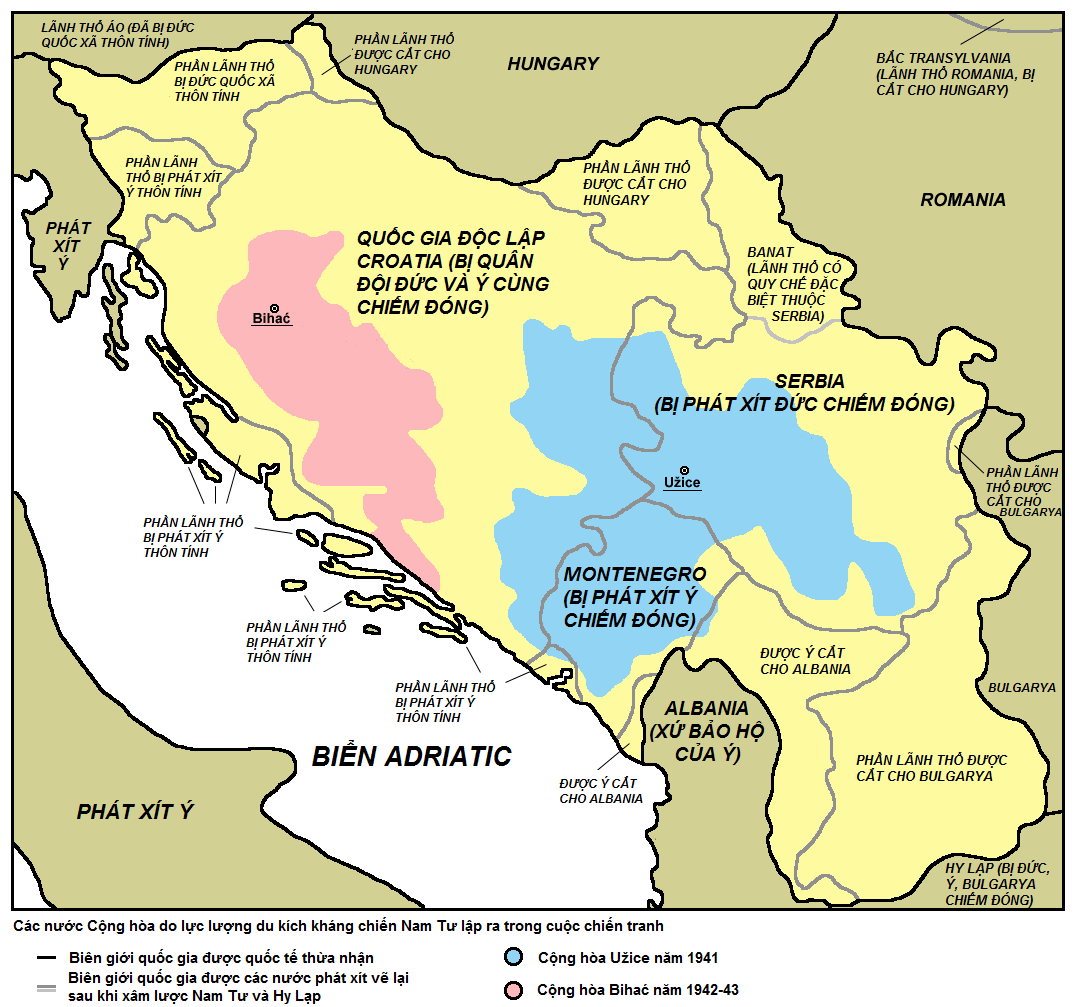
Lãnh thổ nước Cộng hòa Bihać (màu hồng), vùng giải phóng lớn nhất ở Nam Tư trong năm 1942-43

Cuộc tấn công lần thứ ba của liên quân Đức - Ustaše nhằm dập tắt phong trào du kích ở Nam Tư thất bại. Đến giữa tháng 11 năm 1942, vùng giải phóng do Quân Giải phóng nhân dân Nam Tư đã bao gồm một phần lớn lãnh thổ Bosnia, một phần lãnh thổ Serbia, Slovenia và Croatia. Lãnh thổ này trải dài từ Karlovac qua Neretva và dọc theo sông Bosna ra đến biển Adriatic, rộng trên 48.000 km vuông với trung tâm là Bihać. Trừ Sarajevo, các thành phố và thị trấn quan trọng tại Bosnia đều nằm trong tay quân do Kích Nam Tư gồm Bihać, Bosanska Krupa, Podgrad, Velika Kladuša, Cetingrad và Podcetin. Quân Giải phóng Nam Tư cũng hoạt động tích cực tại nhiều thành phố khác của Bosnia như Mrkonjić, Jajce, Skender Vakuf, Kotor Varos, Teslić và Prnjavor. Tuy nhiên, đây không phải là một nhà nước riêng biệt. Tên gọi Cộng hòa Bihać chỉ có tính chất tượng trưng vì Bihać là nơi đóng trụ sở của cơ quan lãnh đạo Đảng Cộng sản Nam Tư và Tổng hành dinh của Quân Giải phóng nhân dân Nam Tư, được coi như thủ đô kháng chiến của Nam Tư.
Ngày 28 tháng 10 năm 1942, Tổng hành dinh NOAJ ra quyết định cải tổ Quân Giải phóng nhân dân Nam Tư thành Quân đội và du kích giải phóng nhân dân Nam Tư. Đội ngũ các đơn vị được biên chế lại thành các Sư đoàn gồm có:
- Sư đoàn Vô Sản 1 được thành lập ngày 1 tháng 11 do Koča Popović làm tư lệnh, Ủy viên trung ương KPJ Mijalko Todorovic làm chính ủy, quân số ban đầu 3.200 người.
- Sư đoàn Vô Sản 2 được thành lập ngày 2 tháng 11 do Peko Dapčević làm tư lệnh, Mitar Bakic, nguyên chỉ huy Lữ đoàn vô sản 4 làm chính ủy, quân số ban đầu 3.280 người.
- Sư đoàn Xung kích 3 được thành lập ngày 2 tháng 11 do Pero Ćetković làm tư lệnh, Radomir Babić làm chính ủy, quân số ban đầu khoảng 3.000 người.
- Sư đoàn Krajina 4 được thành lập ngày 9 tháng 11 do Josip Mazar Shosha làm tư lệnh, Milinko Kušić làm chính ủy, quân số ban đầu 4.705 người.
- Sư đoàn Krajina 5 được thành lập ngày 9 tháng 11 do Slavko Rodić làm tư lệnh, Ylija Dosen làm chính ủy, quân số ban đầu 3.920 người.
- Sư đoàn Vô Sản 6 được thành lập ngày 22 tháng 11 do Srećko Manola làm tư lệnh, Rade Girić làm chính ủy, quân só ban đầu 4.320 người.
- Sư đoàn Banijska 7 được thành lập ngày 22 tháng 11 do Pavle Jaksić làm tư lệnh, Duro Kladarin làm chính ủy, quân số ban đầu 2.539 người.
- Sư đoàn Kordunaška 8 được thành lập ngày 22 tháng 11 do Vlado Ćetković làm tư lệnh, Arthur Turkulin làm chính ủy, quân số ban đầu 4.200 người.
- Sư đoàn Slavonia 12 được thành lập ngày 30 tháng 12 năm 1942 do Petar Drapšin làm tư lệnh, Jefto Šašić làm chính ủy, quân số ban đầu khoảng 2.700 người.

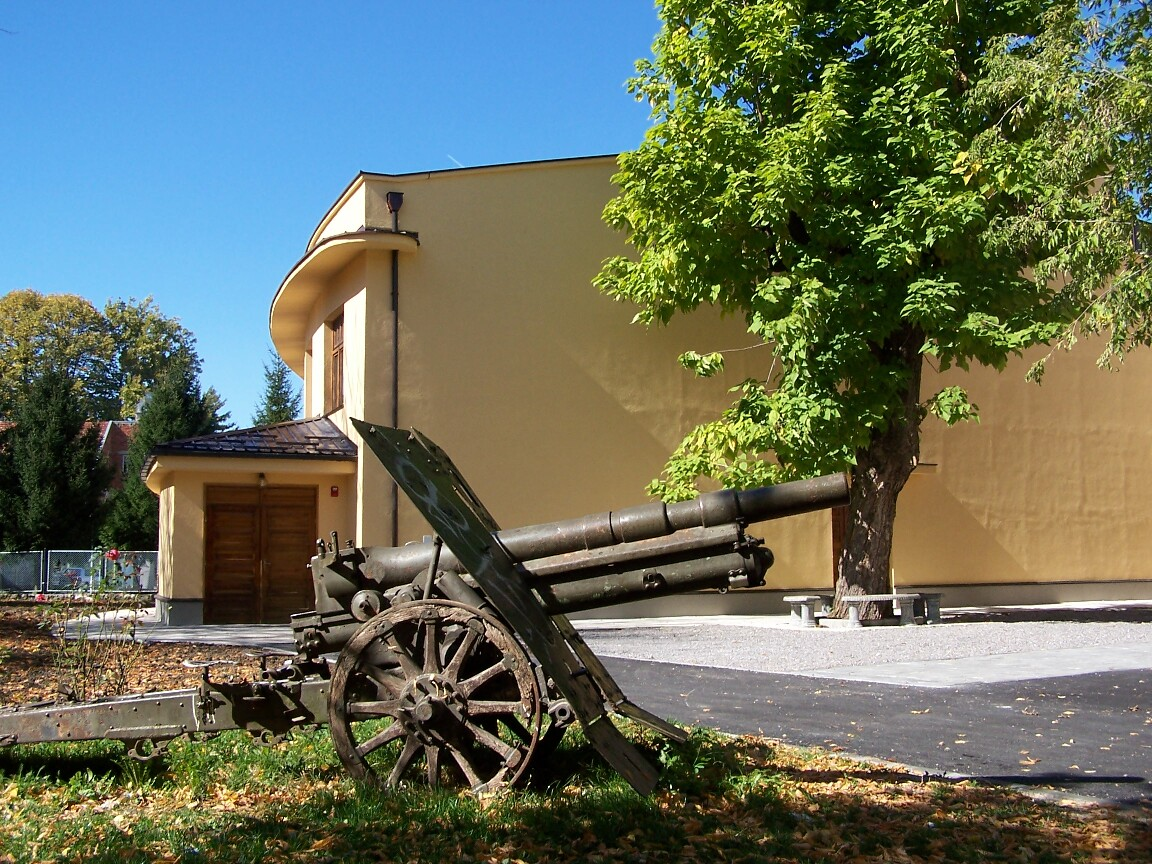
Tòa nhà ở Bihać, nơi diễn ra phiên họp đầu tiên thành lập AVNOJ, nay trở thành Nhà bảo tàng Bihać

Đầu năm 1943, có thêm 4 sư đoàn du kích được thành lập gồm có:
- Sư đoàn Dalmatia 9 được thành lập ngày 13 tháng 2 năm 1943 do Ante Banina làm tư lệnh, Edo Santini làm chính ủy, quân số ban đầu 2.118 người.
- Sư đoàn Krajina 10 được thành lập ngày 13 tháng 2 năm 1943 do Milorad Mijatovic làm tư lệnh, Nikola Kotle làm chính ủy, quân số ban đầu 3.509 người.
- Sư đoàn Primorie-Gorski 13 được thành lập đầu tháng 4 năm 1943 do Veljko Kovacevic làm tư lệnh, Josip Skočilić làm chính ủy, quân số ban đầu 5.600 người.
- Sư đoàn Krajina 11 được thành lập đầu tháng 6 năm 1943 do Jarko Zgonjanin làm tư lệnh kiêm chính ủy, quân só ban đầu khoảng 2.000 người.

Song song với việc cải tổ lại tổ chức quân đội, những người cộng sản Nam Tư cũng xúc tiến việc thành lập một tổ chức thống nhất dân tộc để đoàn kết tất cả các lực lượng chống phát xít trên toàn lãnh thổ Nam Tư. Trong các ngày 26 và 27 tháng 11 năm 1942, tại thành phố Bihać đã diễn ra phiên họp thứ nhất của Hiệp hội giải phóng dân tộc Nam Tư chống phát xít (AVNOJ) (Tiếng Serbia: Антифашистичко веће народног ослобођења Југославије (АВНОЈ)). Trong số 78 đại biểu được triệu tập từ 8 xứ của Nam Tư, chỉ có 54 đại biểu đến dự. 24 đại biểu còn lại đã không thể đến Bihać do điều kiện chiến tranh chia cắt các tuyến giao thông. Các đại biểu đã thông qua Nghị quyết số 1 về việc thành lập AVNOJ. AVNOJ tuy không có các đặc điểm của một cơ quan quyền lực nhà nước nhưng có tính chất như một mặt trận giải phóng dân tộc, tập hợp tất cả các lực lượng chính trị, các sắc tộc ở Nam Tư, không phân biệt phe phái nhằm đấu tranh chống các thế lực phát xít và ngoại xâm để giải phóng các dân tộc và quốc gia Nam Tư.
Hội nghị đã bầu ra Ban lãnh đạo tối cao AVNOJ do Tiến sĩ Ivan Ribar làm Chủ tịch, 4 phó chủ tịch gồm Tiến sĩ Pavle Savić, Nurija Pozderac, Edvard Kardelj và Edvard Kocbek. 6 ủy viên gồm Mile Perunicić, Ivan Milutinović, Sima Milosević Vlada Zechević Mladen Iveković và Veselin Maslesa. Tổ chức của AVNOJ ở cấp tối cao gồm các ban kinh tế - tài chính, giáo dục, nội vụ, y tế, xã hội và tuyên truyền do các ủy viên phụ trách. Tổ chức của hiệp hội ở các địa phương gồm các Ủy ban nhân dân giải phóng (NOO) có chức năng như một cơ quan chính phủ lâm thời tại địa phương, có nhiệm vụ trực tiếp phối hợp với các lực lượng quân sự để cùng tiến hành đấu tranh vũ trang và thực hiện các quyết định của mình, giữ liên hệ chặt chẽ với trung ương AVNOJ và chỉ đạo hoạt động của các tổ chức chính trị - xã hội trong các vùng giải phóng. Ở những vùng còn tại chiếm, NOO hoạt động theo phương thức bí mật bất hợp pháp. Cơ cấu tổ chức của NOO trên toàn lãnh thổ Nam Tư cũng được hoạch định gồm có:
- Ủy ban nhân dân giải phóng ở nông thôn (làng) gồm từ 3 đến 5 thành viên là cấp cơ sở ở nông thôn.
- Ủy ban nhân dân giải phóng thành phố là cấp cơ sở ở đô thị, có từ 5 đến 10 thành viên, do một chủ tịch và một thư ký điều hành và các ủy viên phụ trách các lĩnh vực kinh tế tài chính, xã hội, tuyên truyền và quân sự.
- Ủy ban nhân dân huyện giải phóng gồm từ 15 đến 25 người, do Chủ tịch và từ 1 đến 2 Phó chủ tịch lãnh đạo cùng các thành viên phụ trách các vấn đề kinh tế, hậu cần cho quân đội, xã hội, y tế, văn hóa, giáo dục, nội vụ, tư pháp và quân sự.
- Ủy ban nhân dân giải phóng quận có cơ cấu tỏ chức tương tự như Ủy ban nhân dân giải phóng huyện nhưng có quy mô lớn hơn để quản lý một vùng giải phóng rộng hơn.
- Ủy ban nhân dân giải phóng tỉnh có cơ cấu lớn hơn cấp quận, chỉ được thành lập ở các tỉnh đã hoàn toàn giải phóng.
- Ủy ban nhân dân giải phóng nước cộng hòa được thành lập vào năm 1943, khi NOO ra nghị quyết thành lập Liên bang dân chủ Nam Tư để điều hành các hoạt động quản lý hành chính nhà nước trên lãnh thổ các nước cộng hòa thành viên của Nam Tư. Liên bang dân chủ Nam Tư tồn tại đến cuối Chiến tranh thế giới thứ hai và được chuyển đổi thành Cộng hòa nhân dân Nam Tư.

### Cuộc kháng chiến tại Macedonia 1941 - 1942

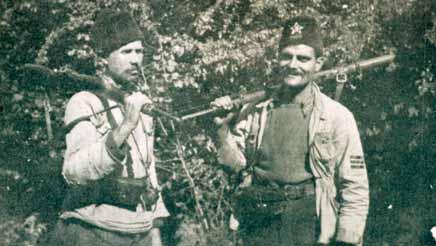
Mice Kozar và Trajko Boškovski-Tarcan, các chỉ huy du kích Macedonia ở Prilev

Ban đầu, Bulgaria không tham gia các hoạt động quân sự ở Nam Tư nhưng sau khi quân chính phủ hoàng gia Nam Tư đầu hàng, ngày 18 tháng 4, Hitler "mời" Bulgaria tham gia kiểm soát một phần lãnh thổ Nam Tư mà trực tiếp là một phần xứ Macedonia (Theo hiến pháp của Vương quốc Nam Tư năm 1931 gọi là Vardar Banovina) giáp giới phía tây Bulgaria. Ngày 19 tháng 4 năm 1941, Ủy ban hành động trung ương Bulgaria được thành lập do Stefan Stefanov làm chủ tịch và Vasil Khadzi Kimov làm thư ký để giúp chính phủ Bulgaria kiểm soát xứ Macedonia. Tuy nhiên, trong quá trình hoạt động, một số thành viên của Ủy ban này trong đó có những người của Đảng cộng sản Nam Tư tại Macedonia như Panko Brasnarov và Strakhil Gigov cũng như một số thành viên của Phong trào vận động tự trị cho Macedonia 1919-1931 (VMRO) có xu hướng muốn xây dựng một xứ Macedonia tự trị. Khẩu hiệu của họ là "Macedonia của người Macedonia, thà chết tự do còn hơn sống trong sự chiếm đóng". Do đó, ngày 7 tháng 7 năm 1941, chính phủ Bulgaria thân Đức đã giải thể Ủy ban này.
Ngày 17 tháng 5 năm 1941, Metodija Shatorov (bí danh "Charlo"), Bí thư Đảng bộ cộng sản Nam Tư khu vực Macedonia đã ra một tuyên cáo có tên "Thư gửi Stojan" (Писмото до Стојана) bằng tiếng Macedonia. Bức thư lên án sự đầu hàng hèn nhát của chính phủ hoàng gia Nam Tư, lên án việc những lực lượng ly khai ở Croatia và Serbia bắt tay với Đức Quốc xã và Phát xít Ý. Bức thư vạch rõ việc quân đội Bulgaria có mặt ở Macedonia từ tháng 5 năm 1941 không phải là quân đội giải phóng mà thực chất là một quân đội chiếm đóng giống như các lực lượng Đức và Ý đang chiếm đóng Nam Tư nên mục tiêu đòi độc lập cho Macedonia khỏi ách chiếm đóng của Bulgaria là cần thiết và cấp bách ngay trong lúc này. Cuối cùng, bức thư kêu gọi đoàn kết tất cả các tầng lớp người dân Macedonia chống lại quân chiếm đóng, chống lại việc chia cắt Macedonia và tranh thủ sự ủng hộ của Đảng Công nhân Bulgaria. Tại Hội nghị Đảng bộ cộng sản Macedonia tại Skopje ngày 17 tháng 8 năm 1941, Metodija Shatorov đã không mời Dragan Pavlovic, Ủy viên trung ương KPJ đang có mặt tại Skopje tham dự nhưng lại mời Peter Bogdanov, Ủy viên trung ương Đảng Công nhân Bulgaria (cộng sản) (BKP) tham dự. KPJ lập tức có phản ứng. Họ cho rằng đường lối của Metodija Shatorov bắt tay với những người Bulgaria là sai lầm chính trị lớn, tạo ra nguy cơ chia cắt Nam Tư vào tay Bulgaria. Đầu tháng 8 năm 1941, Metodija Shatorov gia nhập BKP và được đảng này điều động đến công tác tại Đảng bộ Sofia và phụ trách cả khu vực Skopje. Còn tại Macedonia, Dragan Pavlovic được trung ương KPJ cử làm Bí thư Đảng bộ Macedonia. Đây là một sự chia rẽ đầu tiên xảy ra giữa hai đảng cộng sản của hai nước quan trọng thuộc vùng Balkan trong Chiến tranh thế giới thứ hai. Dưới sự chỉ đạo của Dragan Pavlovic, ngày 22 tháng 8 năm 1941, Đội du kích Macedonia đầu tiên được thành lập tại Skopje gồm 42 người do Cedomir Milenkovic chỉ huy và Dame Krapchev làm chính ủy.
Ngày 2 tháng 8, tại các thành phố Skopje, Bitola, Prilep và các thị trấn khác đã nổ ra các cuộc biểu tình do các đảng viên cộng sản lãnh đạo chống quân chiếm đóng Bulgaria. Cảnh sát Bulgaria đã ngăn chặn, đàn áp và bắt giam một số người cầm đầu. Cuối tháng 8 năm 1941, Ủy ban khu vực của KPJ chỉ đạo những cộng sản tổ chức chiến dịch phá hoại ngầm có mật danh "Radusha". Ngày 15 tháng 9, một nhóm du kích Macedonia đã tổ chức đánh úp một đồn binh của quân Bulgaria đang bảo vệ hầm đường sắt xuyên qua núi Babunia Gostirajani. Du kích bắn bị thương 2 lính Bulgaria và trốn thoát. Ngày 8 tháng 10, cảnh sát Bulgaria tìm ra nơi ẩn nấp của nhóm du kích này tại Prilev nhưng chỉ bắt được chủ nhà, ba du kích đã biến mất. Ngày 12 tháng 10, nhóm du kích do Traiko Bojkov (biệt danh "Tarzan") chỉ huy đã tấn công đồn cảnh sát Prilev và nhà tù để giải cứu cho những người bị bắt, 11 cảnh sát Bulgaria bị bắn chết, 30 người khác bị thương. Hiến binh Bulgaria kéo đến đông hơn đã làm thất bại cuộc giải cứu, hạ sát 12 du kích và bắt giam hơn 20 người khác. Ngày 8 tháng 11, 22 du kích tấn công làng Tsarevik ở Prilev, đốt cháy nhà kho rồi rút lui. Không bắt được du kích, cảnh sát Bulgaria bắt đi 8 người dân trong làng vì tội tiếp tế lương thực cho du kích.
Cuối tháng 10 và trong cả tháng 11 năm 1941, cảnh sát Bulgaria tiến hành một chiến dịch truy quét du kích hoạt động ngầm tại các thành phố Skopje, Bitola, Prilep và nhiều làng mạc ở Bắc Macedonia, bắt giữ 24 du kích và cả thường dân tại các thị trấn Beljakovce và Kumanovo. 9 người thiệt mạng trong các cuộc đấu súng. Một nhóm 18 du kích khác cũng bị bắt trên núi Kozjak. Nhiều súng ngắn và chất nổ cùng một số phương tiện in ấn thô sơ bị thu giữ. Cuối tháng 11, do thiếu vũ khí và các điều kiện cho cuộc đấu tranh vũ trang cũng như các cuộc càn quét liên miên của cảnh sát và hiến binh Bulgaria, các đội du kích đầu tiên ở Varda Macedonia lần lượt bị đánh bại. Sự chia rẽ phe phái giữa KPJ và BKP trong nội bộ du kích Macedonia cũng là một trong những nguyên nhân làm suy yếu họ. Trong một bức thư gửi Trung ương KPJ, Dragan Pavlovic đề nghị Trung ương KPJ phải đàm phán với Trung ương BKP để chấm dứt chia rẽ và có biện pháp để ngăn chặn tư tưởng sô vanh trong phong trào cộng sản ở Serbia cũng như loại trừ các phần tử gây hận thù chống lại Nam Tư trong phong trào cộng sản ở Bulgaria. Ông cũng dề nghị chuyển cuộc đấu tranh vũ trang về địa bàn nông thôn và rừng núi để xây dựng lực lượng. Tuy nhiên, trong bức thư trả lời ngày 6 tháng 12, Josip Broz Tito chỉ đồng ý chuyển hướng hoạt động ra ngoài các khu đô thị nhưng lại bác bỏ việc đánh giá tình hình Vardar Macedonia của Dragan Pavlovic.
Cuối năm 1941, Tòa án của chính quyền Bulgaria thân Đức mở hàng chục phiên tòa xử xét xử các du kích Nam Tư tại Macedonia. 38 án tử hình và 63 án khổ sai chung thân được tuyên và thi hành ngay. 26.451 người dân gốc Serbia bị trục xuất khỏi Macedonia và đưa đi các trại tập trung.
Đầu năm 1942, Boris Adreyev, Ủy viên trung ương KPJ được cử đến thay thế Dragan Pavlovic chỉ đạo phong trào du kích ở Macedonia và gần như phải gây dựng lại từ đầu. Trước tiên, Boris Adreyev cho rải nhiều truyền đơn kêu gọi "Những người Macedonia không chiến đấu cho Hitler", "Người Macedonia hãy đoàn kết để tự giải phóng", "Hãy làm tất cả cho cuộc đấu tranh hiện nay của những người Macedonia". Tháng 3 năm 1942, Boris Adreyev đã tổ chức được ba đội du kích mới. Đội Veles có 65 người, đội Skopje có 20 người, các đội Bitola và Krushevska mỗi đội có khoảng 30 đến 40 người. Riêng đội Prilev do Pêtre Toshev chỉ huy có gần 200 người. Trong mùa hè và mùa thu năm 1942, các đội du kích Nam Tư tại Macedonia đã tổ chức hơn 80 trận đánh và mở rộng vùng kiểm soát. Bất chấp các chiến dịch đàn áp của cảnh sát và hiến binh Bulgaria, ở nhiều làng đã lập ra các ủy ban cách mạng và đẩy mạnh tuyên truyền gây thanh thế cho du kích. Trong các trận đánh, 70 du kích thiệt mạng, 60 người khác bị bắt. Tuy nhiên, quân du kích vẫn duy trì và phát triển lực lượng từ những người được tuyển mộ. Đến đầu năm 1943, du kích Macedonia đã giải phóng được bốn vùng tự do được gọi là "Lãnh thổ Macedonia mới". Vùng thứ nhất tại vùng núi Pajak và thung lũng Karadzhova, mở rộng đến Gevgelija, Tikvesh và Mariovo. Vùng thứ hai tại các dãy núi Kozjak Kriva và mở rộng đến Kumanovo và Ruen. Vùng thứ ba gồm hai thị trấn Kicevo, Debar và vùng thứ tư tại các huyện Prespa, Kozuv đều nằm trên khu vực chiếm đóng của quân Ý.

## Năm 1943

Hình lá cờ của Lữ đoàn du kích số 1 Macedonia

Thất bại cùng lúc của quân đội Đức Quốc xã tại Stalingrad (Liên Xô) và El Alemein (Bắc Phi) đã cổ vũ mạnh mẽ cho phong trào du kích chống phát xít ở Nam Tư. Ba khu giải phóng lớn ở Bosnia, Macedonia, Montenegro và tỉnh Vojvodina đang đe dọa biến Nam Tư thành một phong trào kháng chiến lớn nhất ở Đông Âu, uy hiếp hậu phương của quân Đức tại mặt trận phía đông. Theo chân Quân giải phóng nhân dân Nam Tư, những người kháng chiến ở Macedonia cũng lập ra Quân Giải phóng nhân dân Macedonia (NOVM) mà Lữ đoàn đầu tiên của nó ra đời vào ngày 15 tháng 2 năm 1943 do Tihomir Šarevski chỉ huy và Đora Damevski làm chính ủy với quân số trên 500 người gồm Tiểu đoàn du kích Kicevski-Debar, Tiểu đoàn du kích Jane Sandanski, các đội du kích Veleski và Kosturski. Từ năm 1943, Quân giải phóng nhân dân Nam Tư bắt đầu tiếp nhận ngày càng nhiều vũ khí, đạn dược của cả Liên Xô, Anh, Mỹ chở đến bằng đường biển hoặc thả dù bằng máy bay tầm xa. Bên cạnh quân đội chính quy, các đội du kích tiếp tục phát triển trên khắp lãnh thổ Nam Tư và mở rộng ảnh hưởng sang cả những nước láng giềng như Bulgaria, Hy Lạp và Albania. Đất đai Nam Tư thực sự bùng cháy dưới chân quân chiếm đóng Đức Quốc xã và các đồng minh của nó.

### Cuộc tấn công thứ tư của Liên quân Đức - Ý - Ustaše - Chetnick

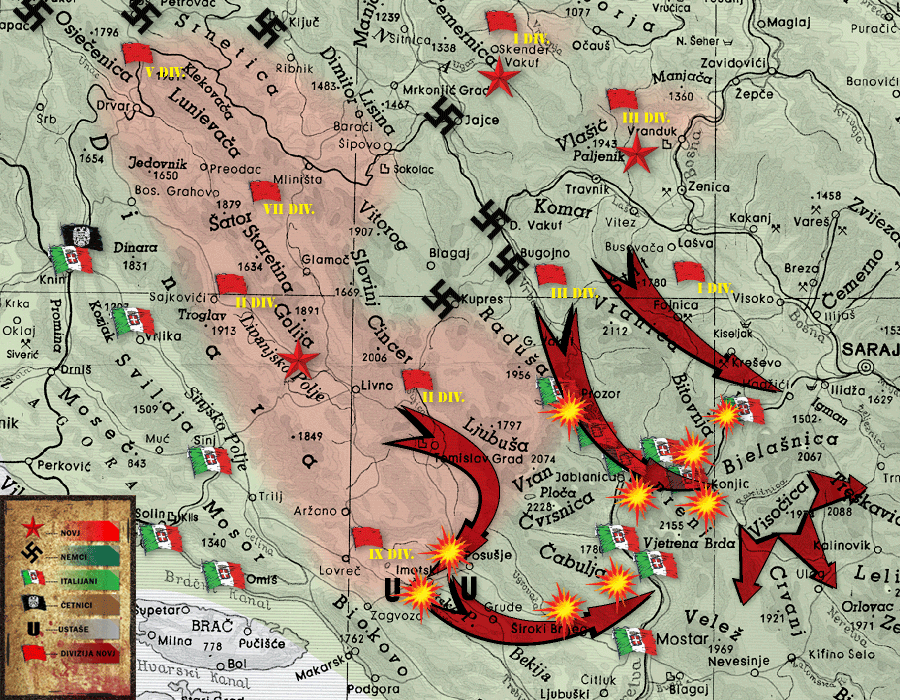
Các cuộc tấn công của các Sư đoàn Vô sản 1, 2 và Sư đoàn xung kích 3 ra tuyến sông Neretva, tháng 2 năm 1943

Tháng 1 năm 1943, Hitler ra lệnh cho tướng Alexander von Leer, Tư lệnh Cụm tập đoàn quân E đóng tại Nam Tư và tướng Rudolf Liters, chỉ huy cụm quân Đức và Ustaše tại Croatia phải thanh toán bằng được phong trào du kích ở Nam Tư trước khi mùa hè đến. Bộ chỉ huy Đức tại Nam Tư đã vạch ra kế hoạch Fall Weiss gồm 3 giai đoạn:
- Giai đoạn 1 (Weiss I): tấn công các vùng lãnh thổ do du kích Nam Tư kiểm soát tại Croatia, Nam Sava và Tây Bosnia, trong đó có Bihac.
- Giai đoạn 2 (Weiss II): Tấn công các khu giải phóng tại Drvar và Neretva.
- Giai đoạn 3 (Weiss III): Tảo thanh triệt để các khu du kích và giải giới lực lượng Chetnick.

Tướng Alexander von Leer huy động vào chiến dịch này 90.000 quân gồm 50.000 quân Đức của Sư đoàn 7 SS "Prinz Eugen", Sư đoàn lê dương 369, các sư đoàn bộ binh 187, 714, 717; 25.000 quân Ý gồm các sư đoàn Sassari, Lombardy, Bergamo và Murdo; 12.000 quân cảnh vệ quốc gia Ustaše thuộc Quân đoàn 27 và khoảng 3.000 quân Chetnick. Quân Đức và đồng minh của Đức có hơn 100 xe tăng, được sự yểm hộ của 150 máy bay các loại. Chống lại 9 sư đoàn Đức - Ý và 2 sư đoàn Ustaše là 42.000 quân du kích Nam Tư gồm Quân đoàn du kích Croatia gồm các sư đoàn 6, 7, 8 và Sư đoàn Nanijska Kordunaška có khoảng 16.000 người; Quân đoàn du kích Bosnia gồm các sư đoàn Krajina 1 và 2 có khoảng 11.500 người; Cụm tác chiến cận vệ gồm các sư đoàn Vô Sản 1, 2 và Sư đoàn xung kích 3 có khoảng 14.000 người; các đội du kích nhỏ ở Slavonia có khoảng 500 người.

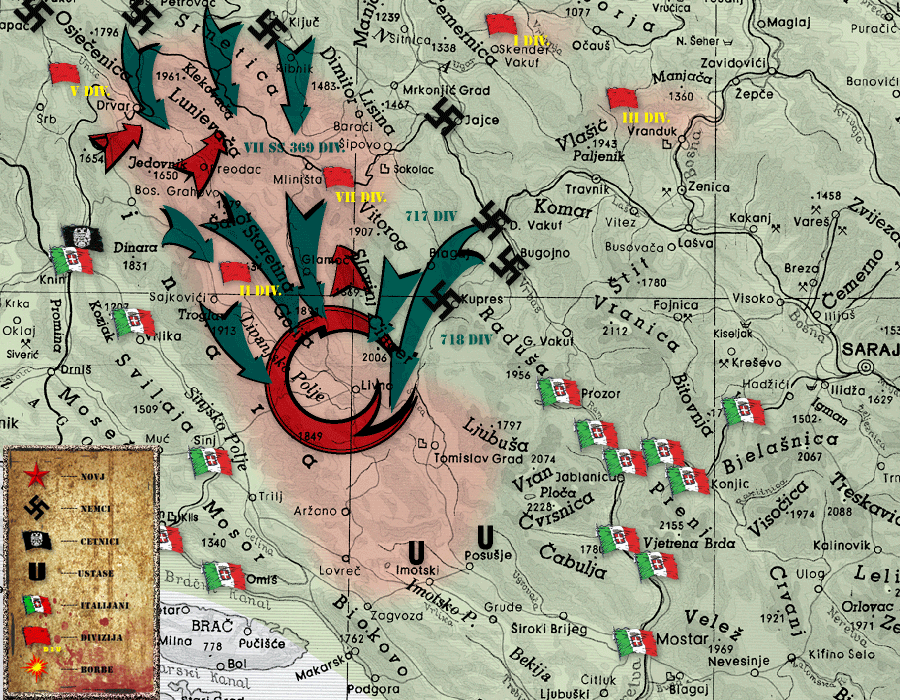
Các cuộc tấn công của liên quân Đức - Ý - Utashi

Hệ thống trinh sát của Quân giải phóng nhân dân Nam Tư đã phát hiện được kế hoạch tấn công của liên quân Đức - Ý - Ustaše và Bộ Tổng tư lệnh NOVJ ở Bihac quyết định "ra tay trước" để nắm quyền chủ động. Ngày 15 tháng 2 năm 1943, Quân Giải phóng nhân dân Nam Tư phát động cuộc tấn công Prozor đánh vào hậu cứ của các sư đoàn Ý đang tập trung tại phía bắc Mostar. Thành phố Prozor được ba tiểu đoàn của Trung đoàn 259 (Ý) có hơn 800 quân bảo vệ. 22 giờ ngày 15 tháng 2, Sư đoàn xung kích 3 sử dụng cả ba lữ đoàn: Dalmatia 1, Montenegro 5 và Herzegovina 10 tấn công từ phía tây, phía bắc và phía đông Prozor. Ban đầu, cuộc tấn công diễn ra thuận lợi, Lữ đoàn Dalmatia 1 đã chiếm được các dãy phố đầu tiên và các kho nhiên liệu. Tuy nhiên, trước khi trời sáng, pháo binh Ý đã phát hiện đội hình quân du kích và bắt đầu bắn chặn kịch liệt, yểm hộ cho bộ binh phản xung phong, Quân du kích Nam Tư buộc phải tạm dừng tấn công và rút ra khỏi thành phố.
Lúc 23 giờ ngày 16 tháng 2, NOVJ sử dụng Sư đoàn Xung kích 3 được tăng cường 2 tiểu đoàn của Lữ đoàn Kraijna 3 và 7 khẩu lựu pháo tiếp tục tấn công vào Prozor. Đến 1 giờ sáng, Lữ đoàn Herzegovina 10 phối hợp với Lữ đoàn Montenegro 5 đã làm chủ trung tâm thành phố. Quân Ý hoảng loạn tháo chạy và bị quân của Lữ đoàn Dalmatia 1 và Lữ đoàn Kraijna 3 truy kích về Mostar. Du kích Nam Tư tiêu diệt 220 quân Ý, bắt 280 tù binh, thu 5 xe tăng hạng nhẹ, 4 lựu pháo, 2 pháo nòng dài, 4 súng cối, 12 đại liên, 25 trung liên, 10 xe tải, 1 xe kéo, hơn 500 súng trường và nhiều quân trang, quân dụng. Các đơn vị của Sư đoàn Xung kích 3 có 23 du kích thiệt mạng, 78 ngươi bị thương. Một số bị thương nặng sau đó đã chết. Trận tấn công Prozor thành công đã tạo ra một cửa mở để quân du kích Nam Tư tại khu giải phóng Bihac có thể tiếp cận thung lũng sông Neretva từ Mostar đến Konjic. Phát huy chiến quả của Sư đoàn Xung kích 3, Sư đoàn Vô Sản 2 đã mở cuộc tấn công từ Imotsky ra tuyến sông Neretva ở giữa Mostar và Jablanica, Sư đoàn Vô Sản 1 cũng từ Banja Luka tiến ra làm chủ con đường giao thông từ Sarajevo đi Konjic và bảo vệ mặt bắc của chiến dịch. Cuộc tấn công "ra tay trước" của NOVJ đã buộc Sư đoàn 714 (Đức) phải tổ chức phòng thủ. Kế hoạch giai đoạn 1 của Chiến dịch Weiss bị phá sản. Tuy nhiên, tướng Alexander von Leer vẫn quyết định thực hiện giai đoạn 2 của chiến dịch.

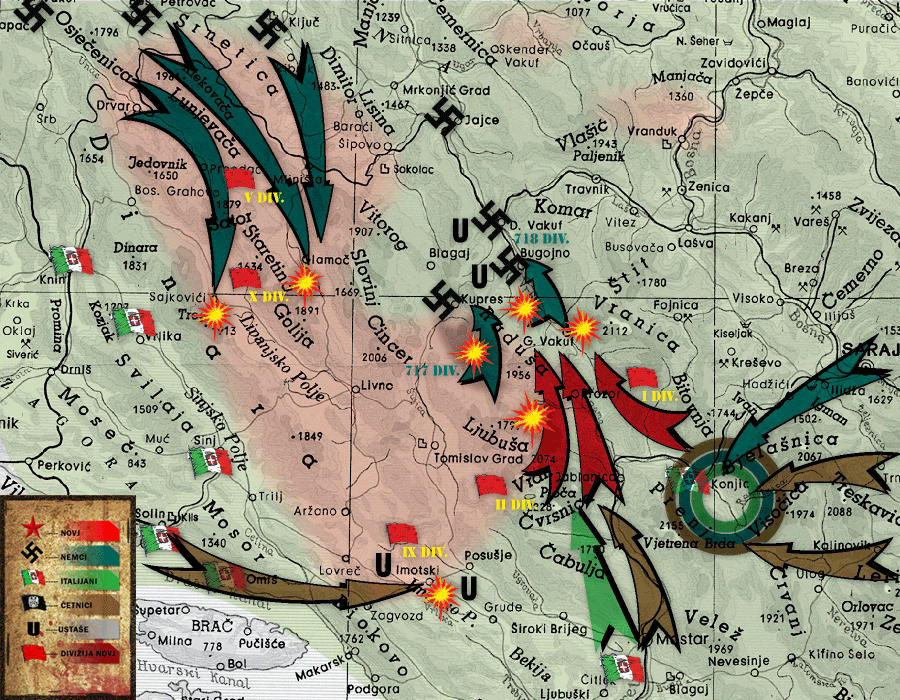
Cuộc phản công ngược chiều của NOVJ

Ngày 20 tháng 2, liên quân Đức - Ý - Ustaše chia làm ba hướng tấn công vào vùng núi Dinaja. Từ phía bắc, các Sư đoàn 717, 718 (Đức) và Lữ đoàn 5 (Ustaše) tấn công theo hướng Bugojno - Livno. Từ phía nam, Sư đoàn 7 SS "Prinz Eugen" và Sư đoàn lê dương 369 tấn công theo hướng Drvar - Glamoc - Livno. Từ phía tây, Quân phát xít Ý sử dụng 2 sư đoàn sơn chiến của các quân đoàn 6 và 18 tấn công lên Livno. Mục tiêu tối hậu của quân Đức là bao vây, tiêu diệt chủ lực NOVJ ở Livno. Mặt trận phía bắc của Sư đoàn Vô Sản 1 (Nam Tư) gặp khó khăn lớn. Ngày 22 tháng 2, quân Đức phá vỡ chiến tuyến của sư đoàn này, đánh chiếm Konjic và đến 26 tháng 2, Sư đoàn Vô Sản 1 buộc phải rút lên các sườn núi phía nam Sarajevo. Cánh quân chủ lực của NOVJ ở giữa mặt trận gồm Sư đoàn Krajina 5 và Sư đoàn Herzegovia 10 bị hở sườn trái và bị Sư đoàn 7 SS cùng Sư đoàn lê dương 369 (Đức) tấn công. Ngày 4 tháng 3, quân Đức chiếm Glamoc và xông đến Livno. Ngày 5 tháng 3, quân Ý và quân Chetnick bao vây Imotsky.

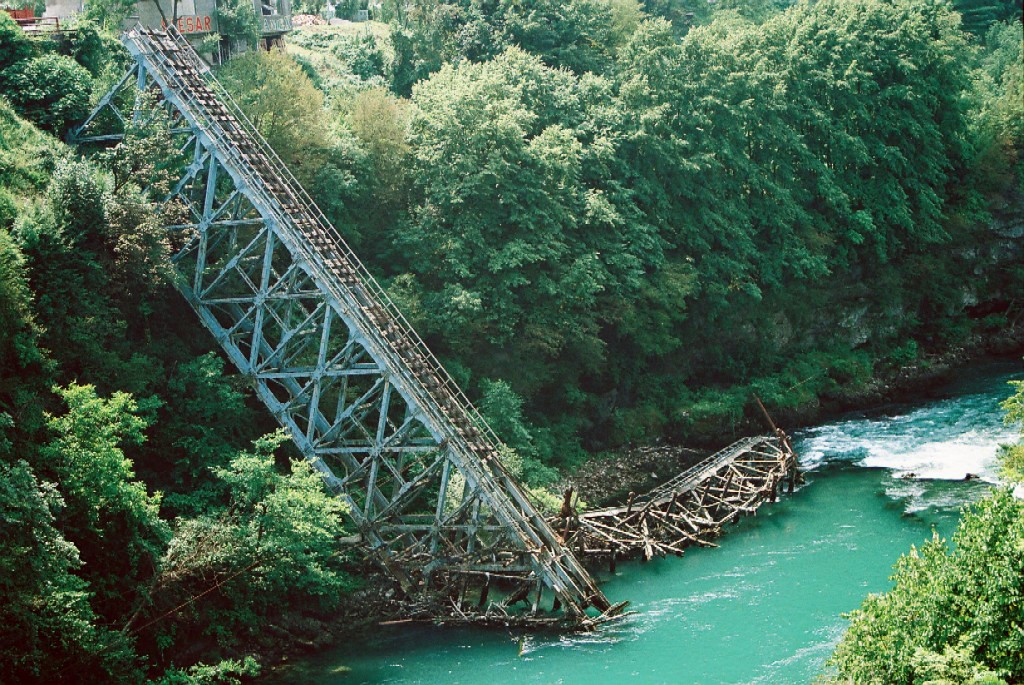
Cây cầu qua sông Neretva gần Jablanica bị phá sập. (Ảnh từ phim phục dựng trận đánh)

Vào thời điểm cực kỳ nghiêm trọng của chiến dịch, Tổng tư lệnh Josip Broz Tito đã có một quyết định quan trọng liên quan đến sự tồn vong của chủ lực Quân Giải phóng nhân dân Nam Tư, nòng cốt của phong trào kháng chiến chống phát xít ở Nam Tư. Ngày 4 tháng 3 năm 1943, ông yêu cầu hủy bỏ cuộc tấn công trên hướng Konjic và tổ chức phản công theo hướng ngược lại. Ngày 5 tháng 3, quân du kích phá nổ các cây cầu qua sông Neretva, trong đó có cây cầu đường sắt gần Jablanica, loại trừ một phần nguy cơ bị quân Ý và quân Chetnick tấn công từ hướng Nam. Ngày 6 tháng 3, các Sư đoàn Vô Sản 1 và 2, Sư đoàn Herzegovina 10 chuyển hướng tấn công vào Gornji Vakuf và Prozor Vakuf, đánh vào hậu cứ của các sư đoàn bộ binh 717, 718 và Lữ đoàn Ustaše 5 đã tấn công Livno từ phía đông. Cuộc phản công ngược chiều này buộc các sư đoàn Đức phải bỏ mục tiêu tấn công Livno từ phía đông để quay ra đối phó với ba sư đoàn du kích tại Prozor Vakuf. Ngày 8 tháng 3, quân Chetnick khôi phục lại được cây cầu Jablanica nhưng chỉ bảo đảm bộ binh qua được. Hơn 2.000 quân Chetnick qua cầu tấn công lên Jablanica. Ngày 9 tháng 3, Josip Broz Tito điều Sư đoàn Banjiska 7 do Ljuba Vuckovic chỉ huy bỏ Imosky quay về chặn đánh liên quân Ý - Chetnick ở phía bắc Mostar. Sư đoàn Vô Sản 2 lại được điều ngược trở lại phía nam, phối hợp với Sư đoàn Banjiska 7 và Lữ đoàn 9 chiếm lại Jablanica.
Trong các ngày từ 15 đến 28 tháng 3, được tăng cường tiểu đoàn xe tăng hạng nhẹ từ lực lượng dự bị của Tổng hành dinh NOVJ, Sư đoàn Dalmatia 9 và Sư đoàn Krajina 10 (NOVJ) mới thành lập đã đánh bại các lực lượng Chetnick, đánh chiếm Kalinovik ở phía bắc và Nevesinje ở phía nam sông Neretva. Quân Chetnick chỉ còn lại vài trăm người vội vã rút lui về tuyến sông Drina trong sự truy đuổi của Sư đoàn Xung kích 3 (NOVJ). Ngày 7 tháng 4, quân Chetnick tiếp tục bại trận trên sông Drina. Không có quân Chetnick trợ lực trong khi bản thân cũng bị thiệt hại, các sư đoàn Lombardy và Murdo (Ý) buộc phải ngừng tấn công. Quân Ý mất thêm hơn 1.000 người chết và bị thương, 5 khẩu pháo, 2 xe tăng hạng nhẹ, một ô tô, 23 mô tô, 3 súng cối và 754 viên đạn bị quân NOVJ thu giữ. Ở phía bắc, Sư đoàn Vô Sản 1, Sư đoàn Banijska 7 và Sư đoàn Herzegovina 10 đã giữ vững phòng tuyến phía đông và phía bắc Livno. Trong báo cáo gửi Tổng hành dinh OKH ngày 1 tháng 4 năm 1943, tướng Alexander von Leer cho rằng mặc dù thông thạo không gian, địa hình nhưng lại thiếu hiểu biết về các kiến thức quân sự tối thiểu nên Dragoljub Mihailovich trở thành nguyên nhân chủ yếu dẫn đến thất bại của lực lượng Chetnick.

### Cuộc tấn công thứ năm của Liên quân Đức - Ý

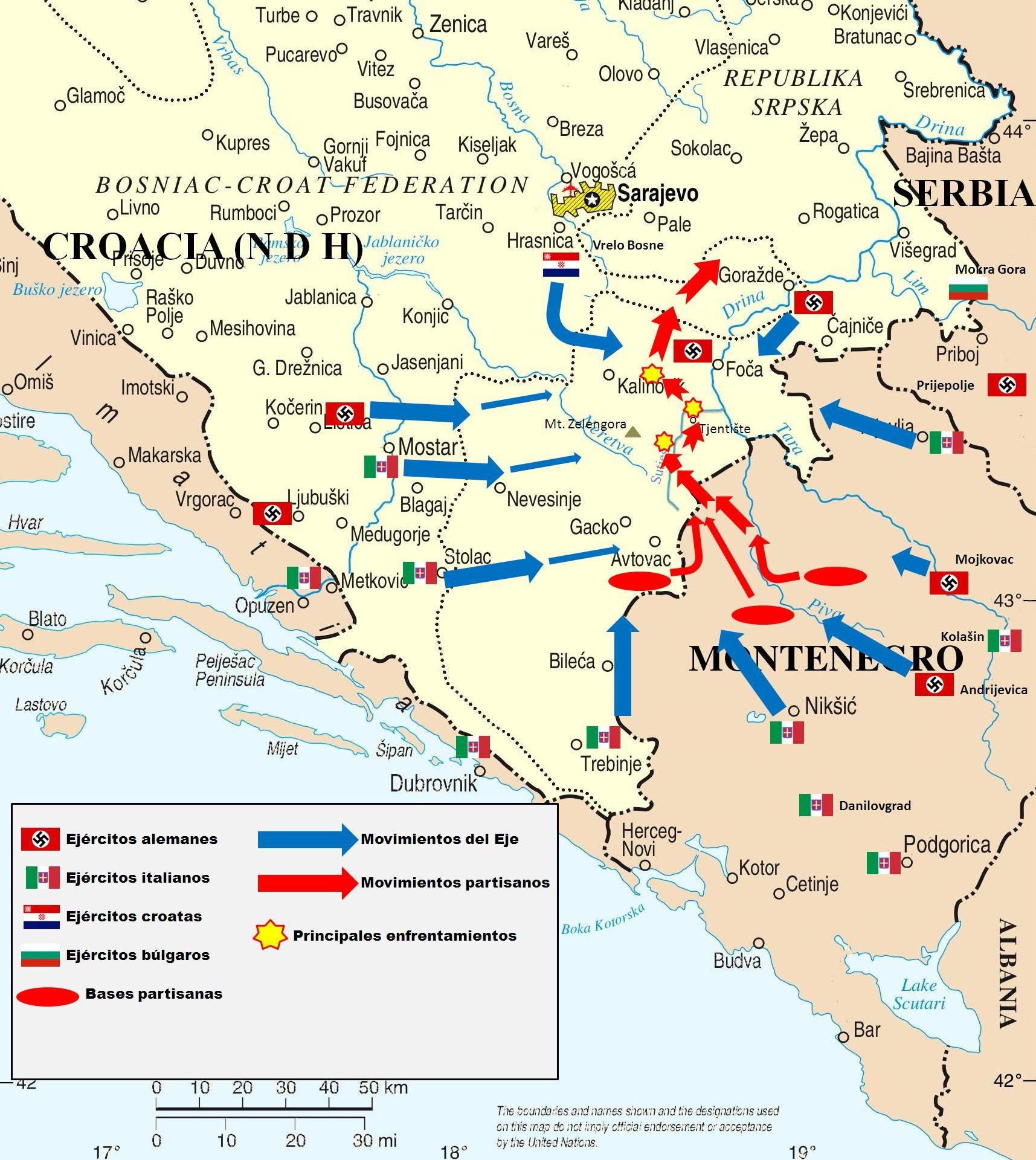
Bản đồ chiến dịch "Schwarz"

Thất bại trong giai đoạn II buộc tướng Alexander von Leer phải hủy bỏ giai đoạn III của Chiến dịch Weiss và lập một kế hoạch mới để tiếp tục thanh toán phong trào du kích ở Nam Tư và NOVJ. Lần này, nó được đặt tên mã là "Chiến dịch Schwarz". Nhận thức được tầm quan trọng của chiến dịch, Quân đội Đức Quốc xã đã huy động vào chiến dịch này 120.000 quân gồm có:
- Quân đội Đức Quốc xã: Sư đoàn bộ binh sơn chiến 1, Sư đoàn bộ binh 7 SS "Prinz Eugen", các sư đoàn bộ binh nhẹ 104 và 118, Sư đoàn lê dương 369, Sư đoàn bộ binh 4 "Brandenburg", Trung đoàn xe tăng 202, Tiểu đoàn công binh 659.
- Quân đội Phát xít Ý: Các sư đoàn bộ binh "Taurinenzi", "Ferrari" và "Venice".
- Quân Ustaše: Quân đoàn bộ binh 4, Trung đoàn Cảnh sát Croatia.
- Quân Bulgaria:Trung đoàn cơ giới 61, Trung đoàn hỗn hợp 63, đặt dưới quyền chỉ huy của Sư đoàn lê dương 369 (Đức)

Chống lại cụm quân đông đảo này chỉ có 22.000 quân giải phóng nhân dân Nam Tư thuộc gồm:
- Sư đoàn Vô Sản 1 của Thiếu tướng Koča Popović
- Sư đoàn Vô Sản 2 của Thiếu tướng Peko Dapčević
- Sư đoàn Xung kích 3 của các đại tá Radovan Vukanović và Sava Kovacevic
- Sư đoàn Banijska 7 của đại tá Pavle Jaksić
- Sư đoàn Dalmatia 1
- Lữ đoàn du kích Đông Bosnia 6
- Lữ đoàn du kích Majevička 15
- Tiểu đoàn 3 thuộc Lữ đoàn Vô Sản 4
- Tiểu đoàn 2 và Tiểu đoàn 4 thuộc Lữ đoàn Montenegro 5

Quân Chetnick:Gồm 7 đội do Pavle Djurisić chỉ huy thân Ý nhưng vẫn là đối tượng giải giới của quân Đức.

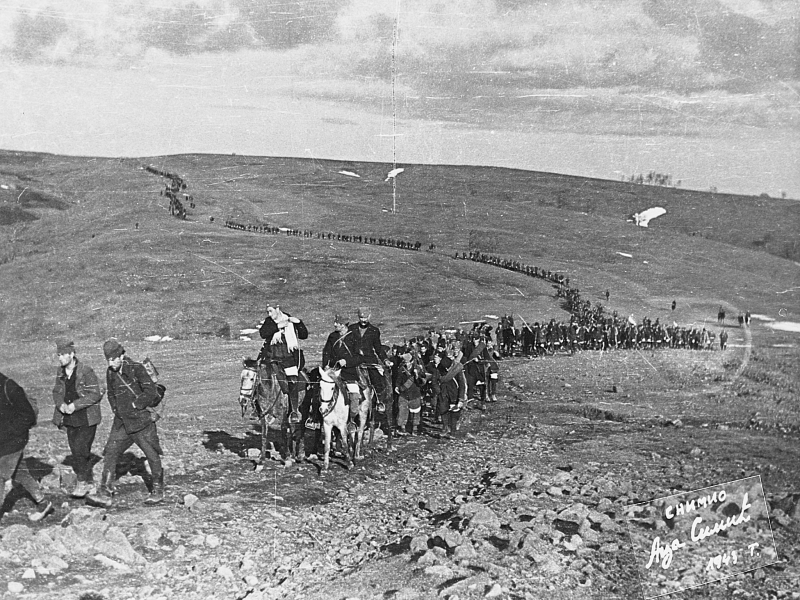
Sư đoàn Vô Sản 2 hành quân

Với ưu thế đặc biệt lớn về binh lực của Liên quân Đức - Ý - Bulgaria - Ustaše, đây là một trong những chiến dịch càn quét lớn nhất của quân đội phe Trục trong quá trình chiếm đóng Nam Tư và cũng khó khăn nhất của Quân Giải phóng nhân dân Nam Tư kể từ phát động cuộc kháng chiến. Mục tiêu hàng đầu của quân đội Đức Quốc xã trong chiến dịch này là bao vây và tiêu diệt các sư đoàn chủ lực của NOVJ tại vùng biên giới tây bắc Montenegro và Đông Nam Bosnia. Nhiệm vụ giải giới quân Chetnick chỉ là mục tiêu thứ yếu. Vai trò chủ yếu trên chiến trường sẽ do quân Đức và quân Ý bố trí xen kẽ nhau đảm nhận. Các đơn vị Ustaše và Bulgaria chỉ đóng vai trò trợ chiến.
Ngày 14 tháng 5, quân Chetnick bắt đầu bị quân Đức tước khí giới. Thiếu tá Pavle Djurisic bị bắt. Tuy nhiên, Tổng chỉ huy quân Ý tại Nam Tư, tướng Pircio Biroli đã yêu cầu người Đức phải dẫn giải Pavle Djurisic giao cho họ, nếu không người Ý sẽ "dùng vũ lực để đòi lại ông ta". Pircio Biroli cho rằng quân Chetniks là đồng minh tin cậy của người Ý trong việc chống lại các lực lượng cộng sản ở Nam Tư. Tướng Walter fon Stetner, chỉ huy Sư đoàn sơn chiến 1 (Đức) cũng phản đối lệnh bắt giữ quân Chetniks vì thực tế cuộc chiến ở Nam Tư cho thấy, mặc dù theo chủ nghĩa dân tộc nhưng quân Chetniks cùng chung mục tiêu chống cộng với người Đức và người Ý. Tuy nhiên, theo lệnh trực tiếp tư Adolf Hitler, 2.400 quân Chetniks vẫn bị tước khí giới. 800 quân được sử dụng làm các công việc thổ mộc. Số còn lại bị giam giữ. Cuối năm 1943, khi chính quyền Mussolini sụp đổ ở Nam Ý, hầu hết số quân Chetniks đều được người Đức phóng thích.

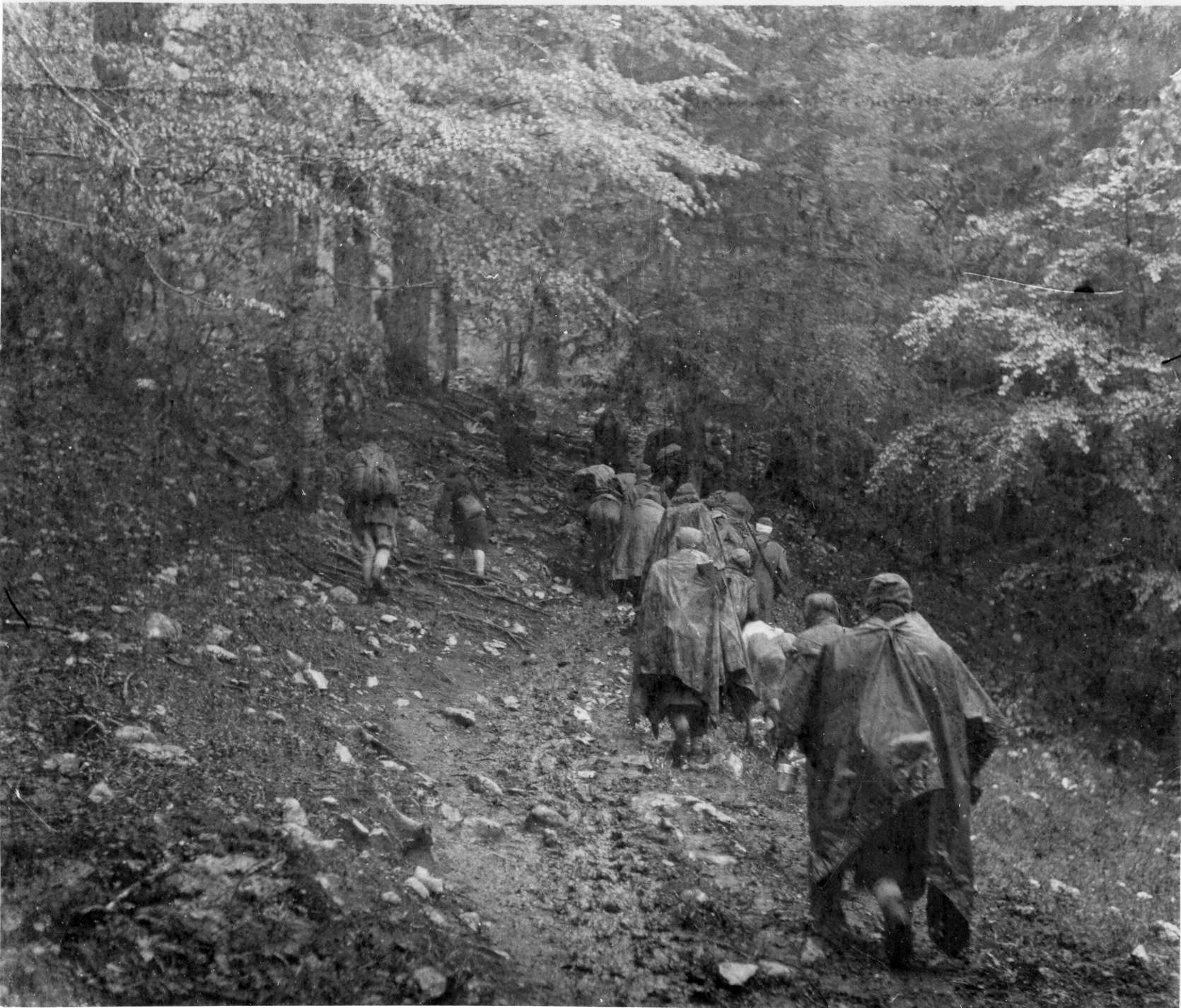
Du kích Nam Tư rút quân lên núi

Ngày 15 tháng 5, cuộc chạm súng đầu tiên nổ ra ở phía bắc tại Cajnice và Foca trên hướng tấn công của Sư đoàn lê dương 369. Ở phía đông, Sư đoàn sơn chiến 1 (Đức) cũng mở các cuộc tấn công vào Brodarevo và Mojkovac. Bộ chỉ huy tối cao Quân Giải phóng nhấn dân Nam Tư nhận định rằng khu vực phòng thủ Foca là cái chốt để ngăn chặn những lực lượng lớn của quân Đức khép vòng vây, đồng thời, mở ra cánh cửa liên lạc với miền Đông Bosnia. Vì vậy, Sư đoàn Vô Sản 1 nhận được mệnh lệnh phải giữ bằng được Foca. Từ ngày 21 đến ngày 25 tháng 5, Sư đoàn lê dương 369 (Đức) bị Sư đoàn Vô Sản 1 (Nam Tư) chặn lại. Các trung đoàn sơn chiến 7 và 13 Đức đã bị thiệt hại đáng kể trong các trận đánh ngày 21 và ngày 24 tháng 5.
Bất chấp thiệt hại, quân Đức tung Sư đoàn bộ binh 118 vào trận và tiếp tục tấn công. Ngày 25 tháng 5, Sư đoàn bộ binh 118 (Đức) chiếm được Gradca. Bộ chỉ huy tối cao NOVJ phải chuyển Sở chỉ huy sang tả ngạn sông Tara. Ngày 26 tháng 5, Sư đoàn bộ binh 118 (Đức) tiếp tục tấn công sang phía tây, đánh chiếm làng Piva. 738 quân du kích của Trung đoàn 22 bị quân Đức bao vây tại Vučevo, một cao nguyên nhỏ phía tây Piva và đứt liên lạc với Sở chỉ huy NOVJ. Tuy nhiên, do địa hình rừng núi nên Sở chỉ huy NOVJ đã điều một tiểu đoàn luồn rừng đi vòng qua Anaker và nối được liên lạc với Trung đoàn 22. Ngày 29 tháng 5, hai tiểu đoàn của Sư đoàn Vô Sản 2 đã có một trận kịch chiến với quân của Sư đoàn 7 SS (Đức) tại Anaker, phối hợp với Sư đoàn Vô Sản 1 chặn được Sư đoàn bộ binh 118 (Đức) trên đèo Piva, củng cố được thế phòng ngự của NOVJ tại khu vực Sutjeska.

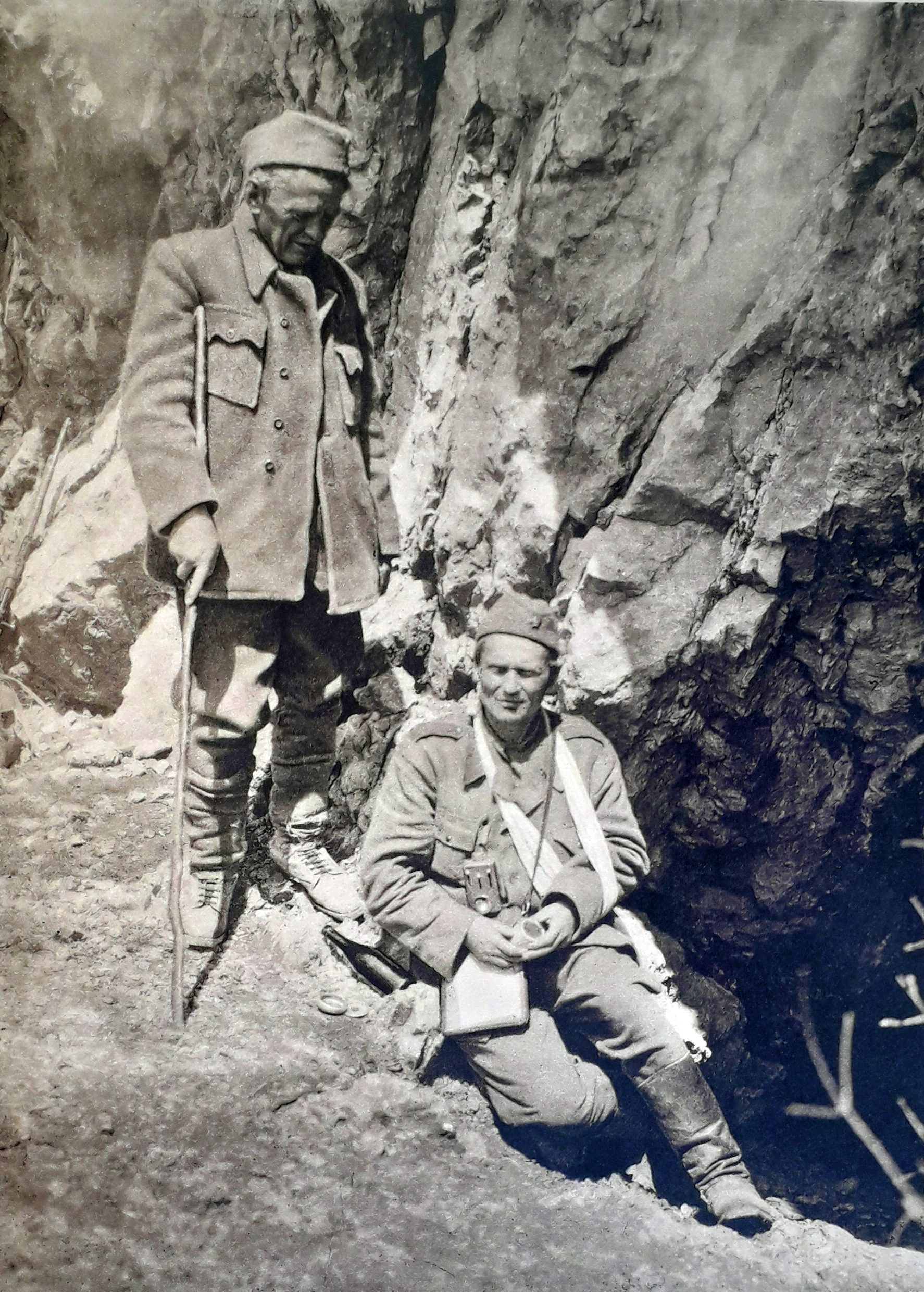
Josip Broz Tito (bị thương ở tay trái) trong Chiến dịch Sutjeska, phía sau ông là Ivan Ribar

Từ ngày 18 tháng 5, Sư đoàn 7 SS (Đức) và Sư đoàn "Ferrari" (Ý) tổ chức tấn công vào Savnik, Zabljak và Mratinje. Sư đoàn Dalmatia 1 đã bảo vệ thành công thị trấn Pete, ngăn chặn được cánh trái của Sư đoàn 7 SS. Phát hiện quân Đức tiếp tục tung lực lượng dự bị vào trận, từ ngày 31 tháng 5 đến ngày 5 tháng 6, Bộ chỉ huy tối cao NOVJ chuyển đến khu vực Mratinje, đồng thời điều Sư đoàn Montenegro 4, Sư đoàn Krajina 7 và Sư đoàn Herzegovina 10 tiến ra Bioč và Piva chặn kích. NOVJ bắt đầu tổ chức phòng thủ có chiều sâu tại các khu vực Sutjeska và Gatačko để bảo vệ cho Sở chỉ huy NOVJ tại Mratinje. Nhóm thứ nhất do Milovan Djilas chỉ huy gồm các sư đoàn Vo Sản 1, 2 và Sư đoàn Banijska 7 phòng thủ khu vực Тrеčа. Trụ sở của Trung ương KPJ cũng đóng tại đây. Nhóm thứ hai do Sava Kovacevic chỉ huy gồm Sư đoàn Xung kích 3 và hai tiểu đoàn cảnh vệ của Tổng hành dinh NOVJ phòng thủ trên sông Tara.
Trong lúc chiến sự đang diễn ra ác liệt, ngày 20 tháng 6, một nhóm nhân viên quân sự Anh đã đổ bộ xuống Đurđevića Tara, gần Srnog Јеzеrа và tìm đường liên lạc với Sở chỉ huy của J. B. Tito. Chỉ huy nhóm là đại úy Bill Stewart, từng làm việc tại Lãnh sự quán Anh tại Zagreb trước chiến tranh, nói thạo tiếng Serbia-Croat và đại úy William Deakin, nguyên giáo sư lịch sử tại Oxford cùng 4 nhân viên quân sự. Đêm 27 rạng ngày 28 tháng 5, nhóm này đã đến được Sở chỉ huy của J. B. Tito. Từ ngày 29 tháng 5, người Anh bắt đầu thả dù tiếp tế vũ khí và đạn dược cho các đơn vị NOVJ. Nhóm nhân viên quân sự Anh cũng yêu cầu London cho máy bay ném bom tập kích các vị trí tập trung quân Đức và quân Ý. Đại úy William Deakin cũng báo tin xác nhận đến London rằng chắc chắn Chetniks đã hợp tác với người Đức và người Ý chống lại du kích Nam Tư. Trước đó, đại úy William Bailey tại Sở chỉ huy của Draza Mihailović đã báo tin cho London về việc Chetniks đã hợp tác với người Ý, việc quân Đức giải giới lực lượng Chetniks và Draza Mihailović phải chạy trốn sang Montenegro.
Mặc dù tỷ lệ thương vong là 1 du kích đổi lấy 4 lính Đức - Ý (hoặc Ustaše) nhưng tính về tỷ lệ thương vong trên quân số tham gia tổn thất của NOVJ là khá nặng với hơn 1.000 người chết, 4.000 thương binh làm quá tải Bệnh viện dã chiến trung ương NOVJ. Riêng Lữ đoàn Dalmatia 2 bị thiệt hại nặng, chỉ trong một ngày đã có 600 người chết. Trên chiến trường, liên quân Đức - Ý đang khép dần vòng vây quanh núi Zelengora. Ngày 9 tháng 6, Josip Broz Tito bị thương vào tay trái trong một trận pháo kích của quân Đức. Phát đạn lạc đó cũng giết chết đại úy Bill Stewart và Duro Vujović, sĩ quan cận vệ của J. B. Tito và làm bị thương một số du kích khác. Tình hình nghiêm trọng buộc Bộ chỉ huy tối cao NOVJ phải có một giải pháp quyết liệt để tránh khỏi bị đối phương bao vây, tiêu diệt. Ngày 10 tháng 6, Bộ chỉ huy tối cao NOVJ họp và quyết định phá vây. Hướng rút sang phía tây lên vùng núi Dinajia đã bị liên quân Đức - Ý bịt chặt trên tuyến sông Neretva. Ở các hướng Đông và Nam, liên quân Đức - Ý có sự trợ giúp của quân đội Bulgaria đang gia tăng sức ép lên 3 sư đoàn du kích đang chiến đấu tại vùng giáp ranh giữ Bosnia và Montenegro. Chiều ngày 11 tháng 6, Bộ chỉ huy tối cao NOVJ quyết định rút quân lên phía bắc, xuyên qua "cửa mở" hẹp tại Tjentište do Sư đoàn Dalmania 1 của Vaso Jovanović vừa đột phá trên con đường từ Foca đi Kalinovik.
Tối 11 tháng 6, các đơn vị NOVJ bắt đầu di chuyển. Ngày 12 tháng 6, trong khi Không quân Đức tiếp tục ném bom bắn phá căn cứ cũ của NOVJ thì các lữ đoàn Đông Bosnia 6 và Majevička 15 đã bắt đầu đột phá qua sông Sutjeska tại làng Rataj. Ngày 12 tháng 6, quân Đức tìm thấy những du kích bị thương phải nằm lại tại thung lũng sông Sutjeska và đã bắn chết tất cả bọn họ. Theo báo cáo của người Đức, sở dĩ quân Đức phải giết họ vì tất cả đang mắc bệnh sốt phát ban. Ngày 13 tháng 6, các sư đoàn Vô Sản 1 và 2 tiếp tục đột phá lên phía bắc. Sư đoàn Xung kích 3 trụ lại cản hậu tại làng Krekov bị thiệt hại nặng. Sư đoàn trưởng Sava Kovacevic tử trận tại Vrbnica, gần Foca khi mới 38 tuổi. Lữ đoàn còn lại của sư đoàn này chuyển thành Lữ đoàn độc lập và nhập vào đoàn quân chủ lực NOVJ đang mở đường máu rút lui. Ngày 14 tháng 6, các lực lượng còn lại của NOVJ và Bộ chỉ huy tối cao NOVJ đã đột phá vượt qua vòng vây của Sư đoàn lê dương 369 (Đức) và tập kết tại vùng núi Rogatica, phía đông Bosnia.
Cuộc tấn công thứ năm của liên quân Đức - Ý đã gây những thiệt hại đáng kể cho NOVJ. Trong số 5 sư đoàn và 2 lữ đoàn tham gia chiến dịch có đến 4 sư đoàn chỉ còn lại 1/2 quân số. Riêng Sư đoàn Xung kích 3 chỉ còn lại 1 lữ đoàn. Tổng số thương vong gồm 7.543 người, kể cả những người chết tại bệnh viện do vết thương và các thương binh bị quân Đức bắn chết tại thung lũng sông Sutjeska. Ngoài ra, trong ngày 7 tháng 6, tại thị trấn Dola gần Piva, Sư đoàn 118 (Đức) đã giết chết 520 thường dân Nam Tư, trong đó có 106 trẻ em. Liên quân Đức - Ý cũng chịu thiệt hại đáng kể với 5.300 thương vong; trong đó có 2.768 lính Đức, hơn 2.000 lính Ý và 411 lính Ustaše. Không có số liệu về thương vong của lính Bulgaria. Ngày 15 tháng 6, quân Đức chấm dứt chiến dịch Schwartz.

### Phong trào du kích lan rộng
Bất chấp các cuộc hành quân "trừng phạt" của quân đội Đức Quốc xã, Phát xít Ý và các lực lượng thân Đức, thân Ý ở Nam Tư, phong trào du kích chống phát xít vẫn phát triển tại nước này cả về quy mô và tổ chức. Nòng cốt của phong trào vẫn là Quân giải phóng nhân dân Nam Tư không những không bị tiêu diệt mà còn trưởng thành qua từng trận đánh, từng chiến dịch mặc dù họ cũng hứng chịu những tổn thất không nhỏ. Từ cuối năm 1942 đến cuối năm 1943, đã có 9 Quân đoàn du kích được thành lập gồm hơn 20 sư đoàn và nhiều lữ đoàn, tiểu đoàn độc lập với tổng quân số lên đến 239.000 người.
Ngày 9 tháng 11 năm 1942, Quân đoàn Bosnia 1, quân đoàn chủ lực đầu tiên của NOVJ được thành lập tại Bosnia gồm các sư đoàn Kraina 4, 5 và Lữ đoàn 6 Đông Bosnia do Kosta Nag làm tư lệnh, Osman Karabegović làm chính ủy. Từ ngày 11 tháng 5 năm 1943, đơn vị này được đổi tên thành Quân đoàn Bosnia 3.
Ngày 4 tháng 1 năm 1943, NOVJ thành lập Quân đoàn Croatia 4 từ Sư đoàn Vô Sản 6, Sư đoàn Banijska 7 và Sư đoàn Kordunaška 8 do Ivan Gošnjak làm tư lệnh, Većeslav Holjevac làm chính ủy. Tổng quân số ban đầu có 9.819 người. Quân đoàn đã tham gia các giai đoạn I và giai đoạn II của chiến dịch Weiss.

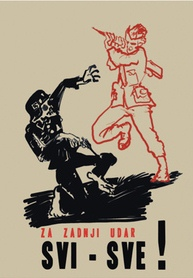
Áp phích của NOVJ tại Croatia kêu gọi người dân tham gia chiến đấu chống quân chiếm đóng Đức Quốc xã

Trong khi Chiến dịch Schwarz đã diễn biến phức tạp thì ngày 11 tháng 5 năm 1943, tại miền Đông Bosnia, NOVJ đã thành lập thêm Quân đoàn Bosnia 5 trên cơ sở Sư đoàn Kraina 4 của Quân đoàn Bosnia 3 và bổ sung vào biên chế các sư đoàn Kraina 10, 11 và Sư đoàn độc lập 10. Quân đoàn do Slavko Rodic chỉ huy, Velimir Stojnic làm chính ủy. Quân số ban đầu gồm 9.804 người.
Ngày 17 tháng 5 năm 1943, Sư đoàn độc lập 10 được tách ra để nâng cấp thành Quân đoàn Slavonia 6 với sự tham gia của Sư đoàn độc lập 12. Quân đoàn này do Petar Drapšin làm tư lệnh và Otmar Kreačić làm chính ủy. Quân số ban đầu gồm 5.200 người.
Ngày 5 tháng 10 năm 1943, Bộ chỉ huy tối cao NOVJ cũng lúc thành lập 2 quân đoàn dư kích mới. Quân đoàn Vô Sản 1 được hình thành từ Sư đoàn Vô Sản 1 và Sư đoàn Lička 6 do Koča Popovic làm tư lệnh, Mijalko Todorovic làm chính ủy. Quân số ban đầu khoảng 8.000 người. Quân đoàn Xung kích 2 được hình thành từ Sư đoàn Vô Sản 2, Sư đoàn Xung kích 3 và 8 đội du kích từ các lãnh thổ Montenegro, Boka, Herzegovina và Sandzak, do Peko Dapčević làm tư lệnh, Mitar Bakic làm chính ủy. Quân số ban đầu khoảng 8.500 người.
Ngày 7 tháng 12 năm 1943, Quân đoàn Dalmatia 8 được thành lập gồm các sư đoàn bộ binh 9, 19, 20, 26 và Lữ đoàn đổ bộ đường không. Quân số ban đầu 13.049 người do Vicki Krstulović làm tư lệnh, Ivan Kukoć làm chính ủy.
Ngày 22 tháng 12 năm 1943, Quân đoàn Slovenia 9 được thành lập trên cơ sở các sư đoàn bộ inh 30, 31, 32, các đội du kích Brisk-Beneš, Južnoprimorski, Gorenjski và Zapadnokoruš và tiểu đoàn du kích Ý "Triestino d'asalto". Quân số ban đầu 6.800 người. Quân đoàn do Lado Ambrožič chỉ huy và Dusan Kveder làm chính ủy.
Ngoài các quân đoàn chính quy, tại nhiều vùng lãnh thổ của Nam Tư, các đội du kích nhỏ lẻ đã được tập hợp lại thành các sư đoàn. Trong năm 1943, có thêm 8 sư đoàn du kích được NOVJ thành lập:
Ngày 13 tháng 4 năm 1943, 3 lữ đoàn du kích Slovenia 1, 2 và 3 đã tập hợp lại thành Sư đoàn Slovenia 14 do Mirko Bračič chỉ huy, Dobovičnik làm chính ủy. Quân số ban đầu khoảng 2.400 người. Cùng ngày, các lữ đoàn du kích Slovenia 4, 5, 6 cũng hợp lại thành Sư đoàn Slovenia 15 do Predrag Jeftić chỉ huy, Viktor Avbelj làm chính ủy. Quân số ban đầu khoảng 1.400 người.

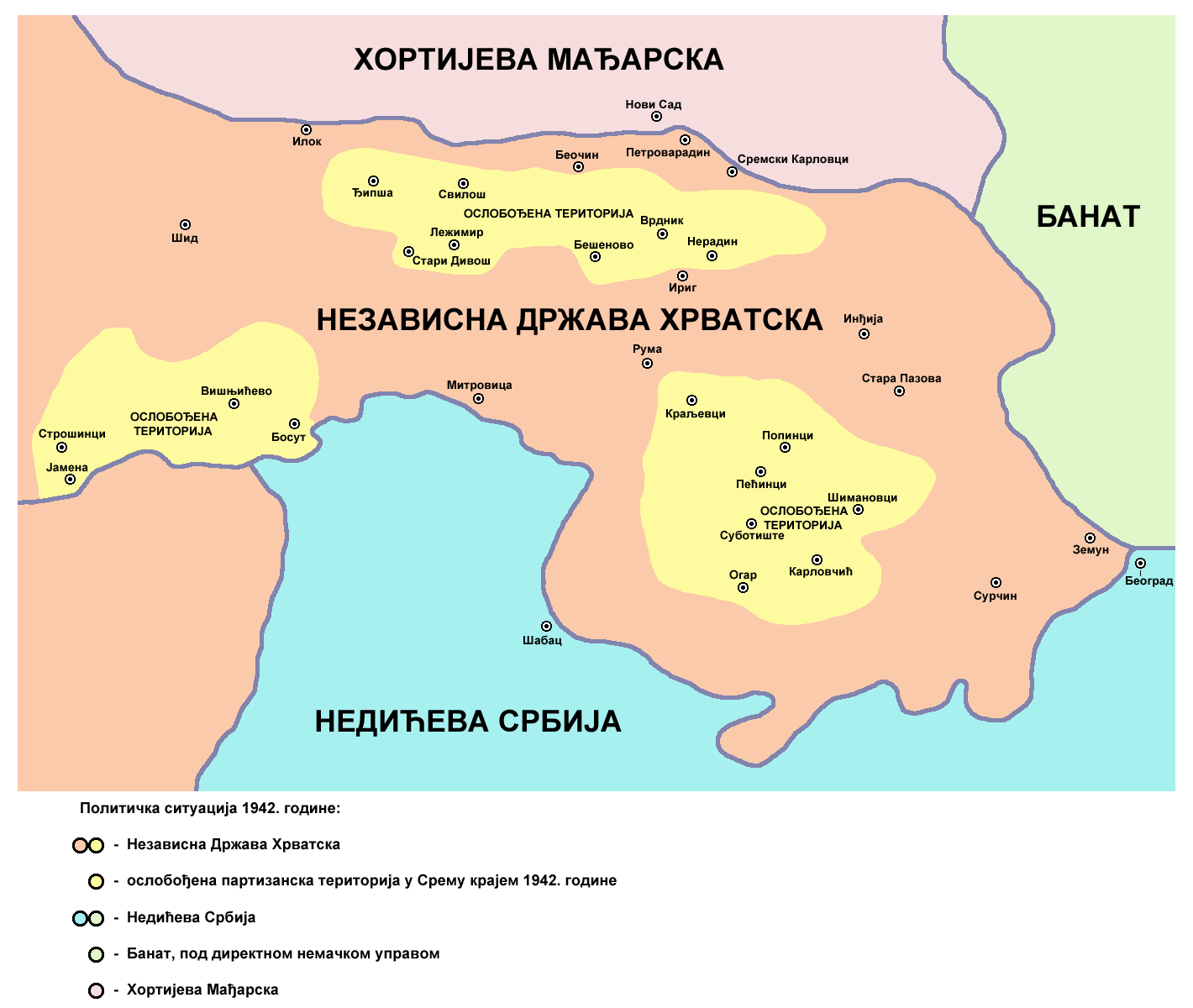
Các khu giải phóng của du kích của người Serb tại lãnh thổ phía đông Croatia cuối năm 1942, đầu năm 1943

Cuối tháng 4 năm 1943, tại thị trấn Brinje, các lữ đoàn du kích 6, 14 và các nhóm du kích lẻ tại khu vực Goransk đã tập hợp lại thành Sư đoàn Goransko 13 dưới sự chỉ huy của Veljko Kovacevic và Joseph Skočilić. Quân số ban đầu khoảng 5.600 người.
Ngày 2 tháng 7, tại Đông Bosnia, NOVJ đã thành lập Sư đoàn Vojvodina 16 trên cơ sở các lữ đoàn du kích Vojvodina 1, 2 và 3 do Danilo Lekic làm tư lệnh kiêm chính ủy. Quân số ban đầu 1.550 người. Cùng ngày, Sư đoàn du kích Đông Bosnia 17 cũng được thành lập từ Lữ đoàn Vô sản 6, Lữ đoàn Majevička 15 và Đội du kích độc lập Majevička, do Gligo Mandic chỉ huy, Branko Petricevic làm chính ủy, quân số ban đầu khoảng 3.000 người.
Ngày 14 tháng 9 năm 1943, trên cơ sở các lữ đoàn du kích Slovenia 8, 9 và 10, Bộ chỉ huy tối cao NOVJ thành lập Sư đoàn Slovenia 18 do Rado Pekhaček chỉ huy, Janez Khribar Tone làm chính ủy, quân số ban đầu 3.350 người.
Ngày 8 tháng 10 năm 1943, tại làng Biovičino, Sư đoàn du kích Dalmatia 18 ra đời trên cơ sở các lữ đoàn du kích Dalmatia 5, 6 và 7; do Milan Kuprešanin làm tư lệnh, Petar Babic làm chính ủy, quân số ban đầu 3559 người.
Ngày 10 tháng 12 năm 1943, tại làng Vrdovo trên núi Dinara, Sư đoàn du kích Dalmatia 20 được thành lập gồm các lữ đoàn du kích Dalmatia 8, 9 và 10 gồm 3.110 người, do Velimir Knezevic chỉ huy, Zivko Zivkovic làm chính ủy.
Ngoài các lực lượng trên bộ, NOVJ bắt đầu xây dựng Hải quân du kích và Không quân du kích. Ngày 19 tháng 9 năm 1942, tại Dalmatia, những đơn vị lính thủy đầu tiên của NOVJ ra đời. Ban đầu, họ sử dụng các tàu đánh cá có vũ trang. Sau khi phát xít Ý bị thua trận ở miền Nam bán đảo Apenin, NOVJ thu giữ nhiều tàu tuần duyên của Hải quân phát xít Ý để tự vũ trang cho mình.

### Ý rút khỏi chiến tranh
Đêm 9 tháng 7 năm 1943, quân đồng minh Anh - Mỹ triển khai kế hoạch "Husky" đổ bộ lên đảo Sicilia, bắt đầu Chiến dịch nước Ý. Ngày 25 tháng 7, tại Roma, vua Ý Victor Emmanuel III ra chiếu chỉ phế truất Benito Mussolini khỏi chức vụ thủ tướng và giam giữ ông này tại khách sạn "Albergo-Rifudzhio" trong dãy núi Apennine. Thống chế Pietro Badoglio được gọi ra lập chính phủ mới. Ngày 3 tháng 9, chính phủ Badoglio đã ký kết hiệp ước đình chiến với quân đồng minh tại Lisbon, được coi như một hiệp ước đầu hàng không điều kiện. Nước Ý rút ra khỏi cuộc chiến tranh. Mặc dù ngày 12 tháng 9 năm 1943, các đơn vị biệt kích Đức của tướng SS Otto Skorzeny đã giải thoát cho Mussolini, đưa về Milan và lập ra Chính phủ Cộng hòa xã hội Ý ở phía bắc tuyến Gothic nhưng Mussolini đã không còn quân đội trong tay. Ngoài nước Đức Quốc xã, chính phủ của ông ta không được một nước nào công nhận, còn Cụm tập đoàn quân C của quân đội Đức Quốc xã do thống chế Albert Kesselring chỉ huy thì chiếm đóng miền Bắc Ý và tiếp tục chống lại quân đội đồng minh Anh - Mỹ.
Tình hình ở Nam Tư cũng có những thay đổi nhanh chóng. Tháng 8 năm 1943, Quân đội Đức Quốc xã tiến hành giải giới các lực lượng Ý theo chính phủ của Pietro Badoglio, kể cả hải quân Ý còn đang kẹt lại tại các cảng của Nam Tư ven biển Adriatic và trục xuất quân đội này khỏi lãnh thổ Nam Tư. Ngày 12 tháng 8, Tổng hành dinh quân đội Đức Quốc xã thành lập Cụm tập đoàn quân F do thống chế Maximilian von Weichs chỉ huy gồm nòng cốt là Tập đoàn quân xe tăng 2 và các đơn vị Đức đang chiếm đóng Nam Tư, Hungary. Cụm tập đoàn quân E do tướng Alexander Lohr chỉ huy đang chiếm đóng Hy Lạp, Tập đoàn quân 2 Bulgaria đang chiếm đóng Macedonia và Tập đoàn quân Serbia (gồm quân Ustaše và quân Chính phủ bù nhìn Serbia) cũng được đặt thuộc quyền Maximilian von Weichs.
Trong khi Cụm tập đoàn quân Nam (Đức) đang phải tập trung đối phó tại mặt trận Ukraina thì lợi dụng tình hình lộn xộn này, NOVJ đã nhanh tay tiến quân tước vũ khí của quân Ý, chiếm lại các vùng do quân phát xít Ý chiếm đóng trước đó ở miền Tây Croatia, Tây Bosnia, vùng biên giới tiếp giáp với Albania và các vùng ven biển Adriatic, bao gồm cả Montenegro. Vùng giải phóng do NOVJ kiểm soát đã rộng ra chiếm một nửa lãnh thổ Nam Tư. Quân Đức, quân Hungary, Bulgaria và các lực lượng Nam Tư thân Đức chỉ còn chiếm giữ được lãnh thổ phía đông nam Tư và xứ Macedonia. Đến cuối năm 1943, NOVJ đã có sư đoàn xe tăng chính quy đầu tiên trên cơ sở 56 xe tăng Ý vừa chiếm được. Ngày 18 tháng 11 năm 1943, Hải quân du kích Nam Tư chính thức được thành lập gồm các tàu tuần duyên chiếm được của hải quân Ý và các tàu đánh cá được vũ trang bằng súng cối và súng máy hạng nặng. Ngày 2 tháng 10 năm 1943, một căn cứ của NOVJ được mở tại Bari (Ý) đang do quân Anh, Mỹ và Liên Xô cùng sử dụng để tiếp nhận và vận chuyển hàng viện trợ của các nước đồng minh cho NOVJ bằng đường biển và đường không. Ngày 14 tháng 10, căn cứ không quân lớn đầu tiên của NOVJ cũng được thiết lập tại Livno.
Lo ngại trước sự phát triển của NOVJ, Adolf Hitler ra lệnh cho thống chế Maximilian von Weichs dùng mọi biện pháp có thể để ổn định tình hình ở phía tây Balkan và Hy Lạp. Từ tháng 10 năm 1943, Cụm tập đoàn quân F (Đức) đã huy động 5 sư đoàn bộ binh Đức, Bulgaria, Hungary, quân Utashi phối hợp với Hải đoàn Adriatic (Đức) tiến hành "Chiến dịch Tháng Mười" (thường được gọi là cuộc tấn công thứ sáu của quân đội Đức Quốc xã) nhằm tái chiếm bờ biển miền tây nam Tư, đặc biệt là các bến cảng và tiêu diệt hải quân của NOVJ. Từ ngày 1 đến ngày 9 tháng 10, quân Đức đã chiếm lại các cảng Littoral ở Slovenia, Istria, Gorski và Split ở Croatia. Ngày 15 tháng 10, quân Đức tiếp tục đánh chiếm đảo Sibenik và bán đảo Peljesac. Hải quân NOVJ phải di chuyển đến các đảo Hvar và Brac, kéo theo các lữ đoàn Dalmatia 1, 9 và 11 cùng 4 đội du kích và hàng nghìn dân tị nạn, tổng cộng lên đến 15.000 người. Từ tháng 11 đến đầu tháng 12 năm 1943, quân Đức tiếp tục chiếm các đảo Drevnik lớn, Drevnik nhỏ và đảo Korcula, đổ bộ càn quét các đảo Curicta (Krk), Cres và Lošinj ở ven biển phía tây Slovenia. Hải quân NOVJ một lần nữa phải rời căn cứ đến đảo Vis. Từ ngày 20 đến ngày 26 tháng 12, Hải quân NOVJ, các lữ đoàn du kích Dalmatia được sự hỗ trợ của Hải quân Anh đã tiến hành bốn chiến dịch lớn tại vòng cung đảo Dugi - Kornaty - Zhirji - Vis - Lastovo, đánh lui Hải đoàn Adriatic (Đức), bảo vệ thành công căn cứ chính tại đảo Vis, biến nó thành một nơi vừa là pháo đài, vừa là hải cảng liên lạc với căn cứ Bari và các căn cứ hải quân khác của đồng minh ở phía đông Địa Trung Hải.
Sự phát triển của phong trào du kích ở Nam Tư đã tạo ra ảnh hưởng rất có lợi cho địa vị của Nam Tư trên trường quốc tế. Tại Hội nghị Tam cường họp từ ngày 28 tháng 11 đến ngày 1 tháng 12 tại Tehran (Iran), các nước đồng minh Anh Hoa Kỳ và Liên Xô đã thừa nhận lực lượng NOVJ là đồng minh chống phát xít và các nước đồng minh có nhiệm vụ giúp đỡ các lực lượng này, cung cấp cho họ vũ khí, đạn dược, lương thực, quân dụng và giúp đỡ họ về tác chiến trong các chiến dịch chống quân chiếm đóng Đức Quốc xã. Theo thỏa thuận tại Tehran 1943 và được sự chấp thuận của Tổng tư lệnh Josip Broz Tito, ngày 23 tháng 2 năm 1944, phái đoàn cố vấn quân sự Liên Xô do trung tướng Nikolai Vasilyevich Korneev đã bay đến Livno và quân đội Liên Xô bắt đầu phối hợp tác chiến trực tiếp với Quân giải phóng nhân dân Nam Tư trên chiến trường.

### Hội nghị toàn quốc AVNOJ lần thứ hai

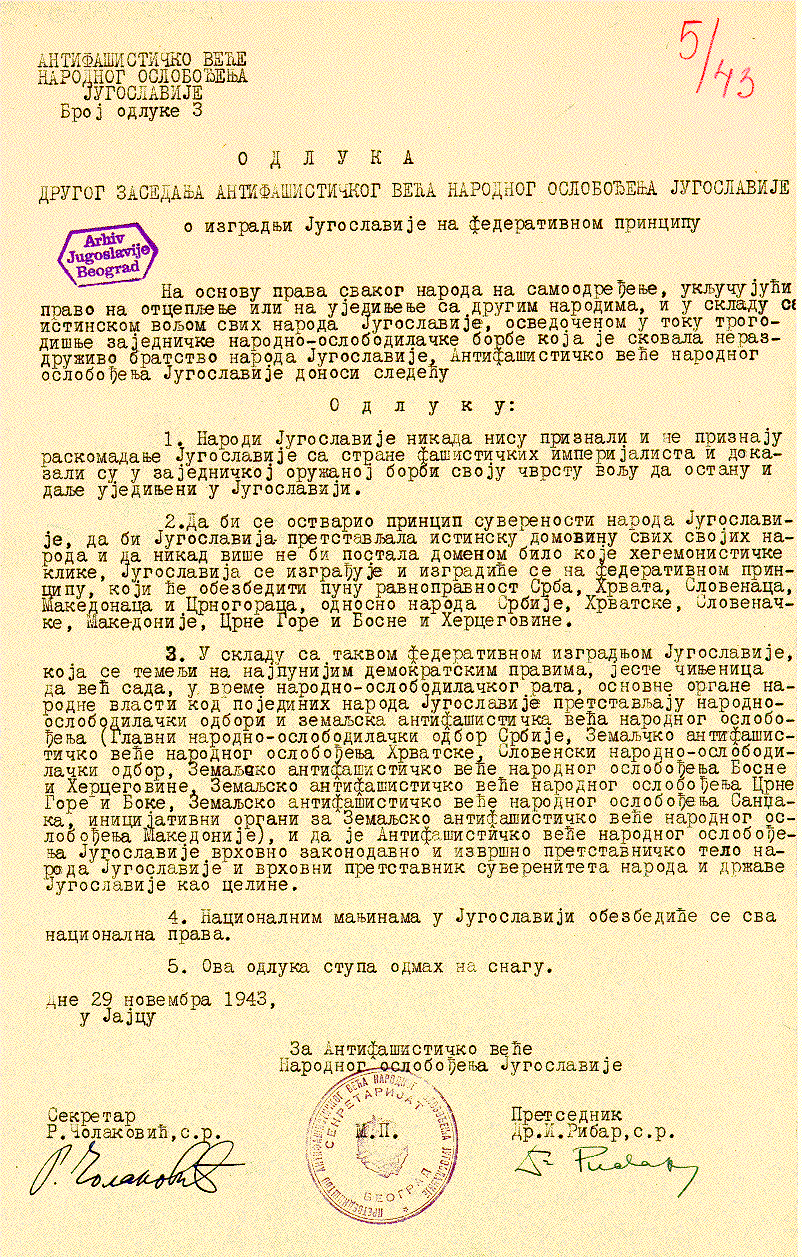
Tuyên bố của Hội nghị toàn quốc AVNOJ lần thứ hai, 29 tháng 11 năm 1943

Hai ngày trước khi khai mạc hội nghị, một bi kịch đã xảy ra với những người yêu nước Nam Tư. Luật sư Ivo Lola Ribar, con trai của Chủ tịch AVNOJ, tiến sĩ Ivan Ribar, nhà lãnh đạo Đoàn Thanh niên Cộng sản Nam Tư, thành viên của Bộ chỉ huy tối cao Quân giải phóng nhân dân Nam Tư đã bị sát hại. Được bổ nhiệm là Trưởng phái bộ quân sự Nam Tư tại Sở chỉ huy quân đồng minh tại mặt trận Bắc Phi và Địa Trung Hải, ngày 27 tháng 11, Ivo Lola Ribar lên máy bay tại sân bay Glamoč để đi Cairo. Vào lúc máy bay còn đang trên đường lăn, các máy bay cường kích Đức bất ngờ kéo đến oanh tạc sân bay Glamoč. Một quả bom đã rơi trúng máy bay của Ivo Lola Ribar, phá hủy máy bay và giết chết Ivo Lola Ribar cùng phi hành đoàn. Trước đó gần hai tháng, ngày 3 tháng 10, người con trai thứ hai của Ivan Ribar là Jurica Ribar cũng đã bỏ mạng trong một trận chiến đấu chống lại quân Chetniks ở Kolasin. Vì đang bận chỉ huy quân đội tại Livno, Nguyên soái Josip Broz Tito đã gửi điện chia buồn đến Ivan Ribar.
Ngày 29 tháng 11 năm 1943, Hiệp hội giải phóng dân tộc Nam Tư chống phát xít (AVNOJ) tiến hành hội nghị lần thứ hai tại Jajce, miền trung Bosnia. Khác với hội nghị lần đầu, hội nghị lần thứ hai có sự tham gia đầy đủ của 142 đại biểu đến từ các vùng lãnh thổ của Nam Tư, thuộc các đảng phái yêu nước khác nhau gồm Đảng Cộng sản Nam Tư, Đảng Nông dân Croatia, Đảng Nông dân Serbia, Cộng đồng Hồi giáo Nam Tư, Đảng Công giáo xã hội Nam Tư, Đảng Cấp tiến, Đảng Dân chủ độc lập, 2 đại biểu của Ủy ban Croatia 1915 tại London và các đại biểu của Quân giải phóng nhân dân Nam Tư. Các đại biểu từ Montenegro đã phải phải đi bộ vượt qua hơn 300 dặm đường với vũ khí trong tay để đến dự hội nghị đúng thời điểm khai mạc. Hội nghị được bảo vệ nghiêm ngặt bởi các sĩ quan và binh sĩ lực lượng cảnh vệ thuộc Tổng hành dinh NOVJ đề phòng biệt kích Đức đặt bom phá hoại. Các khẩu đội pháo cao xạ và nhiều súng máy phòng không được triển khai xung quanh Jajce đề phòng không quân Đức tập kích.
19 giờ ngày 29 tháng 11, Ivan Ribar khai mạc hội nghị và đọc báo cáo của Hiệp hội. 21 giờ, nguyên soái Josip Broz Tito trình bày bài phát biểu của ông. Bài diễn văn có đoạn viết:
| “                                                                                  | Sự sáng lập Hiệp hội giải phóng dân tộc Nam Tư chống phát xít là một trong những thành tựu vĩ đại nhất của chúng ta vào thời điểm cuộc đấu tranh giải phóng dân tộc đang lên đến cao trào. Hiệp hội giống như một cơ quan lập pháp mà dựa trên nền tảng đó nhằm xây dựng một hệ thống pháp luật mới và công bằng tại Nam Tư, đặt cơ sở của một nền pháp chế dân chủ chân chính và bình đẳng... Cuộc đấu tranh của nhân dân và các lực lượng du kích với những thành công tuyệt vời mà họ đã đạt được trên chiến trường đã làm cho toàn thế giới tiến bộ biết đến và cảm thông với chúng ta, ủng hộ chúng ta; đã tạo ra tất cả các điều kiện để hướng tới một Liên bang Dân Chủ Nam Tư của những con người luôn hướng tới nguyện vọng tự do dân chủ đích thực | ” |
| — Josip Broz Tito. Trích diễn văn đọc tại Hội nghị toàn quốc AVNOJ ngày 29/11/1943 | |   |

Nửa đên 29 rạng ngày 30 tháng 11, Hội nghị toàn quốc lần thứ hai của AVNOJ ra nghị quyết với 4 nội dung chính gồm có:
1- Hiệp hội giải phóng dân tộc Nam Tư chống phát xít sẽ bầu ra các đại biểu vào các cơ quan lập pháp và hành pháp của Nam Tư như Hội đồng nhân dân tối cao, Ủy ban Giải phóng dân tộc Nam Tư ở trung ương (Ủy ban quốc gia) có vai trò như một chíh phủ, thông qua Ủy ban Giải phóng dân tộc ở các lãnh thổ thành viên, các tỉnh, các huyện để điều hành bộ máy hành chính.
2- Khởi tạo một Liên bang dân chủ Nam Tư dựa trên quyền dân tộc tự quyết. Dự kiến sáu thành viên bình đẳng của liên bang gồm có: Serbia, Croatia, Slovenia, Macedonia, Montenegro và Bosnia Herzegovina
3-Hủy bỏ tất cả các phán quyết, các hiệp ước, các quyết định và các văn bản pháp lý của Chính phủ Nam Tư lưu vong
4-Cấm vua Peter II Karadjordjevic trở về nước cho đến khi có kết quả của cuộc trưng cầu dân ý quyết định mô hình chính thể tương lai của đất nước(chế độ quân chủ hoặc chế độ cộng hòa).
5-Quyền của các dân tộc thiểu số tại Nam Tư được bảo đảm trên toàn quốc.

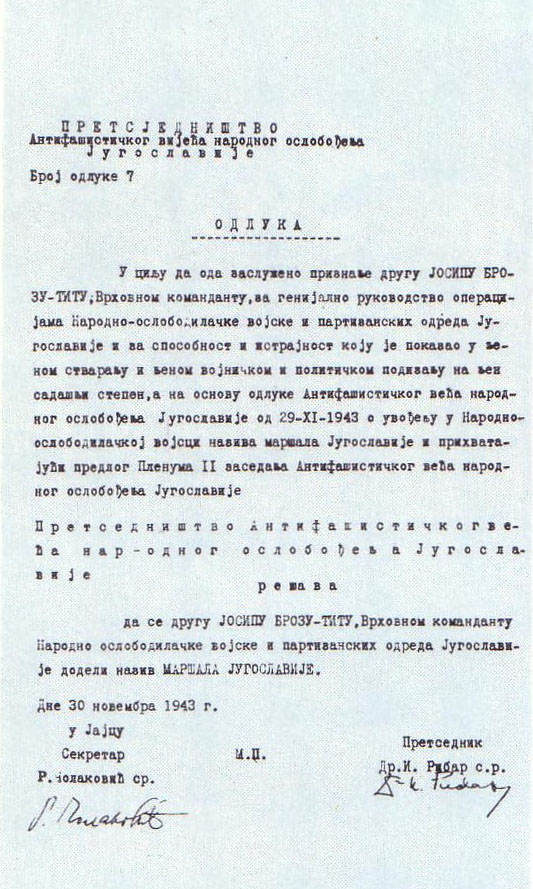
Quyết định ngày 30 tháng 11 năm 1943 của các đại biểu dự Hội nghị toàn quốc AVNOJ lần thứ 2 suy tôn Josip Broz Tito là Nguyên soái của Nam Tư

Sau khi suy tôn Josip Broz Tito là Nguyên soái của Nam Tư, AVNOJ đã bầu Ủy ban Giải phóng dân tộc trung ương Nam Tư (NKOJ) gồm Chủ tịch, 3 Phó chủ tịch và 12 thành viên:
- Chủ tịch kiêm Ủy viên phụ trách quốc phòng: Nguyên soái Josip Broz Tito
- Phó chủ tịch thứ nhất: Edvard Kardelj
- Phó chủ tịch thứ hai: Vladislav Ribnikar
- Phó chủ tịch thứ ba: Bozidar Magovac
- Ủy viên phụ trách Ngoại giao: Tiến sĩ Joseph Smodlaka
- Ủy viên phụ trách Nội vụ: Vlada Zecevic
- Ủy viên phụ trách Giáo dục: Edvard Kocbek
- Ủy viên phụ trách Kinh tế quốc dân: Tiến sĩ Ivan Milutinovic
- Ủy viên phụ trách Tài chính: Dusan Sernec
- Ủy viên phụ trách Giao thông vận tải: Sreten Žujović
- Ủy viên phụ trách Y tế cộng đồng: Tiến sĩ Milivoj Jambrišak
- Ủy viên phụ trách các vấn đề Xã hội: Tiến sĩ Anton Kržišnik
- Ủy viên phụ trách Tư pháp: Frane Frol
- Ủy viên phụ trách Lương thực, thực phẩm: Mile Peruničić
- Ủy viên phụ trách Xây dựng: Tiến sĩ Rade Pribicevic
- Ủy viên phụ trách Tài nguyên rừng và khoáng sản: Tiến sĩ Sulaiman Filipović

Tiếp theo, ANVOJ đã bầu lại đoàn chủ tịch ANVOJ gồm có:
- Chủ tịch: Tiến sĩ Ivan Ribar
- Các phó chủ tịch: Antun Augustinčić, Dimitar Vlahov, Marko Vujačić, Moša Pijade và Josip Rus
- Các bí thư: Rodoljub Čolaković và Radonja Golubović
- Các thành viên: Jakob Rade Avšič, Metodije Andonov Čento, Mihailo Apostolski, Spasenija Cana Babović, Tiến sĩ Vladimir Bakarić, France Bevk, Milan Belovuković, Josip Broz Tito, Tiến sĩ Vaso Butozan, Josip Vidmar, Sreten Vukosavljević, Ante Vrkljan, Tiến sĩ Pavle Gregorić, Maca Gržetić, Nikola Grulović, Milovan Đilas, Sreten Žujović, Vlada Zečević, Josip Jeras, Osman Karabegović, Jevstatije Karamantijević, Edvard Kardelj, Tiến sĩ Vojislav Kecmanović, Boris Kidrič, Ivan Stevo Krajačić, Vicko Krstulović, Pavao Krce, Husnija Kurt, Filip Lakuš, Voja Leković, Tiến sĩ Ljubo Leontić, Franc Leskošek, Božidar Magovac, Tiến sĩ Ante Mandić, Moma Marković, Tiến sĩ Metod Mikuž, Tiến sĩ Niko Miljanić, Vladimir Nazor, Tiến sĩ Blagoje Nešković, Stanko Opačić Ćanica, Nikola Petrović, Vlado Pop-Tomov, Koča Popović, Aleksandar Preka, Tiến sĩ Rade Pribićević, Duro Pucar Stari, Aleksandar Ranković, Vladislav Ribnikar, Tiến sĩ Josip Smodlaka, Tiến sĩ Zlatan Sremec, Petar Stambolić, Luka Stević, Mehmed Sudžuk, Tone Fajfar, Frane Frol và Andrija Hebrang.

Lúc đầu, quyết định AVNOJ vấp phải sự phản đối của Thủ tướng Anh Winston Churchill. Chính phủ Anh coi quyết định của AVNOJ là độc đoán, cản trở sự quay lại của nhà vua Nam Tư có liên quan đến Anh. Đối với Liên Xô, Nam Tư cũng từ chối thông báo cho Liên Xô biết về cuộc họp sắp tới và về những gì người Nam Tư dự kiến. Tuy nhiên, một bức điện thông báo đã được gửi đi Moskva ngay lập tức sau khi khi phiên họp cuối cùng của AVNOJ kết thúc, đặt I. V. Stalin trước một việc đã rồi. Hành động độc lập của những người Nam Tư yêu nước đã buộc các nước lớn là đồng minh chống phát xít đều phải cố gắng tranh thủ họ. Tháng 12 năm 1943, người Anh chấm dứt hẳn việc cung cấp vũ khí cho quân Chetniks và bắt đầu rót vũ khí cho NOVJ. Người Mỹ thì chỉ giữ mối quan hệ hạn chế với người của Draza Mihajlovic để những người này hỗ trợ cho các phi công Mỹ nếu họ bị không quân Đức bắn rơi ở Nam Tư. Tháng 2 năm 1943, I. V. Stalin cử phái bộ quân sự của Liên Xô đến làm việc tại Sở chỉ huy NOVJ.

## Năm 1944
Năm 1944 bắt đầu bằng việc các nước Đồng Minh Anh, Mỹ và Liên Xô mở một cuộc "chạy đua tiếp tế" cho quân đội NOVJ. Quân giải phóng nhân dân Nam Tư không còn là các đội du kích nhỏ lẻ không mấy ai để ý như hai năm về trước. Đến mùa xuân năm 1944, NOVJ đã có một lực lượng hùng hậu gồm hơn 400.000 quân bao gồm đủ các binh chủng bộ binh, pháo binh, tăng thiết giáp. Không quân và hải quân đang từng bước được xây dựng và mở rộng. Quân đội NOVJ được biên chế khoảng trên 50 sư đoàn, trong đó có 20 sư đoàn nằm trong biên chế của 8 quân đoàn chủ lực. Đến mùa thu năm 1944, NOVJ đã phát triển đến 15 quân đoàn chủ lực, 16 lữ đoàn độc lập và 2 cụm tác chiến.
Từ cuối năm 1943, bằng đường biển và đường không, các nước đồng minh Anh, Mỹ đã chuyển đến cho Quân giải phóng nhân dân Nam Tư gần 1.000 tấn hàng hóa. Đến đầu năm 1944, vũ khí và phương tiện của Liên Xô vẫn còn chiếm vai trò thứ yếu trong Quân giải phóng nhân dân Nam Tư do việc vận chuyển phải đi xuyên qua những vùng đất đai rộng lớn vẫn còn do quân đội Đức Quốc xã kiểm soát ở Đông Âu. Tuy nhiên, đến mùa xuân và đầu mùa hè năm 1944, quân đội Liên Xô đã có được những điều kiện thuận lợi hơn để cung cấp vũ khí cho đồng minh NOVJ. Ngày 23 tháng 2 năm 1944, phái bộ quân sự Liên Xô do trung tướng Nikolai Vasilyevich Korneev dẫn đầu cùng hơn 30 chuyên gia quân sự Liên Xô đã bay đến Sở chỉ huy của NOVJ để giúp đỡ các đồng minh Nam Tư phát triển quân đội của mình. Sau hội nghị Tehran cuối năm 1943, các nước đồng minh Anh, Mỹ và Liên Xô cũng thỏa thuận cùng dùng chung căn cứ không quân ở Bari (Ý) trên bờ biển Adriatic để tiếp tế cho Quân giải phóng nhân dân Nam Tư. Chỉ trong 4 tháng từ ngày 7 tháng 5 đến 7 tháng 9 năm 1944, Không quân vận tải Liên Xô đã chở đến Nam Tư 920 tấn hàng hóa gồm vũ khí, đạn dược, đồng phục, giày dép, thực phẩm, phương tiện vật tư thông tin liên lạc và y tế.
Tháng 2 năm 1944, 7 sư đoàn Quân giải phóng nhân dân Nam Tư từ miền Nam Bosnia phối hợp với 5 sư đoàn đang hoạt động ở Serbia đã giải phóng toàn bộ miền Nam Bosnia và tiến sát Sarajevo, biến đô thị này trở thành một thành phố mặt trận. Tháng 4 và tháng 5 năm 1944, các Quân đoàn vô sản 1 và 2 đã tiến hành chiến dịch Nam Serbia, quét sạch quân Đức và quân Chính phủ cứu nguy dân tộc Serbia khỏi các thành phố và thị trấn Cazin, Lomnica, Brac, Solta, Podgorach, Bosilevo. Đến tháng 9 năm 1944, sau khi Romania và Bulgaria được giải phóng. Quân đội Liên Xô đã thiết lập được liên lạc trực tiếp trên bộ với Quân Giải phóng nhân dân Nam Tư và cùng với quân đội của Mặt trận Tổ Quốc Bulgaria phối hợp tác chiến với NOVJ trong các chiến dịch giải phóng các vùng lãnh thổ của Nam Tư còn bị quân Đức và các lực lượng thân Đức chiếm đóng. Hơn 3.000 tấn hàng hóa, chủ yếu là vũ khí và đạn dược đã được Phương diện quân Ukraina 3 chuyển giao cho Quân Giải phóng nhân dân Nam Tư.

### Chiến dịch bắt cóc Tito thất bại

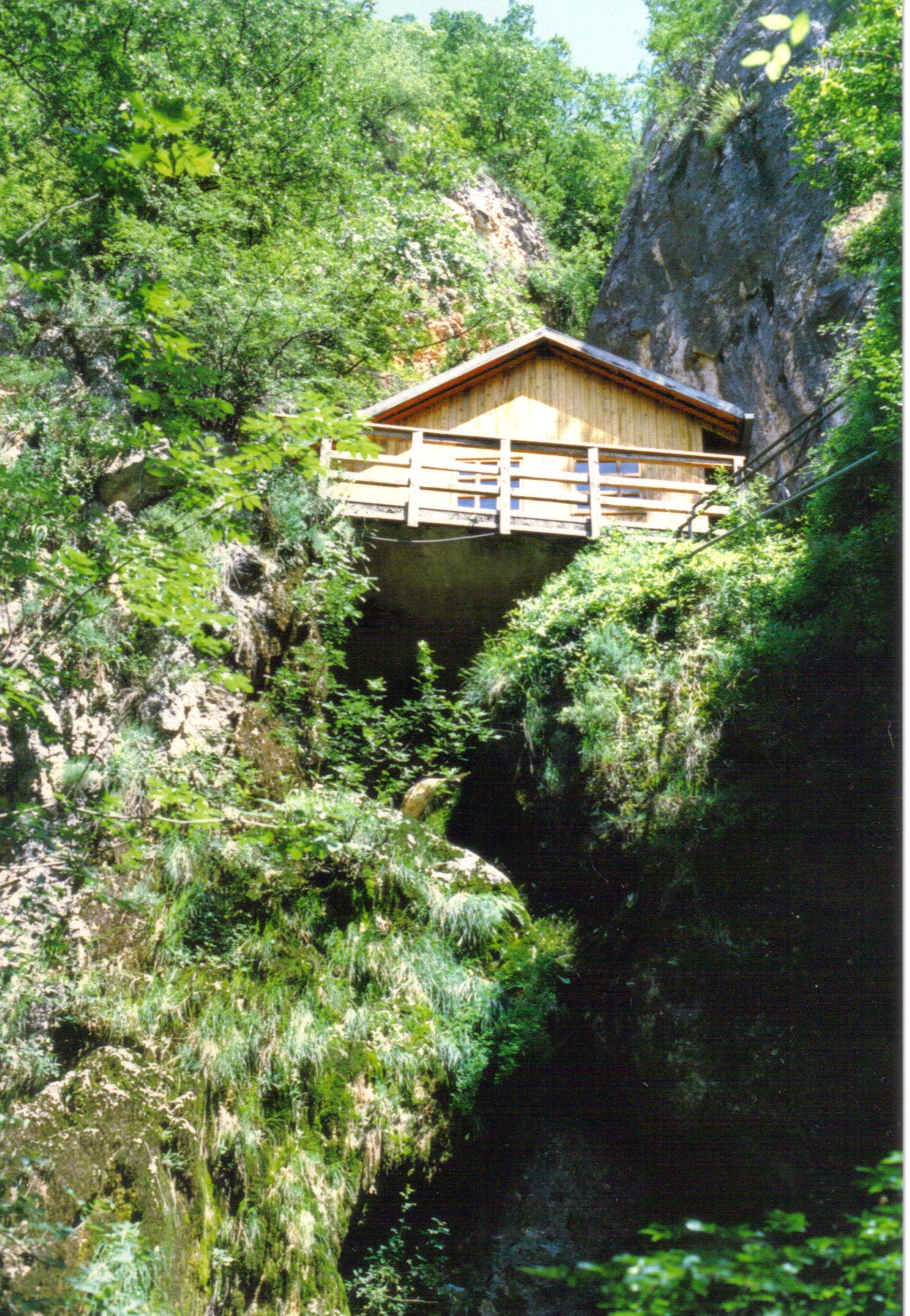
Nơi làm việc của Jisip Broz Tito tại Drvar (di tích được phục dựng sau chiến tranh)

Không thể tiêu diệt được Quân giải phóng nhân dân Nam Tư bằng các chiến dịch càn quét, nước Đức Quốc xã đã dùng đến ngón đòn cuối cùng để thủ tiêu cơ quan đầu não của phòng trào du kích giải phóng dân tộc ở Nam Tư. Dựa trên cơ sở sự thành công của chiến dịch giải cứu Benito Mussolini, trùm phát xít Ý khỏi nơi giam giữ của Chính phủ Pietro Badoglio, cơ quan an ninh Đức Quốc xã do Heinrich Himmler chỉ huy quyết định mở chiến dịch bắt cóc Josip Broz Tito và ban lãnh đạo AVNOJ, Bộ chỉ huy tối cao NOVJ. Ngày 21 tháng 5 năm 1943, Adolf Hitler phê duyệt kế hoạch hành động và đặt cho nó cái tên mã là "Chiến dịch Hiệp sĩ" (Operation Rösselsprung). Lịch sử của Nam Tư gọi đây là cuộc tấn công thứ bảy của quân Đức.
Quân đội Đức Quốc xã huy động nhiều đơn vị đặc biệt tinh nhuệ tham gia chiến dịch này với tổng quân số trên 20.000 người:
- Quân đội Đức Quốc xã do tướng Lothar Rendulic chỉ huy, huy động gồm Trung đoàn bộ binh Croatia và Tiểu đoàn xe tăng Tiger-I của Sư đoàn bộ binh 373; Tiểu đoàn trinh sát bọc thép của Sư đoàn bộ binh 369; Trung đoàn 1 của Sư đoàn biệt kích "Brandenburg"; Trung đoàn cơ giới 92; Tiểu đoàn trinh sát sơn chiến 54, Tiểu đoàn 2 pháo tự hành thuộc Sư đoàn "Brandenburg".
- Lực lượng SS do tướng SS Otto Skorzeny chỉ huy, huy động Tiểu đoàn biệt kích dù 500 SS; các trung đoàn 12, 13 của Sư đoàn 7 SS "Prinz Eugen" và tiểu đoàn trinh sát của sư đoàn này.
- Lực lượng Ustaše huy động Trung đoàn biên phòng 1 và Lữ đoàn dân quân 2
- Lực lượng Chetniks huy động các lữ đoàn Bosnia 1 và 2, các lữ đoàn Dinara 501 và 502.
- Cụm không quân Balkan (Đức) huy động khoảng 100 máy bay, trong đó có 40 máy bay vận tải Ju-52 và hơn 30 tàu lượn DFS 230.

Quân Đức chia làm hai cánh. Cánh quân đường không gồm các đơn vị biệt kích SS bí mật đổ bộ bằng dù và tàu lượn với mục tiêu bất ngờ tập kích Tổng hành dinh NOVJ, bắt giữ Josip Broz Tito cùng Bộ Tổng tham mưu NOVJ và trụ lại chờ quân bộ tấn công đến. Mỗi lính biệt kích Đức đều có ảnh của J. B. Tito. Riêng đối với các sĩ quan và binh sĩ Liên Xô thuộc phái bộ quân sự Liên Xô bên cạnh NOVJ, tướng Otto Skorzeny tuyên bố phái đoàn này có mặt ở Nam Tư là ngoài vòng pháp luật, ông ta cho phép lính biệt kích Đức giết họ ngay khi bắt được mà không cần xét hỏi.
Đối phó lại với đòn đột kích của quân Đức và các lực lượng Nam Tư thân Đức, Quân giải phóng nhân dân Nam Tư tại khu vực Drvar ban đầu chỉ có Sư đoàn Vô Sản 6, Tiểu đoàn cảnh vệ của Tổng hành dinh NOVJ và Học viên trường sĩ quan NOVJ với quân số khoảng 5.000 người và họ ở vào thế bị động ngay từ giờ phút đầu của chiến dịch. Trong quá trình chiến dịch, có sự tham gia giải cứu của Quân đoàn Vô sản 1 và Không quân Liên Xô tại căn cứ Bari.

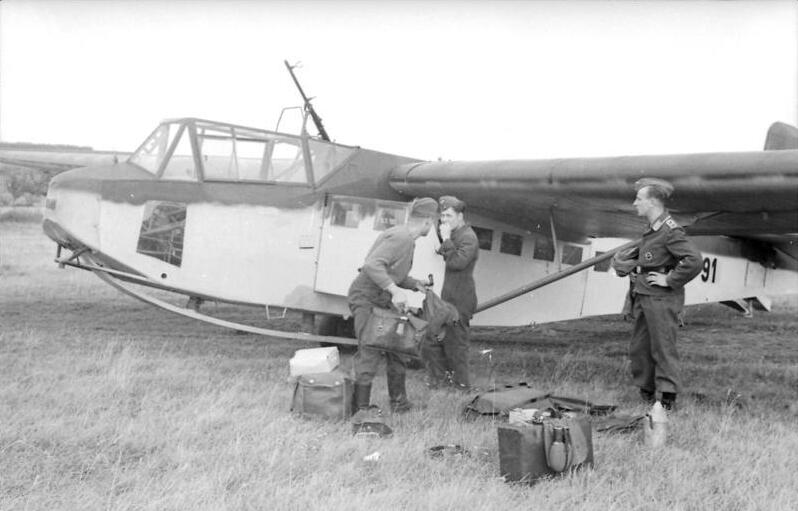
Kiểu tàu lượn DFS 230 được quân Đức sử dụng trong chiến dịch bắt cóc hụt Nguyên soái J. B. Tito

Ngày "X" mà Adolf Hitler chọn để khởi sự chiến dịch bắt cóc J. B. Tito là ngày 25 tháng 5; ngày mà J. B. Tito chọn làm ngày sinh nhật của mình kể từ khi ông tham gia quân đội Áo - Hung. Thực ra, J. B. Tito sinh ngày 7 tháng 5 năm 1892, nhưng ông đã chọn ngày 25 tháng 5 và sau này, ngày đó trở thành Ngày Thanh niên Nam Tư. 6 giờ sáng 25 tháng 5, các máy bay Ju-87 (Đức) bắt đầu ném bom và bắn phá khu vực Drvar. Các máy bay Ju-52 vừa thả dù vừa kéo theo các tàu lượn và quân Đức điều khiển chúng hạ cánh xuống các trảng trống trên núi. Đợt đổ bộ đầu tiên của quân Đức gồm 314 lính biệt kích dù của Tiểu đoàn 500 SS và 340 lính của Trung đoàn biệt kích "Brandengurg" dùng tàu lượn. Cuộc đổ bộ của quân Đức diễn ra không suôn sẻ. Do các cơn gió mạnh thổi từ biển Adriatic vào, một tàu lượn đã đáp trúng nơi đóng quân của Lữ đoàn 13 (Sư đoàn Vô Sản 6), ba chiếc khác bị rơi xuống các hẻm núi. Lữ đoàn Vô Sản 13 lập tức nổ súng báo động. Tiểu đoàn cảnh vệ của Tổng hành dinh NOVJ và Học viên trường sĩ quan NOVL cũng tập hợp lực lượng chống lại biệt kích Đức. Quân Đức đổ bộ xuống thị trấn Drvar và lập tức lùng sục J. B. Tito cũng Bộ tham mưu của ông. Những người dân đều trả lời không biết J. B. Tito ở đâu và họ bị bắn chết ngay lập tức.
Vào thời điểm quân Đức đổ bộ, J. B. Tito đang ở nơi làm việc của ông trong một hẻm núi cạnh thị trấn trên độ cao 70 m. Hang này có cửa vào theo đường mòn và một cửa ra ở vách núi dựng đứng phía đối diện. Phát hiện có báo động, ông đã dùng dây thừng tụt xuống theo cửa ra và chạy đến điểm tập trung theo quy ước cách thị trấn Drvar hơn 1 km. Tại đây, ông gặp Bộ tham mưu của mình, các ủy viên chủ chốt của AVNOJ, các sĩ quan của các phái bộ quân sự Liên Xô, Mỹ và Anh. Ngay lập tức, tiểu đoàn cảnh vệ đã hộ tống họ đến Sở chỉ huy dự bị ở Potosi, cách Drvar khoảng hơn 10 km. Tuy nhiên, quân Đức đã bao vây khắp mọi ngả đường quanh khu vực Drava và tiếp tục dồn ép Lữ đoàn Vô Sản 13. 11 giờ trưa 25 tháng 5, hơn 1.000 quân của Lữ đoàn Vô Sản 3 tổ chức phản đột kích và Trung đoàn SS "Brandenburg", giải cứu nhà báo Mỹ Stojan Pribicevic và ba nhà báo đồng minh bị quân Đức bắt được lúc mở đầu trận đột kích.
23 giờ đêm 25 tháng 5, J. B. Tito triệu tập cuộc họp với tất cả các chỉ huy NOVJ cùng với chỉ huy trưởng các phái bộ quân sự Anh, Mỹ và Liên Xô bàn kế hoạch thoát vây. Trong khi đại tá Vivian Strich, trưởng phái bộ quân sự Anh đề nghị chia nhỏ đoàn người thành nhiều nhóm để thoát vây thì tướng N. V. Korneev phản đối. Ông cho rằng làm như vậy là xé lẻ đội hình cho quân Đức "làm thịt". Theo Korneev thì dựa vào kinh nghiệm trên chiến trường Xô-Đức, đoàn quân cần phải tập trung hành động thống nhất bên nhau. Josip Broz Tito nghe theo N. V. Korneev. Nhận được tin báo khẩn cấp từ Drvar, tướng Koča Popovic, tư lệnh Quân đoàn Vô Sản 1 đã điều Sư đoàn Vô sản 6 hành quân đến Potosi. Sáng 26 tháng 5, Sư đoàn Vô Sản 6 đã gặp đoàn quân của Sở chỉ huy NOVJ và dẫn đoàn người vượt qua vùng núi Sator đến Cupreshko, trong vùng kiểm soát của NOVJ. Tuy nhiên, đây lại là địa điểm rất không thuận lợi để đặt Sở chỉ huy vì nó ở quá xa về phía bắc của chiến trường chính. Sau mấy ngày bàn thảo, cuối cùng, Josip Broz Tito quyết định rời trụ sở ACVNOJ và Tổng hành dinh NOVJ đến đảo Vis bằng máy bay của đồng minh bay qua Bari.

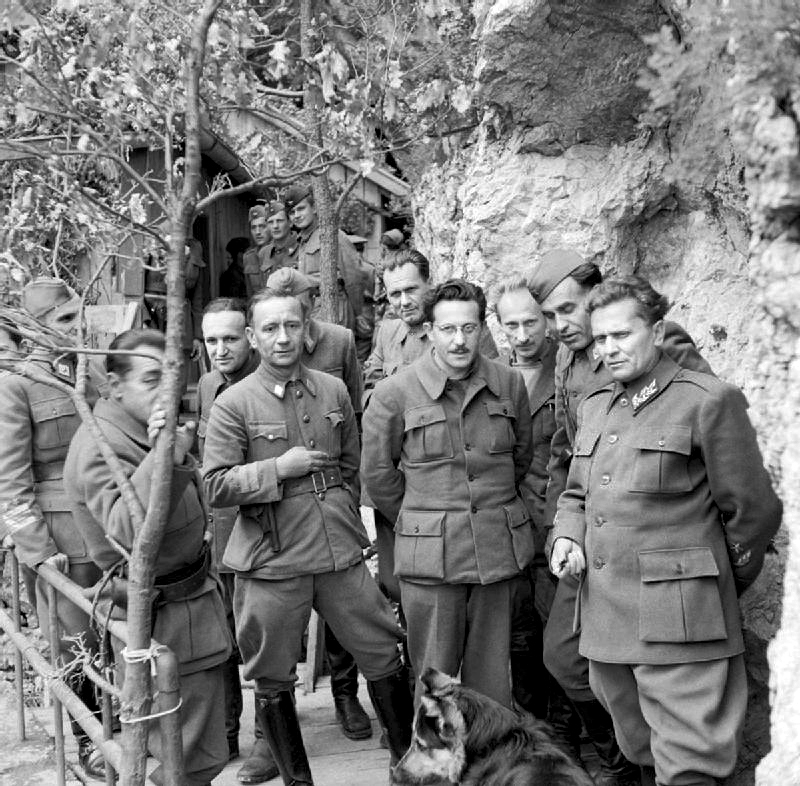
Nguyên soái J. B. Tito cùng một số sĩ quan trong phái bộ quân sự đồng minh tại Drvar, tháng 5 năm 1944

Tuy nhiên, có một khó khăn mà các chỉ huy của NOVJ không tính đến là liên lạc qua điện đài. Phái bộ quân sự Anh đã phải phá hủy điện đài của họ vì sợ lọt vào tay quân Đức. Phái đoàn quân sự Liên Xô có điện đài nhưng là loại công suất nhỏ, chỉ có thể liên lạc với căn cứ tại Bari khi Sở chỉ huy NOVJ còn đóng tại Drvar. Bãi hạ cánh cũng chưa được chuẩn bị. Nhờ sự tháo vát của hiệu thính viên Liên Xô Dolgov, cuối cùng, ngày 2 tháng 6, liên lạc vô tuyến đã được nối lại. Dolgov đã đem điện đài lên đỉnh núi cao nhất tại khu vực Cupreshko và dựng ăng ten lên nơi cao nhất, đánh hai bức điện gửi đi Bari và Moskva, yêu cầu cho máy bay đến khu vực Cupreshko vào 22 giờ đêm 3 tháng 6. Phái đoàn quân sự Anh - Mỹ cũng gửi một bức điện tương tự về Bari cho Bộ chỉ huy đồng minh ở Địa Trung Hải. Thời hạn người Anh hẹn máy bay đến đón chậm hơn phía Liên Xô 24 giờ. Trong khi đó, người Nam Tư khẩn trương chuẩn bị một đường băng dã chiến gần trung tâm thị trấn.
Đêm 3 rạng ngày 4 tháng 6, tướng S. V. Sokolov, chỉ huy Liên Xô tại căn cứ Bari phái tổ bay Li-2 gồm đại úy phi công A. S. Sornikov, trung úy hoa tiêu P. N. Yakimov và thượng sĩ hiệu thính viên kiêm cơ khí trên không B. T. Kalinkin bay đi Cupreshko. Sau hơn 3 giờ bay và tìm kiếm những đốm lửa từ bãi hạ cánh trong sương mù, 23 giờ đêm 3 tháng 6, tổ bay của đại úy A. S. Sornikov đã hạ cánh xuống bãi đáp Cupreshko, đón J. B. Tito, các nhân vật chủ chốt của AVNOJ và NVOJ và lãnh đạo phái bộ quân sự Liên Xô về Bari ngay trong đêm. Ngày hôm sau, tổ bay của A. S. Sornikov tiếp tục đón những yếu nhân còn lại của AVNOJ và phái đoàn quân sự Liên Xô, dẫn đường cho các máy bay Anh, Mỹ đến Cupresko đón phái bộ quân sự Anh, Mỹ về Bari. Ngày 6 tháng 6, tàu chiến Anh HMS Blackmore đã đưa J. B. Tito cùng Bộ Tổng tham mưu của ông đến đảo Vis. Chiến dịch "Hiệp sĩ" của Hitler nhằm thủ tiêu bộ máy lãnh đạo kháng chiến của Nam Tư hoàn toàn phá sản. Các phi công Liên Xô A. S. Sornikov, P. N. Yakimov và B. T. Kalinkin được tặng các danh hiệu Anh hùng nhân dân Nam Tư và Anh hùng Liên Xô.

### Cuộc đàm phán J. B. Tito và I. V. Stalin tại Moskva
Tháng 9 năm 1944, Bulgaria được giải phóng và bắt đầu tham chiến cùng Liên Xô và phe Đồng Minh chống phát xít. Các chiến dịch tiếp theo của Phương diện quân Ukraina 3 (Liên Xô) tại Balkan cần có sự phối hợp với quân đội Bulgaria và Quân Giải phóng nhân dân Nam Tư trên lãnh thổ Nam Tư. Tuy nhiên, do tránh cuộc càn quét của quân Đức ở Drvar mùa hè năm 1944, Bộ Chỉ huy tối cao NOVJ buộc phải di tản ra đảo Vis. Điều này gây bất tiện cho công tác lãnh đạo chỉ huy của bản thân J. B. Tito và Bộ Chỉ huy NOVJ cũng như sự phối hợp giữa các cơ quan chỉ huy của quân đội Liên Xô và quân đội Bulgaria với NOVJ. Sau nhiều phiên họp bàn bạc, ngày 18 tháng 9, J. B. Tito chấp thuận đề nghị của phía Liên Xô về việc rời Bộ Chỉ huy tối cao NOVJ đến thành phố Crajova của Romania, sát biên giới phía đông Nam Tư, cách Beograd trên dưói 100 km về phía đông thuộc vùng kiểm soát của quân đội Liên Xô. Đây là vị trí thuận tiện để Bộ Chỉ huy tối cao NOVJ có thể giữ liên lạc chặt chẽ với tất cả các quân đoàn chủ lực của họ.
Không quân tầm xa của Liên Xô cùng một lúc phải làm hai nhiệm vụ, di chuyển Bộ Chỉ huy NOVJ đến Crajova và đưa Tổng tư lệnh NOVJ, nguyên soái Josip Broz Tito đến thăm Moskva theo lời mời của I. V. Stalin. Đêm 19 tháng 9 năm 1944, trung tướng N. V. Korneev triệu tập đại tá V. A. Shchelkunov, chỉ huy phi đội đặc nhiệm cùng các phi công P. M. Mikhailov và V. G. Pavlov đến phòng làm việc của mình. Ông giao cho họ nhiệm vụ phải bí mật di chuyển Bộ Chỉ huy tối cao NOVJ và J. B. Tito từ đảo Vis đến Crajova. Lộ trình bay được vạch ra từ đảo Vis theo hướng Bari nhưng ra đến biển Adriatic thì vòng lên hướng tây bắc, sau đó quặt vào đất liền, vượt qua vùng Bosnia và Serbia đến Crajova. Chuyến bay được dự kiến khởi hành vào 3 giờ sáng 20 tháng 9. Trong quá trình bay không được sử dụng liên lạc vô tuyến. Kế hoạch bay của ba chiếc Li-2 do đại tá V. A. Shchelkunov chỉ huy đã được thực hiện trọn vẹn và an toàn tuyệt đối. Sau 4 giờ bay, J. B. Tito và đoàn cán bộ chỉ huy của Bộ Chỉ huy NOVJ đã hạ cánh xuống sân bay Crajova và bắt đầu làm việc. Nguyên soái J. B. Tito và một số sĩ quan cao cấp NOVJ tiếp tục bay đến Moskva để bàn bạc với Liên Xô và Bulgaria về việc phối hợp hành động giữa quân đội ba nước.
Sau khi nhận được báo cáo của Trưởng phái bộ quân sự Anh tại đảo Vis rằng J. B. Tito và Bộ Chỉ huy NOVJ đã biến mất, đại tướng William Elliott, chỉ huy các lực lượng không quân Anh tại Địa Trung Hải rất tức giận vì cho rằng J. B. Tito phải bay đến Bari chứ không thể đi nơi khác. Ông lập tức triệu tập tướng S. V. Sokolov, Trưởng phái đoàn quân sự Liên Xô tại Bộ Tư lệnh đồng minh ở Địa Trung Hải để làm rõ việc "người Nga đã giấu Tito ở đâu?". Tướng S. V. Sokolov trả lời rằng ông hoàn toàn không biết. Khi William Elliott kết luận rằng người Nga đã lợi dụng lòng tốt của họ thì S. V. Sokolov trả lời: "Chúng tôi cảm ơn các đồng minh của chúng tôi và cũng xin sẵn lòng đền đáp lại như vậy". Cuộc căn vặn giữa hai viên tướng chấm dứt khi Tổng tư lệnh tối cao Liên Xô I. V. Stalin đã thông báo cho Thủ tướng Anh Winston Churchill rằng Josip Broz Tito đã ở Moskva để bàn việc hiệp đồng trong các chiến dịch sắp tới giữa quân đội Liên Xô với Quân giải phóng nhân dân Nam Tư và Quân đội của Mặt trận Tổ quốc Bulgaria.
Tại cuộc hội đàm giữa J. B. Tito và I. V. Stalin, hai bên đã đạt được nhiều thảo thuận quan trọng về phối hợp tác chiến và tăng cường thêm trang bị cho Quân Giải phóng nhân dân Nam Tư. Phía Liên Xô đã cử các đại diện đến các bộ chỉ huy vùng của Quân Giải phóng nhân dân Nam Tư với tư cách là các sĩ quan liên lạc để bảo đảm phối hợp tác chiến giữa hai bên. Thiếu tướng A. P. Gorskov được cử đến đến Bộ chỉ huy vùng Serbia, nơi sẽ diễn ra những sự kiện quan sự chủ yếu của Chiến dịch giải phóng Beograd. Đại tá P. Kh. Rakh được cử đến Bộ chỉ huy vùng Croatia. Đại tá N. K. Patrakhanchyev được cử đến Slovenia. Thiếu tá P. M. Kovalenko được cử đến Montenegro. Cùng đi với họ có các đội sĩ quan tùy tùng, điện báo viên và nhân viên kỹ thuật.
Trên cơ sở các thỏa thuận đã đạt được tại Moskva giữa I. V. Stalin và J. B. Tito, trong nửa cuối tháng 9 năm 1944, Bộ tham mưu Phương diện quân Ukraina 3 và Bộ tham mưu tối cao NOVJ đã cùng soạn thảo kế hoạch giải phóng Beograd. Đến ngày 20 tháng 9 năm 1944, họ đã báo cáo dự thảo kế hoạch lên Đại bản doanh Bộ Tổng tư lệnh tối cao và Tổng hành dinh của NOVJ. Mục tiêu tổng quát của chiến dịch là tiêu diệt cánh quân Đức ở đông bắc Nam Tư (Cụm tập đoàn quân "Serbia"), đánh chiếm Beograd và các trung tâm đầu mối đường sắt quan trọng ở Nam Tư, ngăn chặn quân Đức rút lui từ Montenegro, Macedonia và Hy Lạp lên củng cố các phòng tuyến ở sông Tissa và sông Danub (Hungary). Kế hoạch dự định sử dụng Tập đoàn quân 57 của tướng N. A. Gagen và Quân đoàn cơ giới cận vệ 4 của tướng V. I. Zhdanov. Trục giao thông đường sắt từ Beograd đi Saloniki (Hy Lạp) là các vị trí đóng quân của Cụm tập đoàn quân Serbia và Cụm tập đoàn quân F (Đức) có tác dụng như một tuyến phân giới để phối hợp hành động. Quân đội Liên Xô tấn công từ phía đông, Quân đội NOVJ tấn công ở phía tây tuyến này. Riêng ở phía nam Serbia và khu vực Macedonia, quân đội Bulgaria sẽ tham gia chiến dịch từ hướng Đông, phối hợp với các đơn vị NOVJ từ phía tây đánh vào Skopje, Nish và các trung tâm khác trong vùng. Trên cánh Bắc của chiến dịch, Bộ Tổng tham mưu Liên Xô cũng huy động thêm Quân đoàn bộ binh cận vệ 10 của Tập đoàn quân 46 để phối hợp tấn công Beograd từ hướng đông bắc. Đối mặt với quân đội Liên Xô, Nam Tư và Bulgaria là 11 sư đoàn Đức 2 sư đoàn quân Chính phủ cứu nguy dân tộc Serbia và 3 sư đoàn quân Ustaše. Chiến dịch dự kiến sẽ hoàn thành ngày 13 hoặc 14 tháng 10 năm 1944.

### Giải phóng Beograd

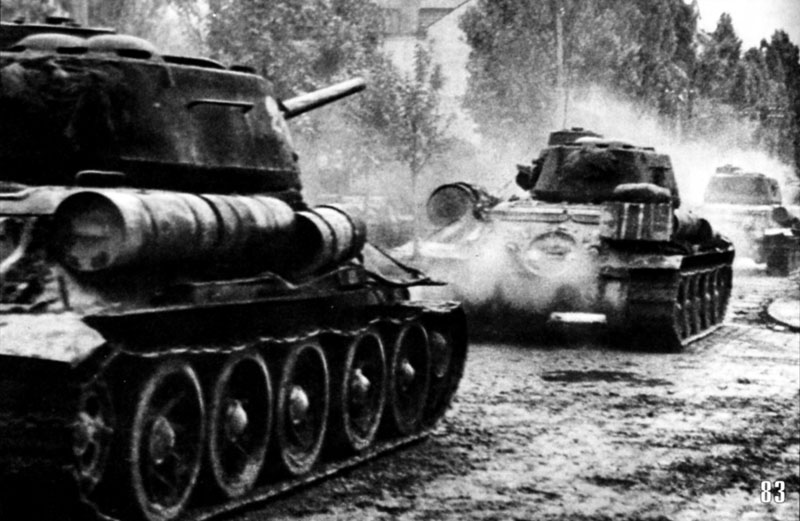
Lữ đoàn xe tăng 36 thuộc Quân đoàn cơ giới cận vệ 4 (Liên Xô) chuẩn bị bước vào Chiến dịch giải phóng Beograd, tháng 10 năm 1944

Sát trước thời điểm diễn ra chiến dịch giải phóng Beograd, các quân đoàn bộ binh 68 và 75 (Tập đoàn quân 57) đã hoàn thành chiến dịch phòng ngự quyết liệt trên sông Danub, đánh chiếm một đầu cầu khá lớn ở các khu vực Vidin và Turnu-Severin trên bờ Tây sông Danub thuộc lãnh thổ Bulgaria và Nam Tư. Các khu vực này đều trở thành các bàn đạp rất lợi hại để tấn công Cụm tập đoàn quân Serbia (Đức). Ngày 28 tháng 9 năm 1944, chiến dịch chính thức mở màn.
Trên cánh phải, Quân đoàn bộ binh 10 (Tập đoàn quân 46) và Giang đoàn Danub sau khi quét sạch quân Đức tại các khu vực Bela - Tsrkva và Vrshats bên tả ngạn sông Danub đã đánh chiếm Panchevo, một đầu mối giao thông quan trọng trên bờ sông Danub, cách Beograd 15 km về phía đông. Trên khu vực Vidin và Turnu-Severin, các quân đoàn bộ binh 68 và 75 đã hình thành hai mũi tấn công vu hồi từ Brza-Palanka và Vidin, hợp điểm tại phía tây Negotin. 2 sư đoàn Đức và 1 sư đoàn quân Chính phủ cứu nguy dân tộc Serbia đã bị bao vây, tiêu diệt và bắt làm tù binh tại khu vực Negotin. Ngày 30 tháng 9, thống chế Maximilian von Weichs mở một cuộc phản công của 2 sư đoàn Đức và 1 sư đoàn Quân Chính phủ cứu nguy dân tộc Serbia từ Doni-Milanovo vào sau lưng Quân đoàn bộ binh 75. Tướng Kosa Popovic đã điều động Quân đoàn Vô sản 14 của NOVJ chặn đứng cuộc phản công này, đánh chiếm Klakochevats và Doni-Milanovo, đẩy quân Đức lùi về tuyến sông Pek. Dưới sự yểm hộ của Quân đoàn cơ giới cận vệ 5 (Liên Xô), các sư đoàn bộ binh 23, 25 và Lữ đoàn cơ giới Vô sản 5 (NOVJ) cũng từ dãy núi Đông Serbia mở cuộc tấn công vào các đơn vị quân Chính phủ cứu nguy dân tộc Serbia ở Bor và Zagubitsa. Chỉ sau ba ngày, các đơn vị này đã tiến công liền một mạch gần 100 km, đánh chiếm Petrovac, Jabari, Jdrelo và Svilainac, cắt đứt con đường sắt từ Beograd đi Nish.

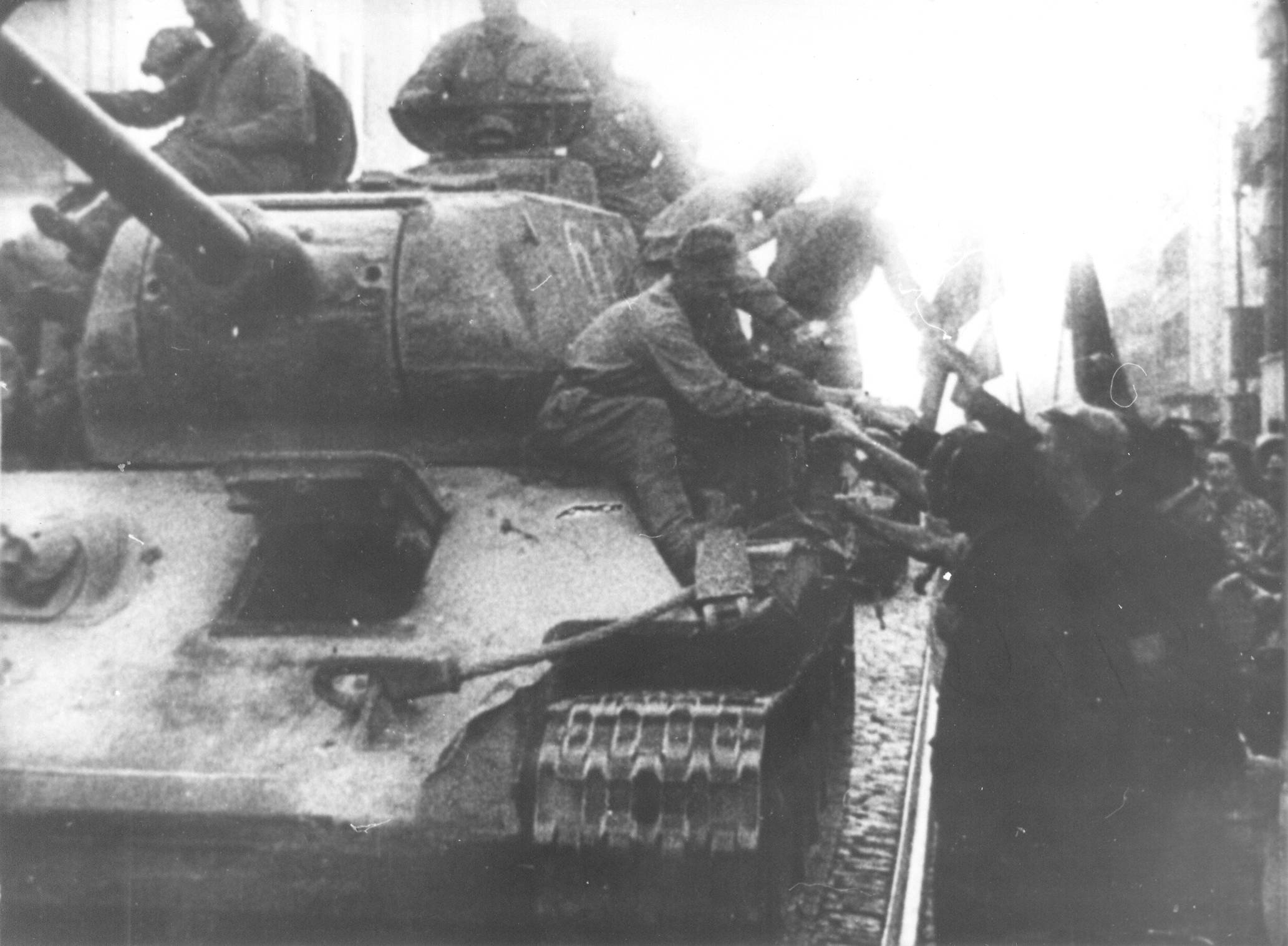
Xe tăng của Quân đoàn cơ giới cận vệ 4 (Liên Xô) trong chiến dịch giải phóng Beograd

Trên hướng Zaechar, Quân đoàn bộ binh 64 (Tập đoàn quân 57) gặp phải sức kháng cự kịch liệt của 1 sư đoàn Đức và 1 sư đoàn quân Ustaše tại các con đèo qua dãy núi Đông Serbia. Sư đoàn bộ binh 45 (NOVJ) đã từ thị trấn Bor phối hợp đánh vào sau lưng các trung đoàn Đức đang phòng thủ, buộc quân Đức phải bỏ các con đèo rút chạy. Chiều 30 tháng 9, Quân đoàn bộ binh 64 đánh chiếm thành phố Zaechar và các thị trấn Bolevac, Knijajevac bên sườn phía tây dãy núi Đông Serbia, hình thành cánh quân từ phía bắc uy hiếp bao vây thành phố Nish do Sư đoàn 7 SS chiếm đóng. Ở phía nam, Tập đoàn quân 2 (Bulgaria) và Sư đoàn bộ binh 6 (Liên Xô) cũng mở cuộc tấn công từ Babushnica sang phía tây. Tuy nhiên, do còn thiếu kinh nghiệm tác chiến chiến dịch binh chủng hợp thành nên đến ngày 10 tháng 10, Tập đoàn quân 2 (Bulgaria) chỉ tiến được khoảng 30 km đến bờ Đông sông Nam Morava. Trên hướng Skopje, các tập đoàn quân 1 và 4 (Bulgaria) vẫn chưa vượt đi qua tuyến biên giới Macedonia - Bulgaria.
Giai đoạn 2 của chiến dịch giải phóng Beograd bắt đầu ngày 11 tháng 10 năm 1944 với sự điều động một lực lượng lớn quân đội NOVJ tham gia tác chiến trên suốt chiều dài mặt trận từ phía bắc Beograd đến phía nam Skopje. Trước đo, Sư đoàn 23 của NOVJ đã đánh chiếm một dải đầu cầu quan trọng ở bờ Tây sông Morava tại khu vực Velika-Planc, tạo điều kiện để đưa Quân đoàn cơ giới cận về 4 (Liên Xô) vượt sông Morava và tham chiến với tất cả các sức mạnh của nó. Tuy nhiên, trong những ngày đầu tiên của giai đoạn 2, các xe tăng của Quân đoàn co giới cận vệ 4 đã vọt tiến lên phía trước, trong khi bộ binh của Quân đoàn Vô sản 14 (NOVJ) do tướng Peko Dapchevich chỉ huy vẫn còn tụt lại phía sau. Vì Quân đoàn cơ giới cận vệ 4 có ít bộ binh nên đã bị các sư đoàn Đức phòng thủ ở phía nam Beograd gây một số thiệt hại. Ngày 13 tháng 10, tướng N. V. Korneev, trưởng phái đoàn quân sự Liên Xô tại Bộ chỉ huy tối cao NOVJ báo cáo về Bộ Tổng tham mưu Liên Xô về tình hình thất lợi trên hướng Palanka - Beograd. Gần như ngay sau đó, Bộ tham mưu Phương diện quân Ukraina 3 nhận được lệnh chỉ đạo cho Quân đoàn cơ giới cận vệ 4 phải chở bộ binh Nam Tư trên xe tăng để cùng tấn công, hạn chế hỏa lực chống tăng của bộ binh Đức.
Với sức mạnh tấn công của 3 quân đoàn Liên Xô và Nam Tư, sáng 14 tháng 10, những chi đội xe tăng của Quân đoàn cơ giới cận vệ 4 
và các tiểu đoàn bộ binh Nam Tư đầu tiên của Quân đoàn Vô Sản 14 (NOVJ) đã có mặt tại ngoại ô phía nam Beograd. Tại đây, 20.000 quân Đức và quân Ustaše được trang bị 40 xe tăng và 170 khẩu pháo đã bị bao vây. Các trận đánh trong nội đô Beograd cũng diễn ra khá quyết liệt. Trong những ngày từ 14 đến 17 tháng 10, Quân đoàn bộ binh 75 (Liên Xô), Quân đoàn Vô Sản 14 và Sư đoàn xung kích 5 của Quân đoàn Vô Sản 1 (Nam Tư) cùng Lữ đoàn cơ giới cận vệ 5 (Liên Xô) đã chặn tất cả các đường rút lui và chia cắt cụm quân Đức-Ustaše tại ngoại ô Đông Nam Beograd. Từ ngày 15 đến ngày 19 tháng 10, quân đội Liên Xô và Quân giải phóng nhân dân Nam Tư đã lần lượt dập tắt những ổ kháng cự cuối cùng của quân Đức và lính Ustaše tại Beograd. Ngày 20 tháng 10, tại cuộc mít tinh của người dân Beograd mừng thành phố giải phóng, tướng V. I. Zhdanov (Liên Xô) và tướng Peko Dapchvich (Nam Tư) đã cùng phát biểu và ôm hôn nhau thắm thiết. Buổi tối cùng ngày, Moskva nổ 24 loạt pháo hoa từ 224 khẩu đại bác chúc mừng Quân Giải phóng nhân dân Nam Tư và Phương diện quân Ukraina 3 (Liên Xô) đã giải phóng Beograd.

### Chiến dịch Nish - Mitrovica

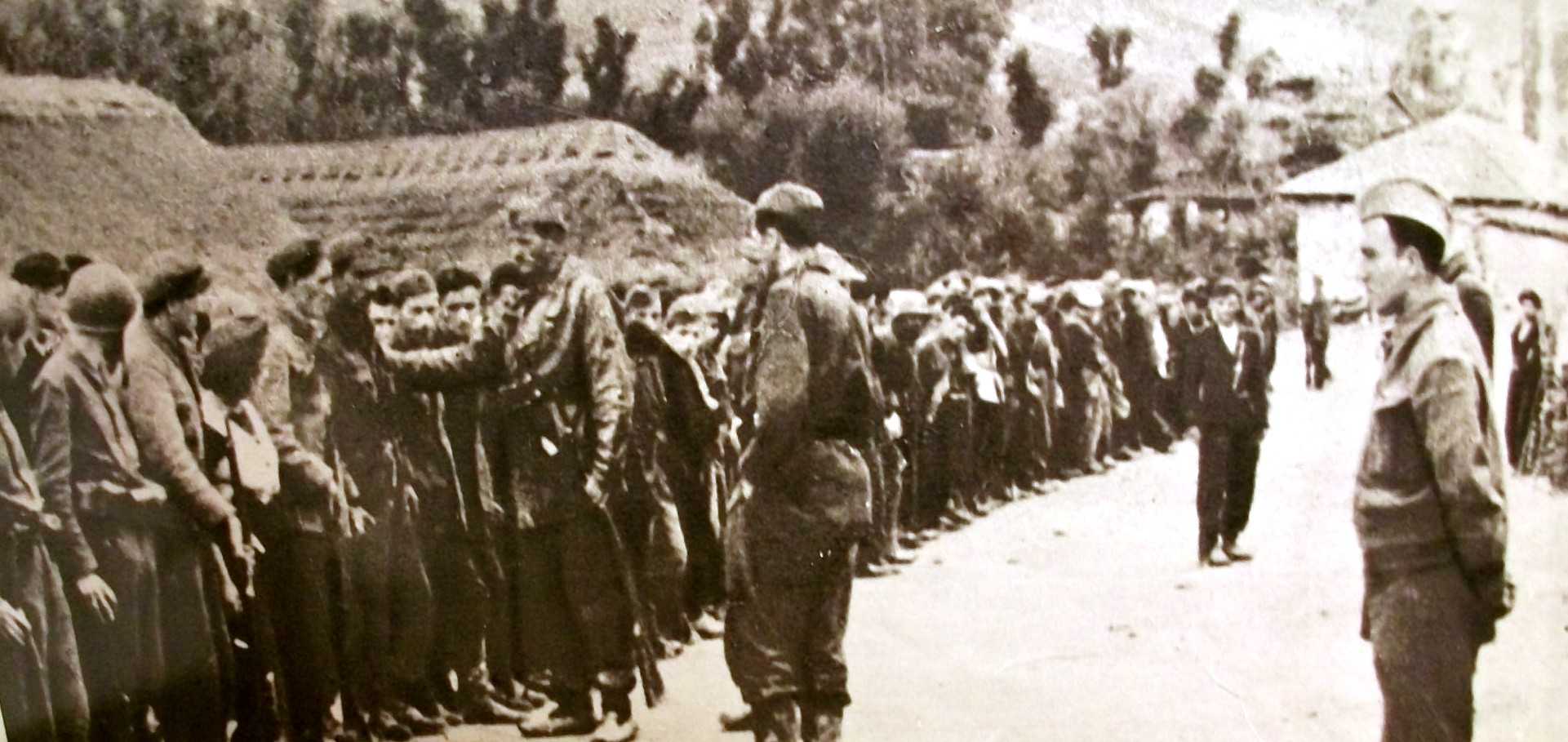
Lữ đoàn du kích Skopje 12 năm 1944

Sau chiến dịch giải phóng Beograd, hơn 10 sư đoàn Đức và gần 200.000 lính chư hầu Ustaše (Croatia) và Nedić (Quân Chính phủ cứu nguy dân tộc Serbia) đóng tại Kosovo, Macedonia và Hy Lạp chỉ còn con đường rút lui duy nhất khỏi Nam Tư là sử dụng các nhánh đường sắt phía tây nam Tư qua Skpoje - Pristina và Nish - Mitrovica rồi qua Sarajevo lên phía bắc. Do sự phối hợp chưa tốt giữa Quân đội nhân dân Bulgaria và Quân Giải phóng nhân dân Nam Tư nên hai kế hoạch tấn công chặn đánh quân Đức tại khu vực Chachak - Kralevo - Kraguevac - Krucevac không thực hiện được. Một bộ phận đáng kể quân Đức đã rút lui đến Sarajevo an toàn. Ngày 20 tháng 10, Quân đoàn bộ binh 34 (Đức) cùng gần 90.000 quân Ustaše đã mở một cuộc phản công lớn vào Kraguevac, buộc Quân đoàn bộ binh 68 (Tập đoàn quân 57) cùng các sư đoàn bộ binh 17, 23, 25 và Vô Sản 2 (Nam Tư) phải tạm thời chuyển sang phòng ngự với những tổn thất rất nặng nề để giữ vững Kraguevac. Với số quân vừa được rút lên phía bắc, tướng Alexander Löhr đã xây dựng được các tuyến phòng thủ dọc theo các con sông Drava, Drina, Sava và Nam Morava, giữ hành lang chiến lược dọc theo phía tây nam Tư.
Tình hình thay đổi buộc Bộ chỉ huy Phương diện quân Ukraina 3, Bộ chỉ huy tối cao NOVJ và Bộ Tổng tham mưu quân đội Bulgaria phải vạch một kế hoạch tấn công mới với trọng điểm là các khu vực Nish - Mitrovica và Skopje - Pristina ở vùng Nam Serbia, Kosovo và bắc Macedonia. Ngày 18 tháng 10, Quân đoàn bộ binh 64 (Liên Xô), Quân đoàn bộ binh 13 (Nam Tư) và Tập đoàn quân Bulgaria 2 mở cuộc tổng công kích vào Nish. Ngày 21 tháng 10, thành phố Nish được giải phóng. Quân NOVJ thừa thắng đánh chiếm các thành phố Prokuple và Leckovac. Sư đoàn 6 của Tập đoàn quân 2 Bulgaria cũng đánh chiếm Vrane, mở ra cửa ngõ đánh chiếm Skopje từ phía bắc. Ở phía nam, các tập đoàn quân Bulgaria 1 và 4 vẫn tiến công rất chậm, đến cuối tháng 10 năm 1944, họ vẫn còn cách tuyến sông Vardar và thành phố Skopje hơn 50 km về phía đông. Quân Đức và quân Chính phủ cứu nguy dân tộc Serbia đã tranh thủ thời gian rút được một số quân lớn qua nhánh đường sắt phía tây Macedonia lên phía bắc.
Để tăng cường sức mạnh cho NOVJ, ngày 15 tháng 10, không quân Liên Xô đã chuyển giao Cụm không quân Nam Balkan và các căn cứ của Vùng 9 không quân cho NOVJ. Tướng A. N. Vitruc chỉ huy cụm không quân này gồm Sư đoàn tiêm kích 236 và Sư đoàn cường kích cận vệ 10, được trang bị 244 máy bay các loại.
Ngày 12 tháng 11, Tập đoàn quân 57 (Liên Xô) di chuyển lên mặt trận Bắc Nam Tư để chuẩn bị mở chiến dịch Budapest. Địa bàn Kosovo được bàn giao cho Quân Giải phóng nhân dân Nam Tư và Tập đoàn quân Bulgaria 2. Ngày 15 tháng 11, quân NOVJ và quân Bulgaria mở cuộc tấn công vào phía bắc Kosovo, Tập đoàn quân Bulgaria 1 và các sư đoàn NOVJ độc lập thuộc cụm quân Macedonia tổ chức tấn công vào Skopje. Ngày 17 tháng 11, Tập đoàn quân Bulgaria 1 cùng các Sư đoàn Macedonia 42, Serbia 46, các lữ đoàn du kích Kosovo 2 và 3 của NOVJ giải phóng Pristina và Skopje. Ngày 20 tháng 11, Tập đoàn quân Bulgaria 2 cùng các sư đoàn bộ binh Serbia 24 và 47 giải phóng Mitrovica, chặn con đường rút lui của quân Đức từ Skopje đi Novy Pazar. Đến đầu tháng 12 năm 1944, Quân Giải phóng nhân dân Nam Tư và Quân đội nhân dân Bulgaria đã hoàn toàn làm chủ phần lãnh thổ phía nam Nam Tư bao gồm phần lớn lãnh thổ Serbia, toàn bộ lãnh thổ Montenegro và Macedonia. Cuối tháng 11, du kích Hy Lạp đánh chiếm Athens, du kích của Đảng Cộng sản Anbania cũng đánh đuổi quân Ý và quân Đức khỏi lãnh thổ Anbania và giải phóng toàn bộ nước này ngày 29 tháng 11 năm 1944.

### Chiến dịch Novi Sad - Batina

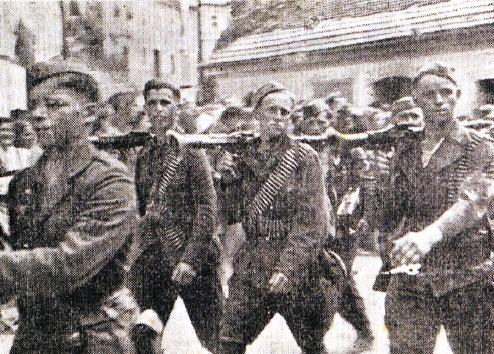
Lữ đoàn du kích Cankarjeva đang hành quân qua Metliki

Mục tiêu của quân đội Liên Xô là mở một hành lang tiếp cận biên giới Hungary tại hướng Vojvodina để tiến quân qua Hungary tiếp cận biên giới phía nam nước Đức Quốc xã. Quân Giải phóng nhân dân Nam Tư cũng muốn tạo một mũi tấn công vu hồi từ Vojvodina vào sau lưng cụm quân Đức và Ustaše đang đóng tại khu vực Sarajevo - Zagreb. Để cùng đạt được những mục đích này, từ ngày 11 đến ngày 19 tháng 11 năm 1944, Tập đoàn quân 57 (Liên Xô, thiếu Quân đoàn 64), Quân đoàn cơ giới cận vệ 4 (Liên Xô) và Quân đoàn Vô Sản 1 (Nam Tư) đã phối hợp mở chiến dịch Novi Sad - Batina, giải phóng phần lớn tỉnh tự trị Vojvodina, tạo ra một bàn đạp tấn công rất có lợi cho quân đội Liên Xô và quân NOVJ bên hữu ngạn sông Danub.
Mục tiêu của quân đội Liên Xô và quân đội NOVJ trong chiến dịch đệm này nhằm chiếm được các đầu cầu để tiếp tục phát triển tấn công từ Balkn và Trung Âu. Nếu như Novi Sad là đầu mối giao thông đường sắt và đường sông quan trọng ở phía bắc Beograd thì Batina (thủ phủ quận Barania hiện nay) có vị trí như một đầu cầu có nhiều triển vọng bên hữu ngạn sông Danub. Từ Novi Sad có đuwofng sắt đi Beograd ở phía nam, Subotina ở phía bắc, qua Volkovse đi Zagreb ở phía tây thì từ Batina co thể mở đường tấn công dọc theo hữu ngạn sông Drava đến Zagreb và Maribor hoặc tấn công lên Pech ở phía bắc, đánh vào sau lưng Cụm tập đoàn quân Nam (Đức) đang phòng thủ tại tuyến Balaton - Budapesht - Mishkol.
Tại hướng Novi Sad, sau thất bại tại Beograd, từ ngày 21 tháng 10 năm 1944, tướng Alexander Löhr rút quân về giữ Novi Sad để phong tỏa con đường tiến ra đồng bằng Hungary. Tuy nhiên, quân đội NOVJ và quân đội Liên Xô đã không cho quân Đức thực hiện được ý đồ đó. Sau khi chiếm Beograd, Quân đoàn cơ giới cận vệ 4 (Liên Xô) và Quân đoàn Vô sản 1 (NOVJ) tiếp tục kéo quân lên phía bắc. Ngày 25 tháng 10, các đơn vị tiền đội của Quân đoàn cơ giối cận vệ 4 đã chạm súng với Sư đoàn SS "Brandenburg" ở phía đông nam Novi Sad. Quân đoàn Vô Sản 1 đã điều 2 sư đoàn bộ binh đánh chiếm Lacharac, cắt dứt con đường rút lui sang phía tây của quân Đức. phía bắc Novi Sad, Tập đoàn quân 46 (Liên Xô) trên cánh trái của Chiến dịch Debrecen đã đánh chiếm trung tâm đầu mối đường sắt Subotina, cắt đứt đường sắt Budapesht - Novi Sad. Ngày 1 tháng 11, tướng Alexander Löhr buộc phải rút các sư đoàn Đức khỏi Novi Sad, men theo thung lũng sông Danub qua ngả Iloc về Našice.
Trên hướng Batina, đêm mùng 9 rạng ngày 10 tháng 11 năm 1944, các nhóm trinh sát của Lữ đoàn xung kích 12 Vojvodina (NOVJ) và Sư đoàn 233 (Liên Xô) đã vượt sông Danub trên những chiếc xuồng gáp, bí mật chiếm lĩnh các đầu cầu bên hữu ngạn sông Danub. Sáng 11 tháng 11, dưới sự yểm hộ của pháo binh Liên Xô đặt trên bờ trái sông Danub và các máy bay của Tập đoàn quân không quân 17 (Liên Xô), cùng các pháo hạm và súng cối của Giang đoàn Danub, Sư đoàn bộ binh 51, các sư đoàn Vojvodina 7, 8, 12 và sư đoàn 16 (NOVJ) cùng các sư đoàn bộ binh 33, 299, các sư đoàn bộ binh cận vệ 72, 75 (Liên Xô) đồng loạt vượt sông tấn công vào đội hình của Sư đoàn 35 SS. Đến ngày 13 tháng 11, liên quân NOVJ - Liên Xô đánh bại Sư đoàn 35 SS và áp sát phía đông Batina. Quân Đức tung ra 30 xe tăng yểm hộ cho Sư đoàn 31 và 4 trung đoàn Hungary cùng 2 tiểu đoàn lính Ustaše giữ thị trấn Zmajevac, cửa ngõ vào Batina. Trong những ngày 15 và 16 tháng 11, đã diễn ra những cuộc chiến diễn ra ác liệt tại nhà ga Zmajevac, điểm cao 169. Ngày 18 tháng 11, Lữ đoàn hải quân đánh bộ 236 thuộc Giang đoàn Danub (Liên Xô) đã đổ bộ lên Aptina, phía bắc Batina, hình thành mũi tấn công vu hồi phía bắc. Ngày 19 tháng 11, Lữ đoàn 8 hải quân đánh bộ đổ bộ lên mỏm Monjorošu, đánh chiếm pháo đài Tikveš, một vị trí phòng thủ then chốt của quân Đức ở phía nam Batina. Ngày 22 tháng 11, liên quân NOVJ - Liên Xô mở cuộc tổng công kích vào Batina. Sau một tuần chiến đấu, ngày 29 tháng 11, liên quân Đức - Hungary - Ustaše buộc phải rút khỏi Batina với thương vong lên đến 2.500 người, phía liên quân NOVJ có khoảng 1.500 quân Liên Xô và 487 quân NOVJ tử trận. Cánh cửa vào phía nam Hungary đã được mở.

### Chiến dịch Knin
Theo thỏa thuận ngày 4 tháng 10 năm 1944 tại Krajova (Romania) giữa Bộ Tư lệnh Phương diện quân Ukraina 3 với Bộ Tổng tham mưu NOVJ và Bộ Tổng tham mưu Quân đội Bulgaria, quân đội Liên Xô sẽ tham gia các chiến dịch ở miền Đông Serbia, Đông Croatia và tỉnh Vojvodina, sau đó tập trung tấn công trên hướng Đông Nam và Nam Hungary. Quân đội Bulgaria phối hợp với các đơn vị NOVJ giải phóng Macedonia. Nhiệm vụ tác chiến ở Montenegro, Bosnia - Herzegovina và phần lớn lãnh thổ Croatia sẽ do các binh đoàn chủ lực của NOVJ đảm nhận. Để thực hiện nhiệm vụ này, Bộ Tổng tư lệnh NOVJ đã vạch kế hoạch tấn công trên ba hướng. Hướng Beograd - Zagreb ở phía đông, hướng Montenegro dọc theo bờ biển Adriatic và hướng chính diện vào Sarajevo. Mục tiêu cuối cùng của chiến dịch là bao vây một cụm lớn quân Đức tại khu vực Sarajevo, sau đó tấn công Zagreb và phát triển đến tuyến Ricka, Triest, Lyubiana và Maribor, giải phóng hoàn toàn Nam Tư. Để thực hiện việc hợp vây quân Đức tại khu vựa Sarajevo, cần tổ chức một chiến dịch đệm để hình thành cánh quân phía tây khu vực Sarajevo. Đó là mục tiêu của chiến dịch Knin từ 25 tháng 11 đến ngày 5 tháng 12 năm 1944 nhằm giải phóng hoàn toàn vùng Dalmatia ở phía nam Croatia.
Tham gia chiến dịch Knin có lực lượng của Quân đoàn 8 Dalmatia cùng các sư đoàn, lữ đoàn NOVJ độc lập hoạt động khu vực Dalmatia do tướng Petar Drapšin chỉ huy. Quân NOVJ có khoảng 32.000 người, được trang bị 40 xe tăng Anh và xe tăng chiến lợi phẩm. Đối diện với họ là Quân đoàn Sơn chiến 15 (Đức) cùng 2 lữ đoàn quân Ustaše và Sư đoàn Dinara Chetnik do tướng Gustav Fehn chỉ huy có quân số khoảng 20.000 người và hơn 20 xe tăng. Tướng Fehn ra lệnh trừng phạt nghiêm khắc bất cứ quân nhân Đức và chư hầu nào tự ý rời khỏi vị trí chiến đấu. Những đơn vị không nổ súng khi bắt gặp quân của NOVJ sẽ bị coi là "cộng tác với kẻ thù".
Sáng 25 tháng 11, Sư đoàn Dalmatia 20 từ Garno bắt đầu tấn công lên Mostar. Sáng 26 tháng 11, các sư đoàn Dalmatia 19 và 26 bắt đầu tấn công vào từ Metković lên Livny, hai cứ điểm tiền tiêu của quân Đức và chư hầu ở tây nam Croatia. Tốc độ tấn công của cả ba sư đoàn đều rất chậm do sự chống trả kịch liệt của Quân đoàn Sơn chiến 15 (Đức) và quân Chetnick. Ngược lại, các đơn vị Ustaše ngay từ đầu đã dao động và một vài toán quân đã ra hàng quân NOVJ. Không hài lòng với tốc độ tấn công chạm chạp, ngày 28 tháng 11, tướng Petar Drapšin tung Sư đoàn Dalmatia 9 và Lữ đoàn xe tăng 6 từ Šibenik đánh vào Livny. Đòn tấn công bằng xe tăng tỏ ra có hiệu quả rõ rệt. Trong khi các sư đoàn chủ lực của Quân đoàn Sơn chiến 15 (Đức) đang đối phó với Sư đoàn Dalmatia 20 trên hướng Mostar để bịt cánh cửa vào Sarajevo thì Sư đoàn Dalmatia 9 có Lữ đoàn xe tăng 6 mở đường đã kéo quân đánh dọc bờ biển Adriatic lên Knin, Sư đoàn Dinara Chetnick của Momčilo Đujić không chống cự nổi đã phải bỏ Knin rút chạy về Bihač. Cả một vùng cửa sông Garko được giải phóng. Sư đoàn sơn chiến 373 và sư đoàn bộ binh 264 (Đức) liên tục bị tập kích từ sau lưng và tổn thất nặng. Ngày 30 tháng 11, các tiểu đoàn đổ bộ đường không 581 và 583 (Đức) phải rút khỏi Livny, luồn rừng về Sarajevo. Các Lữ đoàn Ustaše 6, 7 và Trung đoàn xe tăng 383 (Đức) hầu như bị tiêu diệt hoặc bị bắt làm tù binh.
Ngày 3 tháng 12 năm 1944, Sư đoàn Dalmatia 9 đánh chiếm Knin. Từ ngày 3 đến ngày 5 tháng 12, Quân đoàn Dalmatia 8 (NOVJ) tiếp tục dồn ép Quân đoàn Sơn chiến 15 (Đức) về phía tây và phía bắc, đánh chiếm các hải cảng Split và Zara, phối hợp với các Quân đoàn Vô Sản 1 và 12 đẩy quân Đức ở Sarajevo vào thế bị nửa hợp vây. Trong chiến dịch này, Quân đoàn Sơn chiến 15 (Đức) chịu tổn thất khá nặng: 6.555 người chết và 4.285 bị bắt làm tù binh. Sư đoàn 264 chỉ còn lại 1.526 người và bị giải thể, Sư đoàn Sơn chiến 373 hầu như tan rã. Quân đoàn Dalmatia 8 (NOVJ) có 677 người chết, 126 người mất tích và 2.439 người bị thương. Trong lịch sử đối đầu với cuộc kháng chiến của nhân dân Nam Tư, đây là quân đoàn Đức đầu tiên bị thiệt hại nặng nề như vậy với hai sư đoàn chủ lực bị xóa sổ. Ngoài ra, khoảng hơn 5.000 quân Ustaše và chetnick cũng bị tiêu diệt hoặc bị bắt.

## Năm 1945
| “                 | Bất cứ đơn vị Đức nào rút lui an toàn khỏi Nam Tư thì có thể xem là họ rất may mắn. | ” |
| — Basil Davidson, |                                                                                     |   |

### Sự hình thành các tập đoàn quân Nam Tư
Vào cuối năm 1941, Quân Giải phóng nhân dân Nam Tư mới chỉ có gần 100 đội du kích có quy mô từ trung đội đến tiểu đoàn với hơn 10.000 người. Chỉ sau hơn 3 năm kiên trì tiến hành cuộc chiến tranh du kích chống Đức Quốc xã, phát xít Ý và các lực lượng Nam Tư thân phát xít, Quân Giải phóng nhân dân Nam Tư đã trở thành một quân đội chính quy. Nhờ sự giúp đỡ của Liên Xô, Anh và một số đồng minh khác và bằng con đường lấy vũ khí của phát xít đánh lại phát xít, vào cuối năm 1944, quân đội này đã được trang bị khá hiện đại với đầy đủ các vũ khí hạng nặng, xe tăng, trọng pháo, máy bay và tàu xuồng chiến đấu. Riêng Liên Xô trong năm 1944 và 5 tháng đầu năm 1945 đã viện trợ không hoàn lại cho NOVJ 96.515 súng trường, 68.423 tiểu liên, 20.528 súng ngắn, 512 đại liên DShK, 3.364 súng cối, 3.797 súng chống tăng, 895 lựu pháo, 170 sơn pháo, 491 máy bay, 65 xe tăng, 1.329 máy liên lạc vô tuyến cùng một số lượng lớn đạn, lựu đạn và các trang thiết bị quân sự khác.
Quy mô của Quân Giải phóng nhân dân Nam Tư cũng phát triển lên đến hơn 50 sư đoàn, nhiều lữ đoàn và trung đoàn độc lập với quân số lên đến trên 500.000 người. Để quân đội này có thể tác chiến hiệp đồng binh chủng một cách thống nhất, chặt chẽ và độc lập mở các chiến dịch lớn trên những hướng chiến lược quan trọng của cuộc đấu tranh giải phóng Nam Tư và góp phần vào công cuộc tiêu diệt chủ nghĩa phát xít, từ cuối tháng 10 năm 1944 đến đầu năm 1945, Bộ Tổng tư lệnh tối cao NOVJ đã quyết định thành lập 4 tập đoàn quân Nam Tư gồm có:
- Tập đoàn quân Nam Tư 1 thành lập ngày 30 tháng 12 năm 1944 tại mặt trận Srem (Bắc Nam Tư) do thượng tướng Nam Tư Peko Dapčević làm tư lệnh, Mijalko Todorović làm chính ủy, thiếu tướng Savo Drljević làm tham mưu trưởng. Trong biên chế có Quân đoàn Vô sản 1 (các sư đoàn Vô sản 1, 2, Lữ đoàn bộ binh 2 và Lữ đoàn kỵ binh 1); Quân đoàn Vô Sản 2 (gồm Sư đoàn Vô Sản 6, các sư đoàn Krajina 5 và 11); Quân đoàn Serbia (gồm các sư đoàn Serbia 21 và 22). Tổng quân số khoảng 60.000 người
- Tập đoàn quân Nam Tư 2 thành lập ngày 1 tháng 1 năm 1945 tại Beograd do thượng tướng Nam Tư Koča Popović làm tư lệnh, Blazo Lompar làm chính ủy, trung tướng Ljubo Vuckovic làm tham mưu trưởng. Trong biên chế có Quân đoàn bộ binh 1 (gồm Sư đoàn xung kích 3, Sư đoàn Herzegovina 29 và Sư đoàn Sandzak 37); Quân đoàn bộ binh 3 (gồm các sư đoàn Đông Bosnia 17 và 27, Sư đoàn Bosnia 38); Quân đoàn bộ binh 5 (gồm các sư đoàn Krajina 4 và 10, Sư đoàn Bosnia 39 và Sư đoàn Trung Bosnia 53); các đơn vị trực thuộc tập đoàn quân có các sư đoàn Bosnia 23 và 25, Sư đoàn Slovenia 28 và Sư đoàn Serbia 45. Tổng quân số khoảng 110.000 người.
- Tập đoàn quân Nam Tư 3 thành lập ngày 1 tháng 1 năm 1945 tại Beograd do thượng tướng Nam Tư Kosta Nagy làm tư lệnh, Branko Petricević làm chính ủy, thiếu tướng Vukasin Subotić làm tham mưu trưởng. Trong biên chế tập đoàn quân có Quân đoàn bộ binh 6 (gồm các sư đoàn Slovenia 12 và 40); Quân đoàn Zagreb 5 (gồm Sư đoàn Zagorski 32 và Sư đoàn Croatia 33); các đơn vị trực thuộc tập đoàn quân gồm các sư đoàn Vojvodina 16, 36 và 51. Tổng quân số khoảng 50.000 người.
- Tập đoàn quân Nam Tư 4 thành lập ngày 1 tháng 3 năm 1945 tại Beograd do trung tướng Nam Tư Peter Drapšin làm tư lệnh, Bosko Siljegović làm chính ủy, Pavel Jaksić làm tham mưu trưởng. Trong biên chế của tập đoàn quân có Quân đoàn bộ binh 7 (gồm các sư đoàn Slovenia 14 và 18, Sư đoàn Dalmatia 9); Quân đoàn bộ binh 9 gồm các sư đoàn Slovenia 30 và 31, các sư đoàn Dalmatia 19 và 20); Quân đoàn bộ binh 11 (gồm Sư đoàn bộ binh Ven biển Goransky 13, Sư đoàn Licka 35 và Sư đoàn du kích 43); Cụm tác chiến độc lập 4 (gồm Sư đoàn bộ binh 26 "Nikola Tesla", Sư đoàn bộ binh Krajina 11, Lữ đoàn xe tăng Nam Tư 1 và Lữ đoàn bộ binh độc lập 1). Tổng quân số khoảng 90.000 người, được trang bị 65 xe tăng T-34.

Ngoài ra, Quân Giải phóng nhân dân Nam Tư còn có các đơn vị độc lập gồm:
- Quân đoàn bộ binh độc lập 15 có các sư đoàn bộ binh Macedonia 41, 42 và 48
- Quân đoàn bộ binh độc lập Serbia - Kosovo có các sư đoàn bộ binh Serbia 24, 46 và 47
- Cụm quân độc lập Macedonia gồm các sư đoàn Macedonia 49, 50 và Sư đoàn Kosmetc 52.

### Chiến dịch Mostar
Mặc dù chiếm được Knin nhưng thực ra, chiến dịch Knin mới chỉ hoàn thành một nửa mục tiêu ban đầu do Bộ Tổng tư lệnh tối cao NOVJ đề ra. Để tiêu diệt cánh quân Đức tại khu vực Sarajevo, NOVJ cần phải tiến hành thêm một chiến dịch đệm để tạo thế ở tây nam Srrajevo, đó là chiến dịch Mostar từ ngày 6 đến ngày 17 tháng 2 năm 1945. NOVJ vẫn giao cho Quân đoàn Dalmatia 8 với các sư đoàn Dalmatia 9, 19, 26 thực hiện chiến dịch này và tăng cường cho nó thêm Sư đoàn Herzegovina 29, Lữ đoàn pháo binh 8 lấy từ lực lượng dự bị của Tổng hành dinh NOVJ và Lữ đoàn xe tăng hạng nhẹ (3 tiểu đoàn) được điều từ Knin đến. Mặc dù chịu một số thiệt hại trong Chiến dịch Knin nhưng Quân đội NOVJ trên hướng này vẫn có được quân số 32.000 người, kể cả các đơn vị tăng cường. Đối đầu với Quân đoàn Dalmatia 8 (NOVJ) là 15.000 quân Đức và chư hầu thuộc Quân đoàn Sơn chiến 21 (Đức) đặt Sở chỉ huy tại Sarajevo gồm có: Sư đoàn Sơn chiến 389 (Đức), Sư đoàn Sơn chiến 9 (Ustaše), Trung đoàn bộ binh 359 thuộc Sư đoàn 181 (Đức), Trung đoàn pháo bờ biển 649 (Đức), Tiểu đoàn sơn pháo 909. Tiểu đoàn trinh sát 116 và tiểu đoàn Lê dương San Marko.
7 giờ sáng ngày 6 tháng 2, Sư đoàn Dalmatia 26 nổ súng tấn công các cứ điểm vòng ngoài của quân Đức tại khu vực Široki Brijeg. Ngoài 5 tiểu đoàn pháo binh của Lữ đoàn pháo 8, NOVJ còn điều động phi đội máy bay ném bom của họ gồm 2 chiếc IL-2 và 2 chiếc Speedfire. Cuối ngày 6 tháng 2, hơn 3.000 quân Đức và quân Ustaše bị bao vây tại ngôi làng Lise. Trên hướng Ljubuški, các sư đoàn Dalmatia 9 và 19 gặp phải sức chống cự yếu hơn của Trung đoàn 359 và nhóm quân Lê dương San Marko nên đã giải pohosng thị trấn Ljubuški trong ngày 6 tháng 2. Tướng Ernst von Lajzer, tư lệnh Quân đoàn Sơn chiến 21 (Đức) buộc phải hy sinh 3.000 quân Đức và Ustaše tại làng Lise, rút chủ lực các sư đoàn Sơn chiến 389 (Đức) và 9 (Ustaše) về giữ Mostar.
Ngày 7 tháng 2, Quân đoàn Dalmatia 8 tiếp tục tấn công. Hồi 15 giờ 30 phút cùng ngày, Sư đoàn Dalmatia 26 chiếm Široki Brijeg, một cứ điểm phòng ngự mạnh của quân Đức, loại khỏi vòng chiến đấu 379 quân Đức thuộc Tiểu đoàn 9 thuộc Sư đoàn Sơn chiến 389. Ngày 10 tháng 2, Bộ Chỉ huy NOVJ ở Bosnia - Herzegovina ra lệnh cho Quân đoàn Dalmatia 8 chuyển trọng điểm tấn công sang phía tây Mostar, đánh chiếm Nevesinje nhằm cắt đứt liên lạc giữa Saragevo và Mostar. Thực hiện mệnh lệnh này, tướng Petar Drapšin điều động Sư đoàn Herzegovina 29 và tăng cường cho sư đoàn này các Lữ đoàn Herzegovina 11 và 12 để tấn công từ Konjic lên Nevesinje. Đến ngày 13 tháng 2, Sư đoàn Herzegovina 29 vẫn dẫm chân trước tuyến phòng ngự của quân Đức phía nam Nevesinje. Tuy nhiên, từ hướng chính diện Mostar, các sư đoàn Dalmatia 9 và 19 đã tăng cường gây sức ép, buộc Sư đoàn Sơn chiến 389 Đứcphari phân tán lực lượng. Ngày 14 tháng 2, cả năm lữ đoàn (10, 11, 12, 13, 14) của Sư đoàn Herzegovina 29 đều đồng loạt tấn công phá vỡ hai tuyến phòng thủ của quân Đức tại các cứ điểm Bijeloga Polja và Jablanica, đánh chiếm Nevesinje. Quân NOVJ tiêu diệt và bắt sống 819 quân Đức, trong đó có 2 sĩ quan chỉ huy (các đại tá Wetzel và Wähmann), thu giữ 6 lựu pháo, 2 sơn pháo, 2 pháo chống tăng, 5 súng cối, 8 đại liên 21 trung liên, 354 súng trường, 5 xe con, 4 xe tải, 15 mô tô và 8 toa xe chở đầy đạn pháo.
Bị cắt đứt liên lạc với Mostar, tướng Ernst von Lajzer không còn một biện pháp nào để cứu vạn cho cứ điểm quan trọng này. Từ ngày 15 đến ngày 17 tháng 2, Quân đoàn Dalmatia 8 và Sư đoàn Herzegovina 29 tổng tấn công vào Mostar, nhanh chóng đè bẹp sức kháng cự của Trung đoàn 370, Tiểu đoàn xe bọc thép trinh sát 116 và những nhóm tàn binh còn lại của Trung đoàn 369 (Đức). 18 giờ ngày 17 tháng 2, Mostar được giải phóng. Cánh cửa vào Sarajevo từ hướng tây nam đã mở ra trước các đơn vị NOVJ.

### Chiến dịch Sarajevo - Zagreb

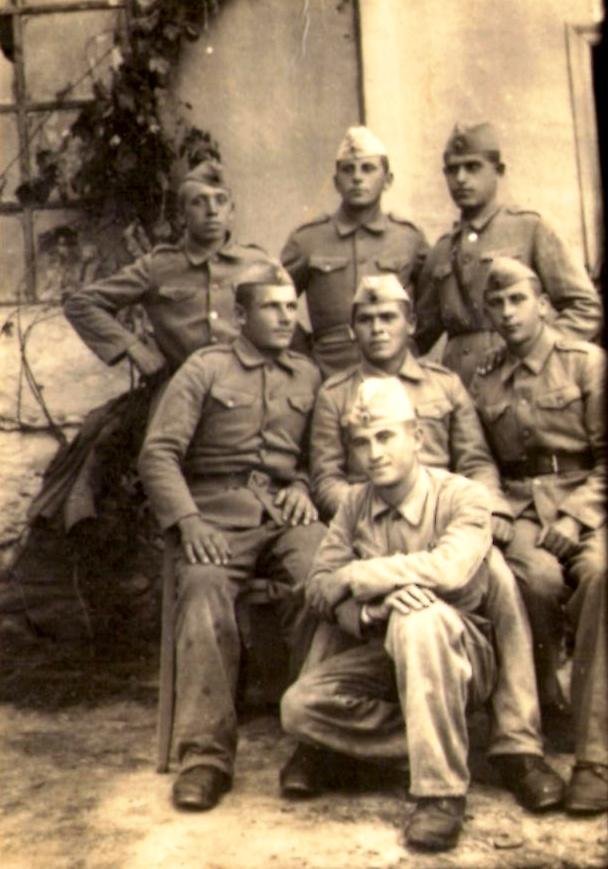
Một nhóm du kích Croatia, 1945

Các chiến dịch Knin và Mostar cùng với các đòn tấn công của liên quân NOVJ - Liên Xô trên hướng Beograd - Tuzla đã dồn ép những lực lượng còn lại của các cụm tập đoàn quân E và F (Đức) cùng các đơn vị quân Ustaše vào một hành lang nhỏ hẹp ở Trung Bosnia Herzegovina. Hành lang này bắt đấu từ Sarajevo kéo dài đến Bania Luka. Mặc dù quân Đức còn giữ được phần lớn lãnh thổ phía bắc Croatia nhưng binh lực của cả hai cụm tập đoàn quân E và F vẫn không đủ để giữ một chiến tuyến kéo dài dọc theo các con sông Sava, Bosni, vòng qua chỗ lồi Sarajevo, qua Bihac ra đến biển Adriatic. Tình thế mặt trận cho phép Bộ Tổng tư lệnh tối cao NOVJ và các cố vấn quân sự Liên Xô nghĩ đến một chiến dịch lớn để tiêu diệt cụm quân Đức - Ustaše tại "chỗ lồi" Sarajevo. Mùa xuân năm 1945, với 4 quân đoàn chủ lực được trang bị khá tốt, trong đó có 3 lữ đoàn, 11 trung đoàn pháo và 2 lữ đoàn xe tăng, quân đội NOVJ hoàn toàn có thể đạt được mục tiêu này.
Quân đội NOVJ tham gia chiến dịch có Tập đoàn quân Nam Tư 1 (7 sư đoàn và 2 lữ đoàn bộ binh), Tập đoàn quân Nam Tư 2 (14 sư đoàn bộ binh) và Tập đoàn quân Nam Tư 4 (từ ngày 1 tháng 3 năm 1945). Tập đoàn quân Nam Tư 3 (7 sư đoàn bộ binh) sử dụng cánh trái phối hợp với Tập đoàn quân Nam Tư 1 tấn công lên Zagreb, sử dụng cánh phải phối hợp với Tập đoàn quân 57 (Liên Xô) và Tập đoàn quân Bulgaria 1 tiến hành các hoạt động tấn công vào Hungary. Thời điểm diễn ra chiến dịch cũng thuận lợi do Quân đội Liên Xô đã hoàn thành Chiến dịch Budapest, giải phóng thủ đô Hungary và ngay sau đó đã thực hiện thành công Chiến dịch phòng ngự hồ Balaton đánh bại Tập đoàn quân xe tăng 6 SS (Đức) mở đường tấn công vào Viên và biên giới phía nam nước Đức.
Quân Đức và Ustaše tại Croatia và "chỗ lồi" Sarajevo còn lại Quân đoàn Sơn chiến 21 (chỉ còn lại các sư đoàn 181 và 369), các sư đoàn bộ binh độc lập 8, 9, 15 và Sư đoàn 7 SS "Prinz Eugen". Bộ Tổng tham mưu Đức đã điều động đến khu vực phía bắc Sarajevo Quân đoàn kỵ binh SS 15 Cossack do tướng SS Helmuth von Pannwitz chỉ huy gồm các sư đoàn kỵ binh Cossack 1 và 2. Quân Usteshi cũng chỉ còn lại 5 sư đoàn, trong đó có 2 sư đoàn chỉ còn tồn tại trên giấy tờ. Trên lãnh thổ Croatia, quân Đức còn một lực lượng đáng kể gồm các sư đoàn 11, 22, 41, 104, 117, 138, 237 (Đức) và Sư đoàn SS 14 Ukraina. Ở phía bắc Zagreb, quân Đức có Cụm tập đoàn quân Áo do tướng Lothar Rendulic chỉ huy nhưng cụm tập đoàn quân này bị chia sẻ làm ba hướng: hỗ trợ cho cụm Tập đoàn quân Nam của tướng Johannes Frießner giữ phần phía tây Hungary, trấn giữ phía tây nam Áo do quân đội Đồng Minh Anh, Mỹ đang gây sức ép nặng nề lên Cụm tập đoàn quân C để chuẩn bị cho cuộc Chiến dịch Bắc Ý. Chỉ 1/3 lực lượng này có thể hỗ trợ cho Cụm tập đoàn quân E (Đức) trong điều kiện các mặt trận còn lại đều yên tĩnh.
Ngày 30 tháng 3 năm 1945, Tập đoàn quân Nam Tư 4 của tướng Petar Drapšin đã đánh bại Quân đoàn kỵ binh SS 15 Cossack, giải phóng Bihać. Ngày 20 tháng 4, Tập đoàn quân Nam Tư 4 tiếp tục giải phóng tỉnh Lika và toàn bộ vùng ven biển Croatia. Ngày 1 tháng 5, Tập đoàn quân Nam Tư 4 tiếp tục đánh bại Quân đoàn 97 (Đức), chiếm Rieka, Triest và tiến đến biên giới cũ giữa Nam Tư và Ý. Ở phía đông, Tập đoàn quân Nam Tư 2 dưới sự chỉ huy của tướng Koča Popović từ bàn đạp tại chỗ giao nhau giữa sông Sava và sông Bosny đã mở cuộc tấn công lên phía bắc. Ngày 5 tháng 4, Tập đoàn quân Nam Tư 2 giải phóng Doboj và tiến đến tuyến sông Una. Ngày 6 tháng 4, các Quân đoàn Vô Sản 2, 3 và 5 thuộc Cụm quân độc lập Montenegro đã đoạt lại Sarajevo từ tay Quân đoàn Sơn chiến 21 (Đức). Ngày 12 tháng 4, Tập đoàn quân Nam Tư 3 do tướng Košta Nađ chỉ huy đã phối hợp với Tập đoàn quân Bulgaria 1 vượt sông Drava, tiến công vào khu vực Podravina, hình thành cánh quân vây bọc Zagreb từ phía bắc. Ngày 21 tháng 4, Tập đoàn quân Nam Tư 3 tiến đến biên giới quốc gia Nam Tư - Áo tại khu vực Dravograd. Bên cánh phải của họ, Tập đoàn quân Bulgaria 1 cũng giải phòng Maribor.
Trước đó, ngày 12 tháng 4, Tập đoàn quân Nam Tư 1 do tướng Peko Dapčević chỉ huy đã đập tan các tuyến phòng thủ của Quân đoàn bộ binh 34 (Đức) trên khu vực Syrmia và dọc theo thung lũng sông Sava và bao vây Zagreb. Tàn quân Đức tại hành lang Sarajevo - Bania Luka rút lên phía bắc đã bị rơi vào một "cái túi tác chiến" miệng túi đã được khép lại tại Zagreb. Quân Đức mất hơn 36.000 sĩ quan và binh sĩ tử trận, hơn 40.000 thương binh nằm la liệt khắp thành phố Zagreb. Ngày 7 tháng 5, 6 sư đoàn của các Tập đoàn quân Nam Tư 1 và 3 giải phóng Zagreb. Tướng Alexander Löhr và Bộ chỉ huy Cụm tập đoàn quân E (Đức) bỏ chạy lên phía bắc nhưng không thoát. Ngày 8 tháng 5, họ bị Quân Giải phóng Nam Tư bắt sống tại Ljubljana và bị đưa về Zagreb. Ngày 9 tháng 5, tại Zagreb, tướng Alexander Löhr ký vào biên bản đầu hàng không điều kiện của các cụm tập đoàn quân E và F (Đức) trước Quân Giải phóng nhân dân Nam Tư. Trong khi đó, một cụm lớn quân Đức, quân Ustaše, quân Bảo vệ tổ quốc Slovenia và quân SS Cossack khoảng 30.000 người vẫn cố gắng chọc thủng trận tuyến của NOVJ để chạy sang đầu hàng quân Anh - Mỹ tại Ý và Áo.

### Trận Poljana: Giải phóng hoàn toàn Nam Tư
Polijana là một ngôi làng nhỏ chỉ rộng hơn 2 km vuông nằm sát biên giới Nam Tư - Áo, trên lãnh thổ Slovenja. Sau khi quân Đức bại trận trong Chiến dịch Sarajevo - Zagreb, khoảng 30.000 tàn quân Đức, tàn quân Ustaše, tàn quân Bảo vệ tổ quốc Slovenia và tàn quân Chetniks đã chạy về đây và tiếp tục chống cự với hy vọng được người Anh tại Klagenfurt (Áo) che chở để không phải đầu hàng Quân Giải phóng nhân dân Nam Tư và cũng là để trốn tránh khỏi các tội ác chiến tranh mà những quân đội thân phát xít này đã gây ra đối với các tộc người ở Nam Tư.
9 giờ sáng ngày 14 tháng 5, một cụm lớn gồm tàn quân Đức, Ustaše, quân Bảo vệ tổ quốc Slovenia và Chetniks đã chạm súng với một đơn vị du kích thuộc NOVJ khi đơn vị này ngăn cả nhóm tàn quân này vượt biên giới sang đất Áo. Cụm tàn quân này lập ức triển khai cuộc tấn công với sự yểm hộ của mấy khẩu pháo, hy vọng nhanh chóng đè bẹp đội du kích của NOVJ đang đóng tại Poljana để mở đường thoát thân. Tuy nhiên, chiều 14 thánng 5, ba sư đoàn thuộc Quân đoàn Vo Sản 2 của Tập đoàn quân Nam Tư 3 dưới sự chỉ huy của tướng Kosta Nađ có 20 xe tăng yểm hộ đã vây chặt làng Poljana. Cuộc chiến kéo dài sang ngày 15 tháng 5, gây thương vong cho 310 tàn quân Đức, Ustaše, quân Bảo vệ tổ quốc Slovenia và Chetniks cùng hơn 100 quân NOVJ. Sau cuộc thương lượng kéo dài, quân Anh đã không can thiệp. Họ yêu cầu cụm tàn quân này đầu hàng Quân Giải phóng nhân dân Nam Tư với điều kiện được coi là tù binh chiến tranh. 16 giờ chiều 15 tháng 5, nhóm tàn quân kéo cờ trắng ra hàng.
Mặc dù một thời gian sau đó, trên vùng biên giới Nam Tư - Ý, Nam Tư - Áo, Nam Tư - Hungary còn diễn ra một số trận đụng độ giữa quân NOVJ với các toán tàn quân Chính phủ cứu nguy dân tộc Serbia, quân Quốc gia Độc lập Croatia, quân Bảo vệ tổ quốc Slovenia và quân Chetniks đã trở thành các toán phỉ nhưng trận Poljana được coi là trận đánh lớn cuối cùng của Quân Giải phóng nhân dân Nam Tư trong Chiến tranh thế giới thứ hai.

## Diễn biến sau chiến tranh

### Trận Odžak: đánh bại các lực lượng Ustaše thân Đức
Thời điểm kết thúc cuộc Chiến tranh thế giới thứ hai chỉ còn tính từng ngày và Đế chế thứ ba đứng trước triển vọng diệt vong không thể tránh khỏi nhưng những nhà lãnh đạo của cái gọi là "Nhà nước Croatia độc lập" thân phát xít cùng quân đội Ustaše vẫn không cam chịu thất bại. Vì không kịp rút theo quân Đức nên khoảng 10.000 tàn quân Ustaše do Petar Rajkovačić, Ibrahim Pjanić, Ivan Kalućič và Avdaga Hacić cầm đầu đã tụ tập tại Odžak, một thành phố nhỏ chỉ rộng khoảng hơn 10 km vuông nằm ở vị trí giáp ranh giữa Bosnia Herzegovina và Croatia bên bờ sông Sava (nay thuộc Bosnia Herzegovina) để tổ chức phòng thủ, chống lại quân đội NOVJ. Mặc dù Ante Pavelič, người đứng đầu nhà nước bù nhìn Croatia thân Đức yêu cầu chuyển các lực lượng về địa bàn nông thôn nhưng Petar Rajkovačić và các đồng sự của ông ta đã chống lệnh. Từ ngày 19 tháng 4 năm 1945, quân Ustaše đã biến Odžak hành một pháo đài và thề sẽ chiến đấu đến cùng. Trong khi đang tập trung binh lực để ao vây quân Đức tại hành lang Sarajevo - Banja Luka nhưng NOVJ vẫn phải dành ra Sư đoàn Serbia 25 và Sư đoàn Đông Bosnia 27 để đối phó với cánh quân Ustaše ở Odžak.
Từ ngày 19 tháng 4 đến ngày 28 tháng 4, lực lượng Ustaše bảo vệ Odžak gồm 1.000 quân của Ivan Kalućič và 850 quân của Petar Rajkovačić đã chống trả kịch liệt các cuộc tấn công của Sư đoàn Đông Bosnia 27 (NOVJ) tiêu diệt hoàn toàn một tiểu đoàn thuộc Lữ đoàn 16 của sư đoàn này, giết chết viên lữ đoàn trưởng Spaso Mičić. Quân Ustaše thu được những chiến lợi phẩm đầu tiên gồm 3 khẩu sơn pháo, 1 súng cối và 1 súng chống tăng. Ngày 28 tháng 4, các đại tá Ustaše Ibrahim Pjanić và Avdaga Hacić bị thất trận ở Zagreb cũng kéo theo gần 8.000 tàn binh Ustaše chạy về đây, đưa quân số của lực lượng Ustaše tại Odžak lên khoảng gần 10.000 người. Odžak trở thành một khối ung nhọt nguy hiểm phía sau các cánh quân chủ lực NOVJ đang tiến đánh lên biên giới tây bắc Nam Tư. Ngày 25 tháng 4 năm 1945, Josip Broz Tito yêu cầu Tập đoàn quân Nam Tư 2 phải sử dụng toàn bộ Quân đoàn bộ binh 3 gồm Sư đoàn 27 của đại tá Miloš Zekić, Sư đoàn 38 của đại tá Franjo Herljević và Sư đoàn 53 của đại tá Đurađ Predojević để tảo thanh khu vực Odžak. Các sư đoàn trưởng phải chịu trách nhiệm cá nhân nếu sau một tháng mà cánh quân Ustaše ở Odžak vẫn còn tồn tại.
Ngày 29 tháng 4, Quân Giải phóng nhân dân Nam Tư áp sát ngôi làng Vlaška Mala trên tuyến phòng thủ vòng ngoài phía đông nam Odžak và gửi tối hậu thư yêu cầu quân Ustaše đầu hàng. Tướng Petar Rajkovačić từ chối và hạ lệnh nã pháo vào các vị trí của quân NOVJ. Sau hai ngày giao chiến, quân NOVJ không chiếm được ngôi làng mà còn bị thiệt hại đáng kể, đặc biệt là Sư đoàn Bosnia 28. Ngày 1 tháng 5 năm 1945, tướng Koča Popović tăng viện cho Quân đoàn 3 (NOVJ) Sư đoàn bộ binh Bosnia 25 để tăng sức mạnh công kích. Tuy nhiên, được cổ vũ bởi cuộc phòng thủ của tàn quân Đức tại pháo đài Breslau, tướng Petar Rajkovačić hạ lệnh cho quân Ustaše tiến hành cuộc chiến hầm hào để phòng thủ thị trấn. Trong các trận đánh từ ngày 1 tháng 5 đến ngày 15 tháng 5, tổn thất của hai bên đều lên đến con số hàng nghìn. Tuy nhiên, NOVJ vẫn tiếp tục đưa các lực lượng tăng viện và vũ khí hạng nặng đến xung quanh Odžak, bao gồm các lữ đoàn Serbia 14, 19, 20; máy bay cường kích và một số khẩu đội Katysha tham gia chiến dịch.
Ngày 18 tháng 5, quân NOVJ bắt đầu tổng công kích vào thị trấn. Chiều 18 tháng 5, Lữ đoàn Serbia 20 chiếm được trạm phát thanh. Sáng 19 tháng 5, quân Ustaše phản công lấy lại trạm phát sóng này và hô hào người Croatia đứng lên chiến đấu. Mặc dù đã được tổ chức thành 4 trung đoàn giữ bốn khu vực xung quanh Odžak nhưng quân Ustshi vẫn không ngăn cản được hơn 20.000 quân NOVJ đột kích vào nội đô. Trong các ngày 23 và 24 tháng 5, không quân NOVJ đã tổ chức các trận ném bom vào các vị trí của quân Ustaše, gây thuwong vong lớn cho các lực lượng này và cả dân thường. Trước thế cục thất bại không thể tránh khỏi, sáng 25 tháng 5, tướng Petar Rajkovačić tự sát sau khi bị thương nặng. Các nhóm tàn quân Ustaše gồm khoảng 700 người chạy trốn vào khu vực rừng núi Bosnia và bắt đầu tổ chức các hoạt động phỉ cho đến khi họ bị các lực lượng an ninh Nam Tư tiêu diệt hoàn toàn vào năm 1947 tại Lipa. Chiều 25 tháng 5, quân NOVJ đánh chiếm nhà ga, bệnh viện trung tâm thị trấn, trạm phát thanh, cảng sống và trường tiểu học, tiêu diệt các toán tàn binh của quân Ustaše còn lại trong thị trấn. Đến 18 giờ cùng ngày, quân NOVJ đã hoàn toàn làm chủ Odžak.
Mặc dù Quân Giải phóng nhân dân Nam Tư chiếm được Odžak nhưng hàng nghìn dân thường trong thành phố đã thiệt mạng, hàng chục nghìn người khác bị thương. Josip Broz Tito ra lệnh phong tỏa mọi thông tin về chiến dịch này. Những tài liệu đầu tiên về cuộc chiến tại Odžak chỉ được tiết lộ một cách nhỏ giọt sau khi J. B. Tito qua đời. Không những thế, những sự kiện tháng 4, tháng 5 năm 1945 ở Odžak đã trở thành đầu mối cho sự hiềm thù dai dẳng giữa người Croatia với người Serb và người Bosnia Herzegovina và trở thành một trong những mầm mống sâu xa của cuộc Chiến tranh Nam Tư 1991-1994 với kết quả là Croatia tách khỏi Nam Tư thành một nhà nước độc lập như hiện nay.

### Số phận của tàn binh Chetnik và ngụy quân Nam Tư
Sau thất bại trong trận Poljana, ngày 15 tháng 5 năm 1945 quân Quốc gia Độc lập Croatia, quân Chính phủ cứu nguy dân tộc Serbia cùng quân đoàn kỵ binh Côdắc SS số 14 đã đầu hàng quân Anh. Chính quyền Quốc gia Độc lập Croatia - một thành viên của Công ước Genève từ ngày 20 tháng 1 năm 1943 - đã hy vọng rằng họ có thể được đối xử theo quy chế của công ước này, nhưng các nỗ lực đàm phán của họ đã thất bại. Trước đó, vào ngày 5 tháng 5 năm 1945, tại thành phố Palmanova (cách Trieste 50 km về phía tây bắc), 2.800 quân Chính phủ cứu nguy dân tộc Serbia đã đầu hàng quân Anh. Ngày 12 tháng 5, thêm 2.500 quân Chính phủ cứu nguy dân tộc Serbia đầu hàng tại Unterbergen trên bờ sông Drava.
Ngày 11 và 12 tháng 5, Quân Giải phóng nhân dân Nam Tư đã gặp quân Anh tại Klagenfurt, Áo. Phía Anh tỏ ra không hài lòng về việc này và đại sứ Anh ở Beograd đã yêu cầu Tito cho quân rút khỏi Áo. Đáp lại, ngày 15 tháng 5 Tito tuyên bố đặt những đơn vị Nam Tư tại Áo dưới sự điều khiển chung của các nước Đồng Minh và sau đó, ngày 20 quân Nam Tư bắt đầu rút khỏi Áo. Đến ngày 1 tháng 6, phần lớn các tù binh thuộc quân Chính phủ cứu nguy dân tộc Serbia, Croatia và quân đoàn Côdắc SS đã được giao trả cho Quân Giải phóng nhân dân Nam Tư theo một phần của chiến dịch Keelhaul. Những tù binh này đã bị quân giải phóng xử tử hình tại Bleiburg.
Không lâu sau đó, ngày 13 tháng 3 năm 1946, Dragoljub Draža Mihailović bị Cục An ninh Quốc gia Nam Tư (Odsjek Zaštite Naroda - OZNA) bắt sống. Từ ngày 10 tháng 6 đến ngày 15 tháng 7 ông ta bị đưa ra tòa xét xử và kết án tử hình với tội danh phản quốc và tội ác chiến tranh. Cuối cùng, câu chuyện giữa Quân Giải phóng nhân dân Nam Tư và quân phỉ Chetniks kết thúc bằng việc D. Mihailović bị xử bắn cùng với 9 thành viên Chetnik cao cấp khác vào ngày 18 tháng 7 tại Lisičiji Potok, cách cung điện cũ 200 cây số.

## Kết quả, đánh giá và ảnh hưởng

### Kết quả
Như đã đề cập, ngày 8 tháng 3 năm 1945 một chính phủ liên hiệp ở Nam Tư đã được thành lập tại Beograd với Tito làm Thủ tướng và Ivan Šubašić là Bộ trưởng Ngoại giao. Vua Petar II Karađorđević đã đồng ý chờ một cuộc trưng cầu ý dân về việc ông có được chấp nhận để tiếp tục làm vua ở Nam Tư hay không, tuy nhiên cuộc trưng cầu đã cho kết quả áp đảo về việc yêu cầu nhà vua thoái vị. Ngày 29 tháng 11, Hội đồng Lập hiến Nam Tư tuyên bố phế bỏ chế độ quân chủ và Quốc hội khóa I của Nam Tư họp tại Beograd thành lập Cộng hòa Liên bang Nhân dân Nam Tư theo chế độ Xã hội chủ nghĩa. Tito được bổ nhiệm làm thủ tướng của Liên bang. Trước đó, vào ngày 8 tháng 6, Hoa Kỳ, Anh và Nam Tư đã đạt được thỏa thuận về việc quản lý vùng lãnh thổ tự do Trièst, theo đó vùng phía bắc (vùng A) do Anh và Mỹ quản lý và vùng phía nam (vùng B) do Nam Tư quản lý. Đến năm 1954, vùng A chính thức trở thành tỉnh Trièst của nước Ý, còn vùng B trở thành lãmh thổ của Nam Tư (nay là các vùng Primorska của Slovenia và hạt Istra của Croatia).

#### Thương vong của người dân Nam Tư
| Dân tộc                | Thống kê năm 1964 | Theo Kočović | Theo Žerjavić |
| ---------------------- | ----------------- | ------------ | ------------- |
| Người Serb             | 346.740           | 487.000      | 530.000       |
| Người Croatia          | 83.257            | 207.000      | 192.000       |
| Người Slovenia         | 42.027            | 32.000       | 42.000        |
| Người Montenegro       | 16.276            | 50.000       | 20.000        |
| Người Macedonia        | 6.724             | 7.000        | 6.000         |
| Người Hồi giáo         | 32.300            | 86.000       | 103.000       |
| Các dân tộc Xlavơ khác | –                 | 12.000       | 7.000         |
| Người Albania          | 3.241             | 6.000        | 18.000        |
| Người Do Thái          | 45.000            | 60.000       | 57.000        |
| Người Di-gan           | –                 | 27,000       | 18,000        |
| Người Đức              | –                 | 26,000       | 28,000        |
| Người Hungary          | 2,680             | –            | –             |
| Người Slovakia         | 1,160             | –            | –             |
| Người Thổ              | 686               | –            | –             |
| Khác                   | –                 | 14.000       | 6.000         |
| Không rõ               | 16.202            | –            | –             |
| Tổng cộng              | 597.323           | 1.014.000    | 1.027.000     |

Theo ước tính của Chính phủ Nam Tư công bố cho Ủy ban Bồi thường chiến tranh Quốc tế vào năm 1946, tổng thương vong của Nam Tư là 1.704.000 người. Tuy nhiên con số này bao gồm cả việc so sánh với dân số Nam Tư có thể có nếu chiến tranh không xảy ra, số trẻ con không được sinh ra, và thương vong do bệnh tật và dân cư phiêu bạt khắp nơi. Cụ thể hơn, Giáo sư Vladeta Vučković giải thích rằng thực ra 1,7 triệu người đó không hẳn là thương vong trong chiến tranh mà là số dân bị hao hụt. Con số thương vong này được trình lên Hội đồng Bồi thường Chiến tranh của các nước Đồng Minh năm 1948 nhưng lần này ghi chú là chỉ bao hàm các con số thương vong liên quan tới chiến tranh. Sau khi phía Đức yêu cầu Nam Tư đưa ra các tài liệu xác minh con số này, Cục Thống kê Nam Tư đã tiến hành một cuộc điều tra tên toàn quốc vào năm 1964 về thương vong trong thời kì chiến tranh và đã đưa ra con số người chết là 597.323. Kết quả thống kê được giữ bí mật và chỉ được công bố vào năm 1989.
Cục Điều tra Dân số Hoa Kỳ vào năm 1954 đưa ra số người Nam Tư chết liên quan tới chiến tranh là 1.067.000 người. Phía Hoa Kỳ cho rằng con số 1,7 triệu người chết là không chính xác vì nó được đưa ra quá sớm sau khi chiến tranh kết thúc và không được ước tính theo quy tắc của một cuộc điều tra dân số sau chiến tranh. Một nghiên cứu gần đây của Vladimir Žerjavić cho ra con số người chết là 1.027.000, trong đó tổn thất về quân sự là 237.000 binh sĩ du kích Nam Tư và 209.000 quân Quốc gia Độc lập Croatia (bao gồm Lực lượng vũ trang Cận vệ Croatia và quân Ustaše). Số dân thường thiệt mạng là 581.000, bao gồm 57.000 người Do Thái. Thương vong của người dân trong các quốc gia và vùng lãnh thổ thuộc Nam Tư là: Bosnia 316.000; Serbia 273.000; Croatia 271.000; Slovenia 33.000; Montenegro 27.000; Macedonia 17.000; và bị giết ngoài lãnh thổ Nam Tư là 80.000. Một nhà thống kê người Serb gốc Bosnia Bogoljub Kočović cho ra một con số thấp hơn: 1.014.000 người. Hai con số này được Giáo sư Đại học Bang San Francisco Jozo Tomasevich cho rằng là tương đối đáng tin cậy và trung lập. Tuy nhiên con số của Žerjavić đã bị nhiều người chỉ trích, cho rằng ông ta cố tình làm giảm nhẹ vai trò của quân Quốc gia Độc lập Croatia trong việc đàn áp và giết hại dân thường và những người kháng chiến Nam Tư cũng như làm giảm nhẹ các tội ác của chính quyền Quốc gia Độc lập Croatia trong việc thanh lọc sắc tộc. Một số tổ chức như Yad Vashem và Trung tâm Simon Wiesenthal chưa chính thức thừa nhận các con số thống kê của tác giả này.
Dầu sao, những thương vong như thế là rất khủng khiếp cho đất nước và người dân Nam Tư. Sự tàn phá ghê gớm của cuộc chiến tranh có thể được giải thích bằng các lý do sau:
| Vùng lãnh thổ         | Số người chết | Còn sống |
| --------------------- | ------------- | -------- |
| Bosnia và Hercegovina | 177.045       | 49.242   |
| Croatia               | 194.749       | 106.220  |
| Macedonia             | 19.076        | 32.374   |
| Montenegro            | 16.903        | 14.136   |
| Slovenia              | 40.791        | 101.929  |
| Serbia                | 97.728        | 123.818  |
| Kosovo                | 7.927         | 13.960   |
| Vojvodina             | 41.370        | 65.957   |
| Không rõ              | 1.744         | 2.213    |
| Tổng                  | 597.323       | 509.849  |

1. Các hoạt động chiến tranh ác liệt của tất cả các phe tham chiếm trên mặt trận Nam Tư.[125]
2. Những hoạt động tàn sát dân thường và thanh lọc sắc tộc dã man của phát xít Ý, Đức Quốc xã đối với các "dân tộc hạ đẳng" (Untermensch) Xlavơ - trong trường hợp này cụ thể là người Serb.[125] Một trong những cuộc tàn sát tồi tệ và dã man nhất đó chúnh là vụ thảm sát Kragujevac với gần 2.800 người Serb đã bị giết[126]. quân Quốc gia Độc lập Croatia cũng không kém tích cực trong việc tàn sát người Serb, với những vụ tàn sát diễn ra trên khắp lãnh thổ Croatia, nhiều nhất là Banija, Kordun, Lika, tây bắc Bosnia, Đông Herzegovina và ở các trại tập trung như ở trại tập trung Jasenovac. Quân phỉ Chetniks cũng nhúng tay vào nhiều vụ thảm sát người Hồi giáo tại Bosnia và Sandžak, và thảm sát người Croatia tại Bosnia và Hercegovina, Bắc Dalmatia, và Lika. Người Do Thái cũng bị giết khá nhiều tại Nam Tư hoặc bị trục xuất và tiếp tục bị giết ở các trại tập trung tại Đức, Na Uy, Hy Lạp.[127] Ở tỉnh Ljubljana, chính quyền địa phương của phát xít Ý do Mario Roatta đứng đầu cũng dồn người Slovenia vào các trại tập trung và thực hiện chính sách đồng hóa đối với họ.[128][129][130] Đáp trả lại, lực lượng du kích kháng chiến Nam Tư cũng thẳng tay trừng trị các phần tử hợp tác với quân phát xít xâm lược, tỉ như vụ tử hình tập thể những tù binh của quân quân Ustaše tại Bleiburg[131].
3. Chiến tranh cũng gây ra việc sụt giảm sản xuất nông nghiệp, hạn hán, mất mùa, đói kém, dịch bệnh.[132]
4. Các cuộc ném bom của không quân Đồng Minh vào tuyến tiếp tế của quân Đức cũng trúng vào dân thường, nghiệm trọng nhất là ở Podgorica, Leskovac, Zadar và Beograd.[133]
5. Ngoài ra còn phải tính đển 335.000 dân số bị hao hụt do tỉ lệ sinh giảm và 660.000 người phải bỏ nhà cửa phiêu bạt đi nơi khác.[133]

#### Thương vong của phía Đức Quốc xã và phát xít Ý
Theo các báo cáo thương vong của phía Đức thu giữ được từ tài liệu lưu trữ riêng của tướng Hermann Reinecke, người đứng đầu cơ quan quan hệ đối ngoại của Bộ Tư lệnh Tối cao Đức Quốc xã, thương vong của quân đội chính quy Đức tại vùng Balkan là khoảng 24.000 người chết và 12.000 mất tích, không có thống kê về bị thương. Phần lớn số thương vong này là ở Nam Tư.

### Đánh giá
Cuộc Chiến tranh nhân dân giải phóng Nam Tư là một hoạt động du kích chống phát xít có quy mô, thời gian, cường độ ác liệt vào loại lớn nhất ở Đông Âu trong Chiến tranh thế giới thứ hai, chỉ đứng sau cuộc chiến tranh du kích của nhân dân Liên Xô trong các vùng bị quân đội Đức Quốc xã chiếm đóng. Giống như phong trào kháng chiến chống phát xít ở Pháp diễn ra cùng thời kỳ lịch sử, cuộc chiến tranh nhân dân giải phóng Nam Tư đã quy tụ được hầu hết các lực lượng Nam Tư yêu nước, chống phát xít. Cuộc chiến tranh nhân dân giải phóng Nam Tư có phần phức tạp hơn cuộc kháng chiến chống phát xít ở Pháp do chỗ không giống như nước Pháp là một dân tộc tương đối thuần nhất, Nam Tư là một cuộc gia đa sắc tộc với nhiều mảng lãnh thổ khác nhau, có nền bản sắc văn hóa khác nhau, thậm chí trong lịch sử đã có sự xung đột với nhau, được lắp ghép vào một nước Nam Tư ra đời sau Chiến tranh thế giới thứ nhất. Việc lãnh đạo một quốc gia đa sắc tộc, bị chia rẽ ngay trong cuộc chiến tiến hành thành công cuộc chiến tranh nhân dân để giải phóng dân tộc mình là một thành công lớn của Hiệp hội giải phóng dân tộc Nam Tư chống phát xít (AVNOJ) mà đứng đầu là Ủy ban Giải phóng dân tộc trung ương Nam Tư (NKOJ).
Trong thành phần các đảng phái, các sắc tộc, cách xu hướng chính trị tham gia cuộc đấu tranh vũ trang kiên trì, bền bỉ trong hơn 4 năm (tháng 4-1941 đến tháng 5-1945) nổi lên vai trò lãnh đạo và tổ chức của Đảng Cộng sản Nam Tư và vai trò quyết định trên chiến trường của Quân Giải phóng nhân dân Nam Tư (NOVJ). Đảng Cộng sản Nam Tư không lãnh đạo cuộc kháng chiến một cách trực tiếp mà thông qua Hiệp hội giải phóng dân tộc Nam Tư chống phát xít (AVNOJ) và từ cuối năm 1943, thông qua Ủy ban giải phóng dân tộc Nam Tư (NKOJ) ở trung ương và các địa phương. Nếu không có các tổ chức chính trị này, cuộc đấu tranh vũ trang của Quân Giải phóng Nam Tư sẽ mất đi chỗ dựa của các tầng lớp nhân dân Nam Tư, trở nên cô lập trước các tổ chức dân tộc li khai cực đoan như nhà nước Montenegro tự trị (do Phát xít Ý dựng lên), nhà nước Serbia tự trị và nhà nước Croatia độc lập (do Đức Quốc xã dựng lên).
Kinh nghiệm tổ chức chiến tranh du kích của nhân dân Nam Tư đã được những người cộng sản Việt Nam học tập ngay từ trước khi bắt đầu cuộc kháng chiến chống Pháp. Hồ Chí Minh viết:
| “                                                                  | Cũng bằng chiến thuật du kích, quân Nam Tư đã thắng nổi được quân Đức. Chúng ta học kinh nghiệm của quân đội Trung Hoa và quân đội Nam Tư, chúng ta nhất định sẽ thắng trong cuộc chiến đấu tự vệ của chúng ta | ” |
| — Hồ Chí Minh, bài đăng trên báo Cứu Quốc số 434, ngày 13-12-1946. | |   |

Trong diễn văn đọc tại cuộc chiêu đãi đoàn đại biểu Việt Nam Dân chủ Cộng hòa tại thủ đô Beograd ngày 5 tháng 8 năm 1958, Hồ Chí Minh đã đánh giá cao người Nam Tư trong cuộc chiến đấu chống phát xít và một lần nữa muốn tìm hiểu những kinh nghiệm tổ chức chiến tranh giải phóng dân tộc ở Nam Tư để vận dụng vào cuộc kháng chiến chống Mỹ của nhân dân Việt Nam:
| “             | Trong những giờ phút đen tối nhất của cuộc đại chiến vừa qua, mặc dù sống dưới ách thống trị của bọn thực dân, nhân dân Việt Nam luôn theo dõi một cách khâm phục của nhân dân Nam Tư chống chủ nghĩa phát xít cũng như nhân dân Việt Nam rất vui sướng chào mừng việc thành lập nước Cộng hòa nhân dân Liên bang Nam Tư... Trong thời gian ở Nam Tư, chúng tôi sẽ cố gắng tìm hiểu những kinh nghiệm của nhân dân Nam Tư | ” |
| — Hồ Chí Minh | |   |

Trong giai đoạn cuối của cuộc chiến tranh nhân dân giải phóng Nam Tư, Liên Xô đánh giá cao tinh thần chiến đấu của Quân giải phóng nhân dân Nam Tư. Họ đã có những trận đánh xuất sắc trong việc phối hợp với quân đội Liên Xô tại Chiến dịch tấn công Beograd và tại các khu vực Cačak, Krajevo, Danilovgrad, Skadar, Podgorića, Knin và Gučar, phá vỡ kế hoạch rút quân về Hungaria, Áo và Ý của các cụm tập đoàn quân E, F và Cụm tập đoàn quân Serbia (Đức). Đặc biệt, trong chiến dịch Mostar, Quân đoàn Dalmatia 8, Sư đoàn Serbia 29 (thuộc Quân đoàn Vô Sản 2) và Lữ đoàn xe tăng Nam Tư đã buộc quân Đức phải cố chống giữ trên hướng Sarajevo, từ bỏ kế hoạch rút Sư đoàn bộ binh 7 SS "Prinz Eugen" về Hungary. Sau chiến tranh, tướng S. M. Stemenko, Phó Tổng tham mưu trưởng quân đội Liên Xô viết:
| “                 | Bộ Tổng tham mưu Liên Xô đánh giá cao sự chi viện đó của các chiến hữu Nam Tư | ” |
| — S. M. Stemenko. |                                                                               |   |

Nửa thời gian đầu của cuộc chiến tranh giải phóng, nhân dân Nam Tư gần như phải chiến đấu đơn độc trong vòng phong tỏa của quân đội Đức Quốc xã, phát xít Ý và quân của các nước thân phát xít Bulgaria, Romania, Hungary và quân của các thế lực thân phát xít ngay tại Nam Tư. Sau khi quân Đồng Minh Anh, Mỹ đổ bộ lên bán đảo Apenin và giải phóng miền Nam nước Ý, quân đội các nước đồng minh Anh, Mỹ và Liên Xô bắt đầu có những sự trợ giúp đáng kể về vũ khí cho Quân Giải phóng nhân dân Nam Tư. Trong đó, vũ khí, đạn dược và quân trang quân dụng của Anh chiếm ưu thế. Các nước Đồng Minh cũng thiết lập các phái bộ quân sự tại Tổng hành dinh của NOVJ, tạo sự phối hợp có hiệu quả hơn giữa NOVJ và quân đội các nước Đồng Minh bao gồm cả sự chia sẻ thông tin tình báo để đối phó với quân đội các nước phe Trục. Đến cuối năm 1944, khi quân đội Liên Xô tiến váo bán đảo Balkan, sự giúp đỡ của Liên Xô tăng lên đáng kể. Trong đó, Cụm không quân mặt trận Nam Tư gồm 2 sư đoàn không quân Liên Xô (236 và cận vệ 10) và một căn cứ không quân tại Crajova bao gồm toàn bộ người, máy bay, vũ khí, đạn dược và các phương tiện hậu cần đảm bảo do tướng A. N. Vitrukh làm tư lệnh được chuyển giao cho Nam Tư sử dụng và đặt dưới quyền chỉ huy trực tiếp của Tổng hành dinh NOVJ vào tháng 11 năm 1944. Ngày 23 tháng 3 năm 1945, Lữ đoàn xe tăng Nam Tư gồm 65 xe tăng T-34 được xây dựng tại Tula (Liên Xô) đã về đến Nam Tư bằng đường sắt và trở thành mũi nhọn đột kích mạnh của NOVJ trong các chiến dịch cuối cùng giải phóng đất nước Nam Tư khỏi sự chiếm đóng của phát xít Đức.
Trong các hoạt động quân sự tại Nam Tư, quân đội Liên Xô chỉ đóng vai trò chủ lực trong Chiến dịch tấn công Beograd. Sau đó, họ kéo quân sang Hungary để tổ chức tấn công và bao vây một phần Cụm tập đoàn quân Nam (Đức) tại Budapest và tiến hành chiến dịch phòng ngự Hồ Balaton. Quân đội Bulgaria cũng chỉ giúp đỡ một phần lực lượng để giải phóng vùng Macedonia. Quân đội NOVJ đã gánh vai trò chủ đạo trong cuộc chiến giải phóng đất nước mình. Tuy nhiên, những người Nam Tư yêu nước vẫn đánh giá cao sự giúp đỡ của các nước đồng minh Liên Xô, Anh, Mỹ và quân đội của Mặt trận Tổ Quốc Bulgaria đối với sự nghiệp giải phóng dân tộc của họ.
Đánh giá tổng quát về toàn bộ cuộc Chiến tranh nhân dân giải phóng Nam Tư, nhà sử học Branko Petranović viết:
| “                    | Những nỗ lực ngày càng tăng cường của người dân Nam Tư trong cuộc đấu tranh giải phóng dân tộc như một cuộc chạy đua liên tục với kẻ thù. Từ việc khắc phục những điểm yếu trong quá trình phòng thủ vùng lãnh thổ tự do chuyển thành các "cuộc đối mặt" trong một trận chiến lớn. Từ những nhóm nhỏ du kích rời rạc, lẻ tẻ, yếu ớt trước "cuộc chinh phục không tưởng" của đối phương đã phát triển thành các đội quân lớn. Sau đó, nhờ có những thành công ngày càng lớn trên các mặt trận và việc bắt liên lạc với phe Đồng Minh trong năm 1943 đã xua tan những dị nghị về một cuộc chiến tranh du kích cùng với các mục tiêu cách mạng của nó. Cuộc chiến đấu liên tục ấy đã được đẩy mạnh thành một cuộc kháng chiến toàn diện và có trọng điểm tại những khu vực chiến lược quan trọng. Trong cái gọi là nền "trật tự mới" của Hitler, cuộc chiến đấu đó có một ý nghĩa chính trị tư tưởng và đạo đức cho tất cả các phong trào kháng chiến... Mặc dù cuộc chiến ban đầu diễn ra trong sự đơn độc, lãnh thổ bị chiếm đóng, quân đội thì sụp đổ nhưng cuộc chiến du kích cũng có ý nghĩa lớn về mặt đạo đức và tinh thần đối với các lực lượng Đồng minh trong các chiến dịch quân sự của họ ở Bắc Phi và Mặt trận phía đông trong giai đoạn 1941-1942. Bởi vì các chiến binh trong quân đội các nước Đồng Minh biết rằng ở đâu đó rất sâu trong nền móng của chế độ Hitler, vẫn có những chiến binh đang không ngừng đổ máu cho cuộc kháng chiến chống chủ nghĩa phát xít và buộc quân đội phát xít phải mất máu. | ” |
| — Branko Petranović. | |   |

### Ảnh hưởng
Về ý nghĩa tinh thần, cuộc chiến tranh nhân dân giải phóng Nam Tư là một trong những tấm gương về lòng dũng cảm của các dân tộc ở Đông Âu dám đương đầu với đội quân nhà nghề của Đức Quốc xã và Phát xít Ý để tự giải phóng mình. Cuộc đấu tranh đó cũng trở thành mẫu hình để người Albania học tập và áp dụng cho chính mình. Haxhi Lleshi, một lãnh tụ phong trào giải phóng chống phát xít ở Albania (sau này là Chủ tịch Hội đồng bộ trưởng Cộng hòa Nhân dân Xã hội chủ nghĩa Albania) đã sang Nam Tư tham gia các hoạt động du kích trong hàng ngữ NOVJ từ cuối năm 1941. Năm 1943, ông trở về nước tham gia chỉ huy Quân giải phóng nhân dân Albania do Đảng Cộng sản Albania lãnh đạo, mang theo những kinh nghiệm tổ chức chiến tranh du kích và tổ chức chính quyền kháng chiến ở Nam Tư để vận dụng cho Albania. Cuộc chiến tranh nhân dân giải phóng Albania đã đưa nước này trở thành nước Đông Âu duy nhất thành công trong sự nghiệp chống phát xít, tự giải phóng đất nước mình mà không cần đến sự giúp đỡ đáng kể nào của Liên Xô cũng như của các đồng minh Anh và Mỹ.
Về ý nghĩa quân sự, cuộc chiến tranh nhân dân giải phóng Nam Tư cùng với các cuộc chiến của quân du kích Albania, Bulgaria và Hy Lạp có tác dụng như một khối ung nhọt không thể chữa lành trong hậu phương Balkan của quân đội Đức Quốc xã. Nếu như thời kỳ đầu cuộc chiến, quân đội Đức Quốc xã và Phát xít Ý chỉ cần huy động khoảng 700.000 quân là có thể đánh bại quân đội 850.000 người của Vương quốc Nam Tư trong vòng 11 ngày và chiếm đóng Nam Tư, thì đến giai đoạn giữa và cuối của cuộc chiến, họ đã phải huy động khoảng 1.700.000 quân các loại cùng hơn 500.000 quân của các lực lượng Nam Tư thân phát xít nhưng vẫn không thể tiêu diệt được lực lượng NOVJ và chịu nhiều tổn thất lớn. Phong trào kháng chiến chống phát xít ở Balkan nói chung và Nam Tư nói riêng đã làm cho các cụm tập đoàn quân E, F và Serbia của quân Đức không thể rút đi nhiều lực lượng để chi viện cho các chiến trường chính tại Liên Xô, Ý và Pháp.
Khác với các cuộc kháng chiến chống phát xít tại Ba Lan, Tiệp Khắc và Pháp được lãnh đạo bởi các tổ chức yêu nước có trụ sở tại nước ngoài, ANOVJ đặt trụ sở chính thức của mình ngay trên lãnh thổ Nam Tư từ đầu đến cuối cuộc chiến. Bản thân Tổng tư lệnh NOVJ Josip Broz Tito cũng chỉ ra khỏi Nam Tư trong một thời gian ngắn khi diễn ra Chiến dịch "Hiệp sĩ" do Đức quốc xã tổ chức nhằm tiêu diệt cá nhân ông và cơ quan đầu não NOVJ. Điều đó tạo nên uy tín và ảnh hưởng rất lớn của AVNOJ và NOVJ đối với người dân Nam Tư cũng như trên trường quốc tế. Cũng vì việc đem sức mình tự giành độc lập cho mình là chủ yếu nên sau khi giải phóng đất nước khỏi sự chiếm đóng của Đức Quốc xã, Nam Tư cũng như Albania mặc dù cùng do Đảng Cộng sản lãnh đạo nhưng lại có được một vị thế chính trị độc lập cao hơn rất nhiều so với các nước được giải phóng nhờ sức mạnh của quân đội các nước Đồng Minh. Điều này lý giải cho chính sách đối nội và đối ngoại của Nam Tư (cũng như của Albania) sau này không bị phụ thuộc quá nhiều vào Liên Xô như các nước trong Khối Warszawa và cũng không bị phụ thuộc vào các đồng minh Anh, Mỹ như Hy Lạp và Ý.
Cuộc chiến tranh nhân dân giải phóng Nam Tư đã giải quyết về cơ bản vấn đề chia rẽ dân tộc, chia rẽ sắc tộc, chia rẽ tôn giáo vốn tồn tại hàng chục thế kỷ nay giữa các tộc người, các tôn giáo ở Nam Tư. Trước hiểm họa bị diệt vong, người Nam Tư về cơ bản đã đoàn kết lại với nhau để cùng chống kẻ thù chung. Mặc dù nước Đức Quốc xã và phát xít Ý đã tổ chức ra những nhà nước độc lập, tự trị nhằm làm suy yếu sức mạnh của người dân Nam Tư nhưng tinh thần đoàn kết giữa các dân tộc Nam Tư xung quanh AVNOJ vẫn chiếm ưu thế và trở thành nguồn động lực tinh thần để tiến hành chiến tranh nhân dân giải phóng dân tộc. Đáng tiếc là đến cuối thế kỷ XX, do sai lầm nghiêm trọng của những người cộng sản Nam Tư về đường lối đối nội, đối ngoại, về chính sách kinh tế, do sự chia rẽ trong nội bộ Liên đoàn Cộng sản Nam Tư sau khi Josip Broz Tito qua đời cùng với các tác động bất lợi từ bên ngoài; đất nước Nam Tư đã rơi vào khủng hoảng và trở thành nước duy nhất ở châu Âu có hai lần hợp nhất và hai lần tan rã trong vòng chỉ một thế kỷ.

## Di sản

### Nghệ thuật tạo hình và bảo tàng

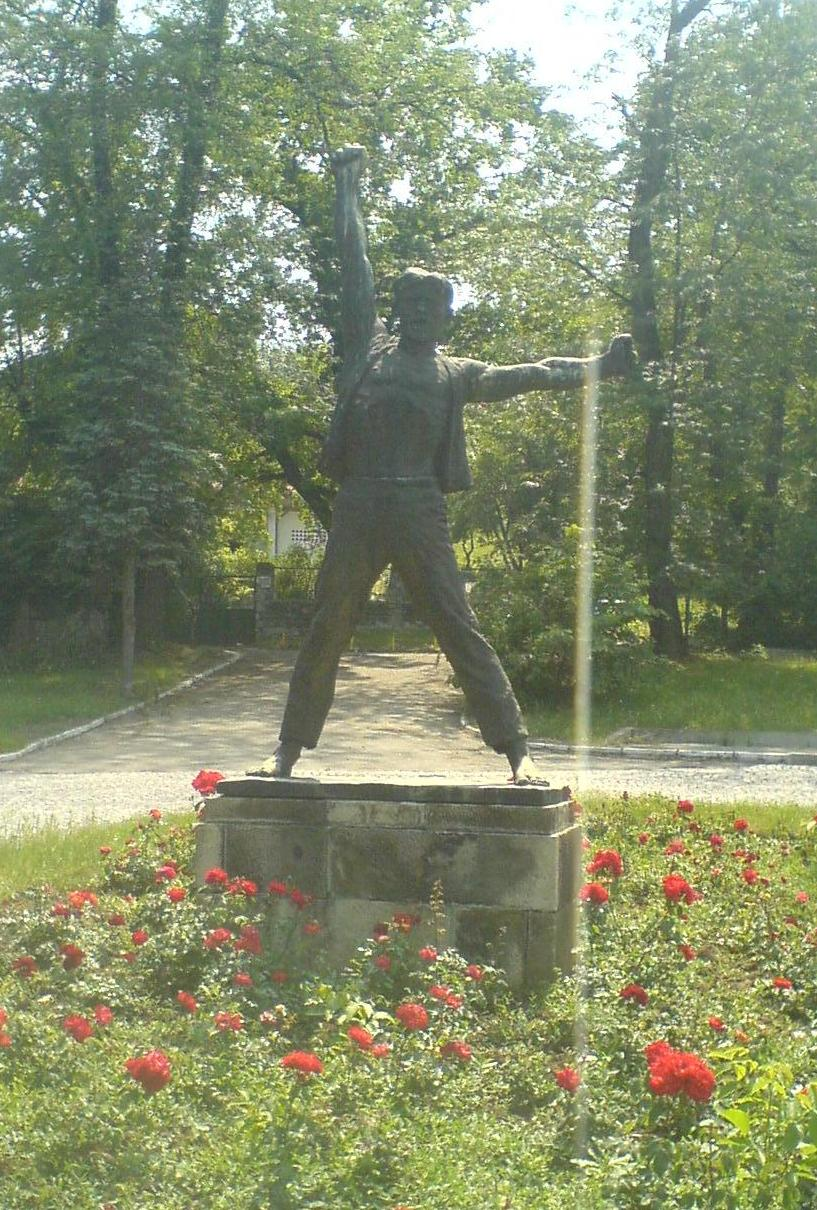
Tượng đài kỷ niêm "Kêu gọi khởi nghĩa" tại Bảo tàng 4-7 ở Beograd

Sau chiến tranh, nhiều tượng đài và đài tưởng niệm đã được dựng lên ở các thành phố lớn trên khắp đất nước Nam Tư. Tượng đài nổi tiếng nhất là một đài tưởng niệm cho những người lính "Kêu gọi khởi nghĩa" ở Bakic (Beograd), kêu gọi người dân Nam Tư đứng lên chiến đấu chống lại những kẻ xâm lược. Ở Beograd, Sarajevo và Nis, người ta đã xây dựng một số khu phức hợp với các bia tưởng niệm những thường dân bị giết hại và các binh sĩ kháng chiến hy sinh cũng như tượng bán thân các Anh hùng Nhân dân Nam Tư (đặc biệt là ở Sarajevo). Đáng tiếc, khi Liên bang Nam Tư tan rã, nhiều tượng đài và đài tưởng niệm trong số đó đã bị phá hoại và phá hủy bởi những phần tử dân tộc cực hữu, những kẻ cho rằng những phần tử thân phát xít của quân Quốc gia Độc lập Croatia, Serbia, Bosnia và Macedonia mới là "anh hùng dân tộc" thật sự. Đáng nói hơn, việc phục dựng các tượng đài đó dường như ít được đoái hoài tới.
Nhiều vật thể và tài liệu về chiến tranh cũng được trưng bày tại nhiều bảo tàng, nổi tiếng nhất là Bảo tàng Quân sự Beograd. Trong số những vật được trưng bày là các tài liệu chiến tranh, tranh ảnh về phong trào kháng chiến cũng như các mẫu quân phục, vũ khí, quân trang của quân du kích kháng chiến Nam Tư. Những chiếc mũ đội đặc trưng của quân kháng chiến (loại mũ "Titovka" hay mũ ba chỏm "triglavka") cũng được trưng bày trong bảo tàng.

### Văn học và điện ảnh

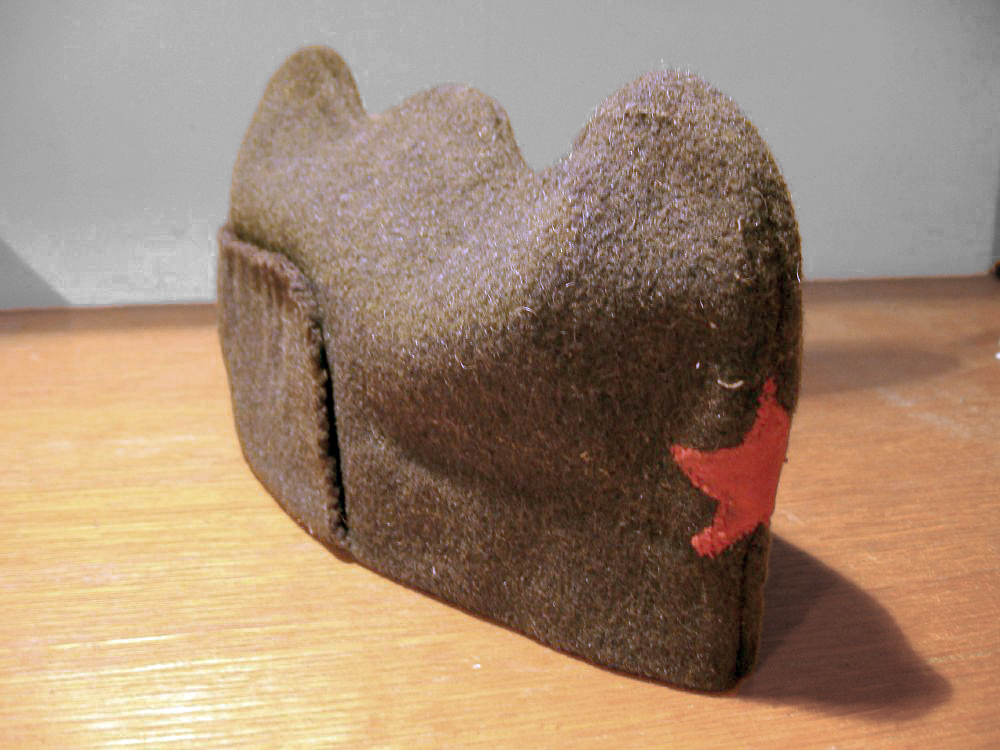
Mũ "Triglavka" của Du kích Nam Tư tại Croatia, Slovenia và Bosnia, (lấy kiểu theo hình dáng của đỉnh núi Triglav ở Slovenia)

Đối với người dân Nam Tư (nhất là người Serb), cuộc chiến tranh giải phóng Nam Tư có vai trò giống như Cuộc chiến tranh vệ quốc vĩ đại trong lòng người dân Nga và Liên Xô. Trong văn học Nam Tư trong nửa sau của thế kỷ 20, chủ đề về chiến tranh có một vị trí rất quan trọng. Trong hàng ngũ những người lính vệ quốc Nam Tư đã nổi lên nhiều nhà văn, nhà thơ lớn như Vladimir Nazor, Ivan Kovachich, Džordzhe Andrejevich, Antun Augustinich, Božidar Jakats, Jovan Popovich, Branko Chopich, Mira Alechkovich, Dobritsa Chosich và nhiều người khác. Những trận chiến của quân giải phóng nhân dân với quân phát xít xâm lược, quân Chính phủ cứu nguy dân tộc Serbia và quân phỉ Chetniks, cuộc sống của người lính du kích đã được thể hiện trong các tác phẩm của các tác giả như Branko Chopichem, Jure Kashtelanom, Jožey Khorvatom, Oskarom Doavicho, Antonije Isakovichem, Dobritsey Chosichem, Mikhailo Lalichem,...
Trong văn hóa đại chúng Nam Tư, người chiến sĩ Giải phóng quân đã xuất hiện trong phim, phim điện ảnh và thậm chí là phim hoạt hình, truyện tranh. Bộ truyện tranh nổi tiếng nhất về người lính giải phóng Nam Tư chính là loạt truyện "Du kích" do tác giả người Serb-Croatia Jules Radilovich sáng tác. Ít nổi tiếng hơn một chút là các truyện "Trung tá Tara", "Ba người không thể tách rời" và "núi Kurier" của bộ đôi tác giả Svetozar Obradovic và họa sĩ Branislav Keratsa, sau đó là các truyện của cặp tác giả Ivica Bednyantsa và Zdravko Sulicha. Loạt truyện nổi tiếng nhất nói về đề tài cuộc chiến tranh là "Mirko và Slavko" do Desimirov Zhizhovicha sáng tác, được ấn hành đền 200.000 bản in trên toàn quốc.
Trong lĩnh vực điện ảnh, cuộc chiến tranh giải phóng nhân dân Nam Tư cũng là đề tài cho một dòng phim mới là "dòng phim du kích" với những pha hành động bất quy tắc, với động lực và sự hy sính có ý tưởng, giống như dòng Phim Viễn Tây của Hoa Kỳ. Bộ phim nổi tiếng nhất của dòng này là phim "Trận Neretva" với Yuliy Borisovich Bryner và Serhiy Fyodorovych Bondarchuk đóng vai chính và phim "Trận Sutjeska" với Richard Burton đóng vai chính. Năm 1978, điện ảnh Anh sản xuất bộ phim "Lực lượng thứ 10 từ Navarone" (Force 10 from Navarone) được coi như phần tiếp theo của bộ phim "Những cây súng của Navarone" (Guns of Navarone, sản xuất năm 1961). Dù nội dung phần lớn là hư cấu nhưng bộ phim dựa trên nội dung tiểu thuyết cùng tên của Alistair MacLean đạo diễn Guy Hamilton cũng đã tái hiện được một phần sự hiệp đồng chiến đấu giữa một tổ biệt kích Anh và một đơn vị Quân giải phóng nhấn dân Nam Tư chống lại quân đội Đức Quốc xã và lực lượng Chetniks.